# Anatolischer Teppich

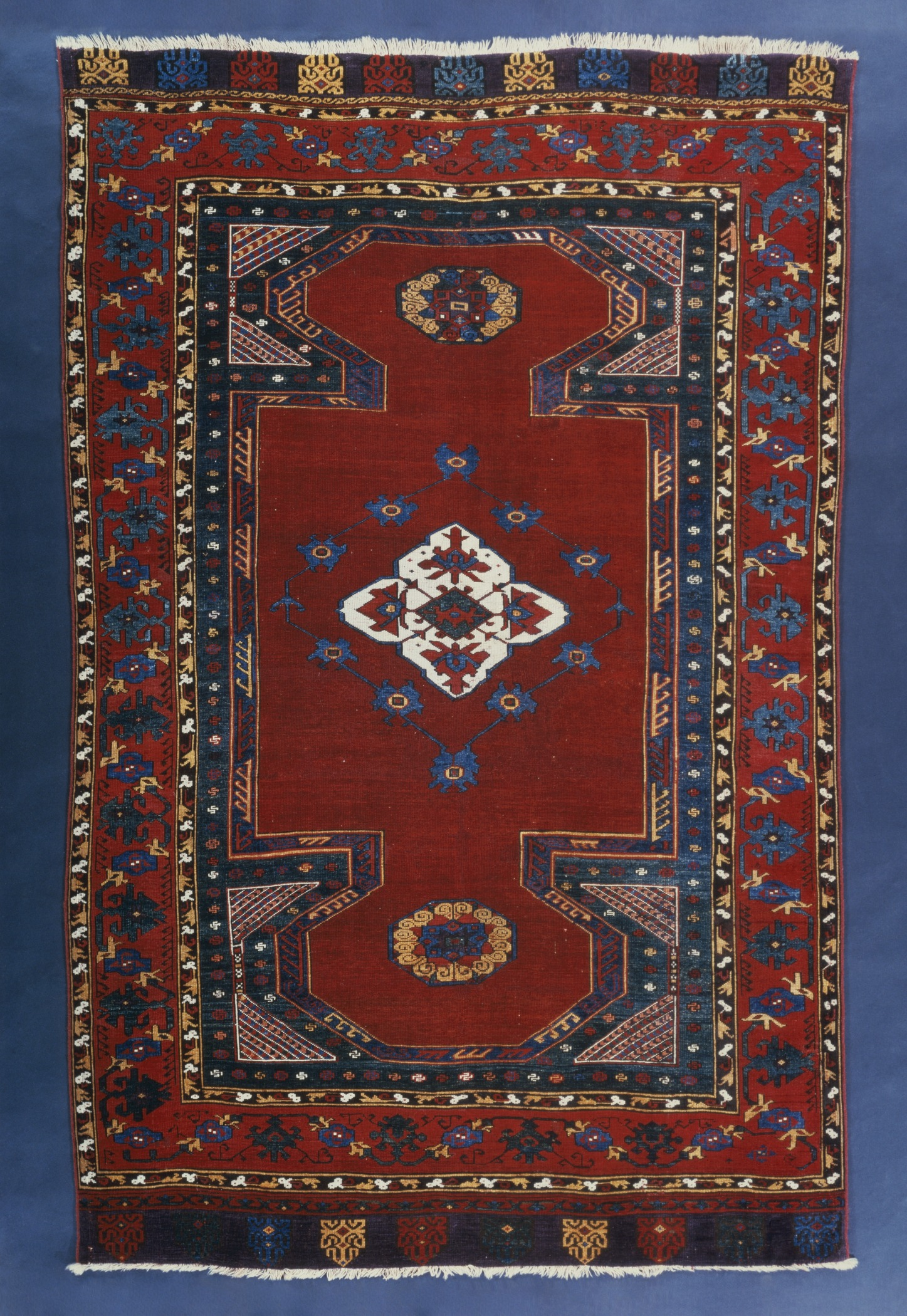
Anatolischer Doppelnischen-Teppich, Region Konya, ca. 1650–1750, LACMA

Ein anatolischer Teppich, auch türkischer Teppich genannt, ist ein geknüpfter Orientteppich, der in Anatolien und den angrenzenden Regionen in Handarbeit produziert wird. Anatolische Teppiche bilden ebenso wie Kelims einen wichtigen Bestandteil des kulturellen Erbes der heutigen Türkei.
Der anatolische Teppich zeichnet sich durch charakteristische Farben, Muster und Techniken aus. Traditionell aus Wolle, später auch zunehmend aus Baumwolle und manchmal auch aus Seide oder Mohair bestehend, werden anatolische Teppiche in der Regel mit dem Gördesknoten geknüpft. Die Formate reichen vom kleinen Kissen (yastik) bis hin zu raumfüllenden Teppichen. Sie werden bis heute in Fabriken, Manufakturen, Werkstätten, in Dörfern oder von Nomaden hergestellt. Jede soziale Gruppe kennt dabei eigene Techniken und Materialien. Wissenschaftliche Versuche, ein bestimmtes Muster einer ethnischen, regionalen, oder auch nur der nomadischen oder dörflichen Tradition zuzuordnen, blieben aufgrund des kontinuierlichen Austauschs von Mustern im Rahmen der ausgedehnten Migrationen und des Einflusses der kommerziellen Produktion erfolglos.
Das Teppichknüpfen ist ein traditionelles Kunsthandwerk, das weit in die präislamische Zeit zurückreicht. Im Lauf der Geschichte Anatoliens und der Teppichherstellung wurden unterschiedliche kulturelle Einflüsse in die Gestaltung integriert. Spuren byzantinischer Ornamente haben sich in den Teppichmustern ebenso erhalten wie die traditionellen Muster und Dekore der Turkvölker, die aus Zentralasien einwanderten. Auch Griechen, Armenier, kaukasische und kurdische Stämme haben ihre Muster eingebracht. Die Entwicklung der islamischen Kunst beeinflusste die Gestaltung tiefgreifend. Seit den 1980er Jahren entstanden mehrere Initiativen, deren Ziel es ist, die traditionelle Kunst des Teppichknüpfens wiederzubeleben.

## Begriff
Weil sich der direkte Handel zuerst zwischen dem Osmanischen Reich und Europa etablierte, waren Orientteppiche in Europa zunächst nur unter dem Handelsnamen „türkische“ Teppiche bekannt, unabhängig von ihrem tatsächlichen Ursprungsort. Erst nachdem im späten 19. Jahrhundert das wissenschaftliche Interesse westeuropäischer Kunsthistoriker erwacht war, wurde die künstlerische und kulturelle Vielfalt des anatolischen Teppichs besser verstanden.

## Geschichte

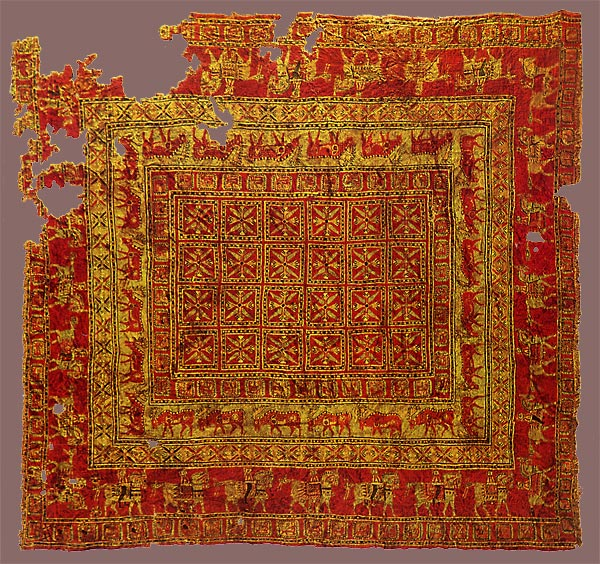
Der Pasyryk-Teppich, ca. 400 v. Chr., Eremitage

Der älteste erhaltene Knüpfteppich ist der Pasyryk-Teppich, der auf das 5. Jahrhundert v. Chr. datiert wird. Seine Herkunft ist umstritten, unter anderem wird jedoch eine phrygisch-armenische Produktion diskutiert, was ihn zum Vorläufer der anatolischen Teppiche machen würde. Seine feine Knüpfung in Gördesknoten und das fein ausgearbeitete Muster zeigen, dass das Handwerk des Teppichknüpfens schon damals zu hoher technischer und künstlerischer Reife gelangt war. Weitere Funde belegen, dass die Teppichknüpftechnik zwischen dem 3. Jahrhundert v. Chr. und dem 6. Jahrhundert n. Chr. von China über den Irak bis nach Ägypten verbreitet war, es ist jedoch unbekannt, ob die Technik sind von einem Zentrum aus verbreitete oder sich an mehreren Stellen unabhängig voneinander entwickelte.

### Früheste Teppiche: Seldschukische Periode (11.–13. Jahrhundert)

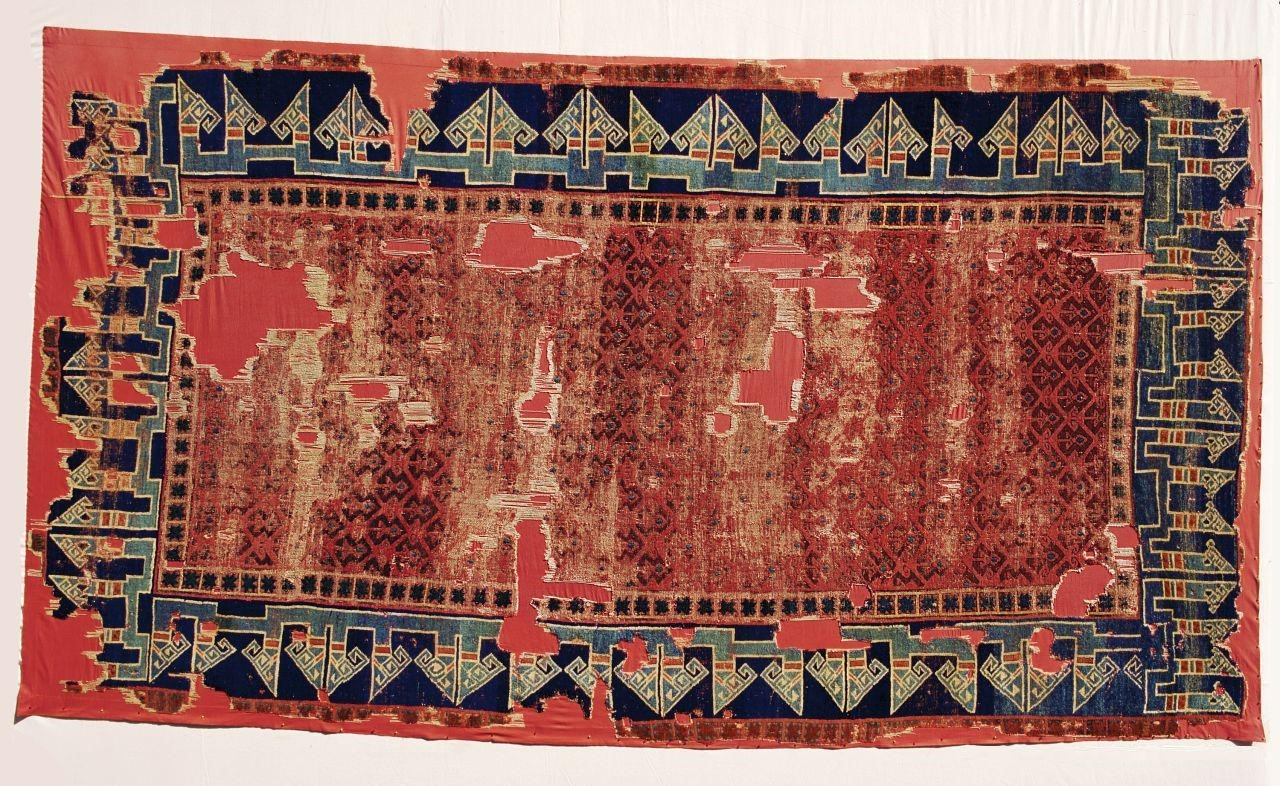
Seldschukischer Teppich aus der Alâeddin-Moschee in Konya, 13. Jahrhundert, Museum für türkische und islamische Kunst

Die ältesten erhaltenen geknüpften Teppiche aus Anatolien werden auf das 13. Jahrhundert datiert. Anatolien wurde zu dieser Zeit von dem im Niedergang begriffenen Sultanat der Rum-Seldschuken beherrscht, mit Konya als Hauptstadt. Seit dem 11. Jahrhundert lebten unter seldschukischer Herrschaft auch turkmenische Völker aus Westasien in Anatolien, die die Knüpftechnik nach Anatolien gebracht haben könnten.
Acht Fragmente dieser Periode wurden 1905 von Frederic Robert Martin in der Alâeddin-Moschee von Konya gefunden, vier weitere fand 1925 Rudolf Meyer Riefstahl in der Eşrefoğlu-Moschee in Beyşehir in der Provinz Konya. Fragmente derselben Zeit tauchten außerdem im ägyptischen Al-Fustat auf.
Es ist nicht bekannt, wo diese Teppiche geknüpft wurden. Aufgrund ihrer Größe von bis zu sechs Metern Länge können sie nur in einer spezialisierten, städtischen Manufaktur hergestellt worden sein, denn Webstühle dieser Größe finden keinen Platz in einem Dorfhaus oder einem Nomadenszelt. Die Feldmuster der Konya-Teppiche sind meist geometrisch und im Verhältnis zur Größe des Teppichs eher klein. Die untereinander sehr ähnlichen Muster sind in diagonalen Reihen angeordnet: Sechsecke, Quadrate mit Sternen darin oder stilisierte Blumen und Blätter in Rautenornamenten. Die Bordüre enthält oft kufische Ornamente. Die Teppiche aus Beyşehir sind denen aus Konya in Muster und Farbgebung sehr ähnlich.
Der Stil dieser Teppiche weist Parallelen auf zu architektonischen Schmuckelementen zeitgleicher Bauwerke wie der Divriği-Moschee oder Bauten in Sivas und Erzurum und könnte verwandt sein mit Ornamenten der byzantinischen Kunst. Heute werden die Teppiche im Mevlana-Museum in Konya und im Museum für türkische und islamische Kunst in Istanbul verwahrt.

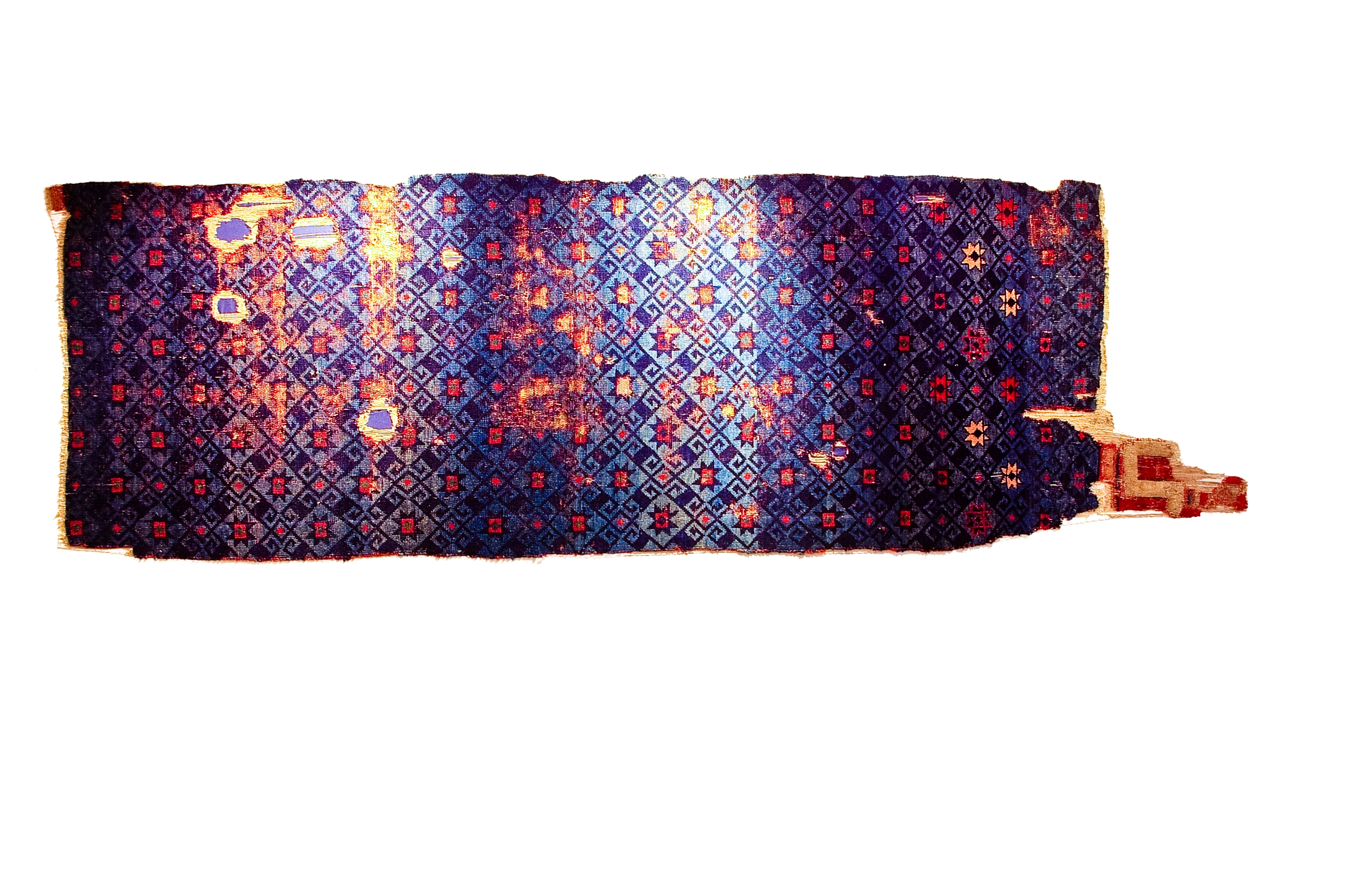
Teppichfragment aus der Eşrefoğlu-Moschee, Beyşehir, Anatolien. Seldschukenzeit, 13. Jh.
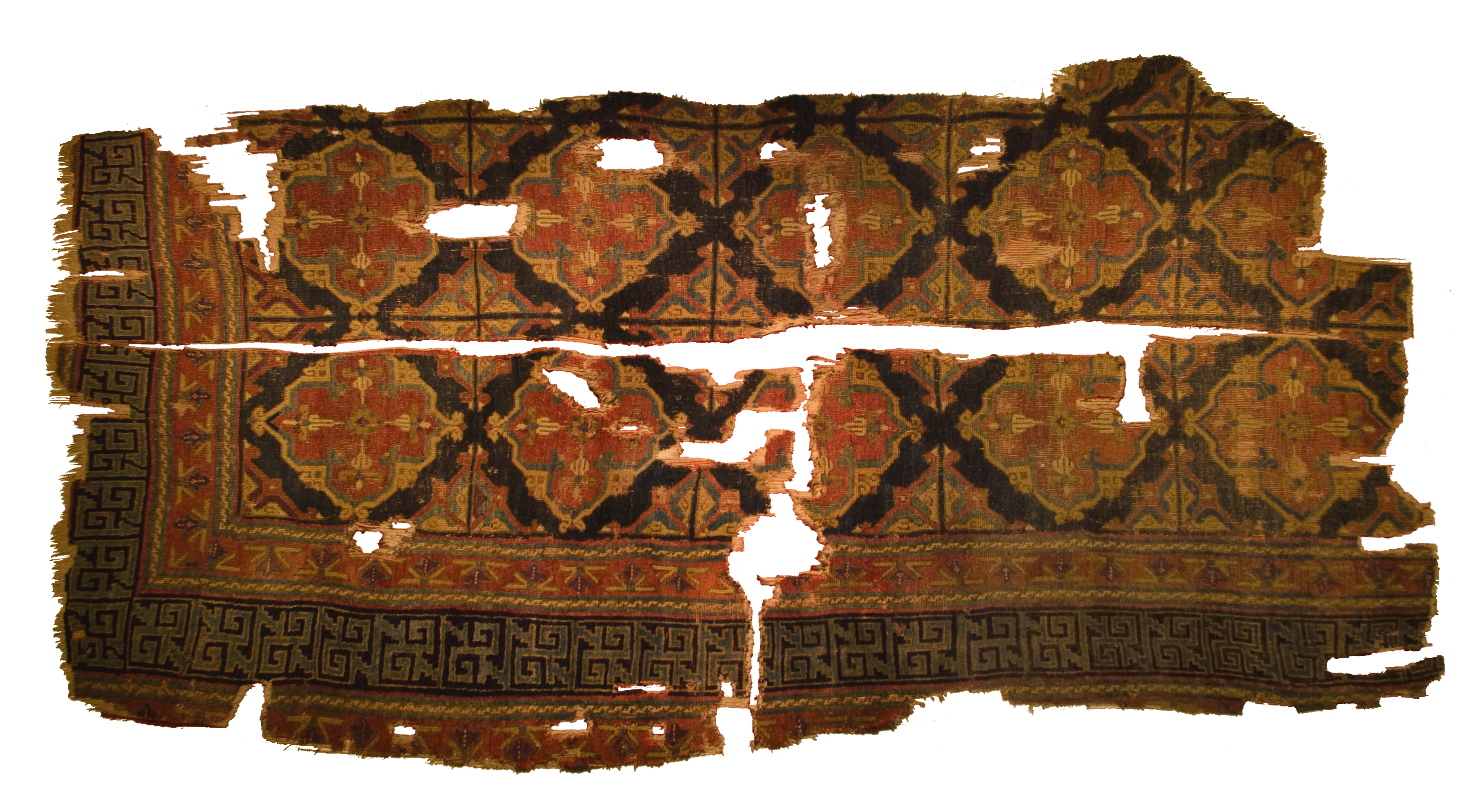
Teppichfragment aus der Eşrefoğlu-Moschee, Beyşehir, Anatolien. Seldschukenzeit, 13. Jh.
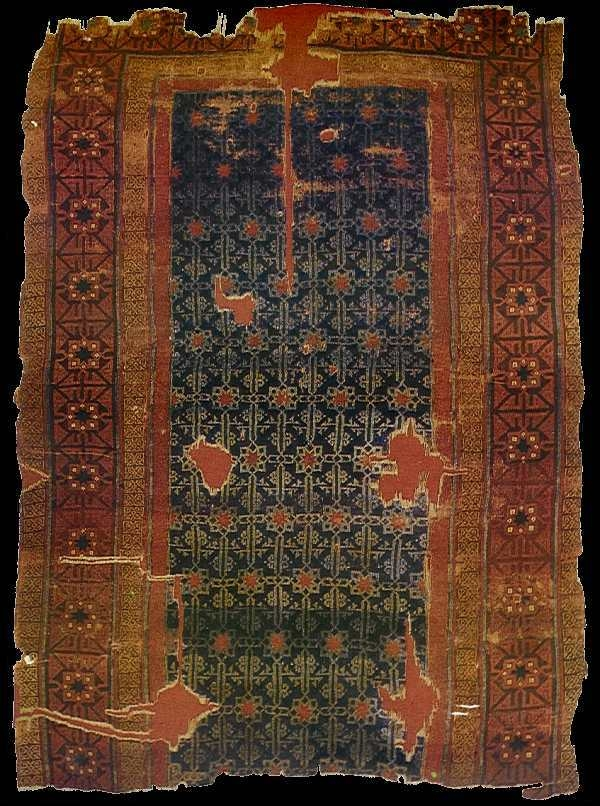
Seldschukenteppich, 320 × 240 cm, Alaaddin-Moschee, Konya, 13. Jh.
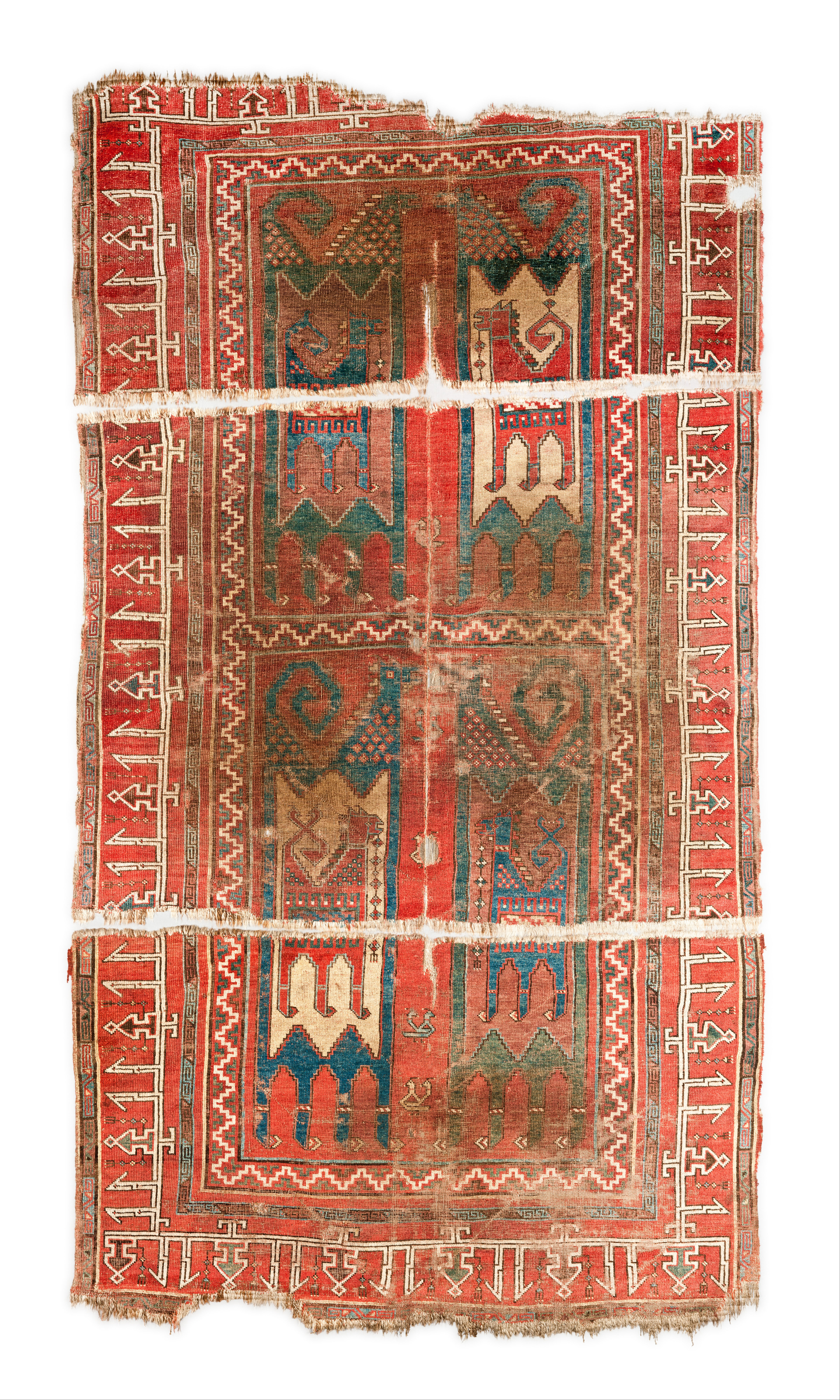
Tierteppich, Anatolien, 11.–13. Jh., Museum für Islamische Kunst (Doha)

#### Tierteppiche
Nur sehr wenige Teppiche sind noch aus der Übergangszeit zwischen dem Seldschuken- und dem frühen Osmanischen Reich erhalten, darunter einige Tierteppiche. Charakteristisch sind die in den Flor eingeknüpften stilisierten Tierdarstellungen. Sie wurden auch nach Westeuropa exportiert.
Ein Teppich mit zwei Medaillons, die einander gegenüberstehende Vögel zu beiden Seiten eines Baumes zeigen, wurde in der Kirche des Ortes Marby, Provinz Jämtland, Schweden, gefunden. Die Radiokarbondatierung deutet auf eine Entstehungszeit zwischen 1300 und 1420.

### Teppiche der Turkmenen und frühen Osmanen (13.–14. Jahrhundert)
Die Schwäche der Seldschukenherrschaft ausnutzend, schlossen sich im frühen 13. Jahrhundert turkmenische Stämme, die Oghusen, in Anatolien zu unabhängigen Herrschaftsgebieten, den Beyliks, zusammen. Aus einem Beylik entstand das Osmanische Reich.

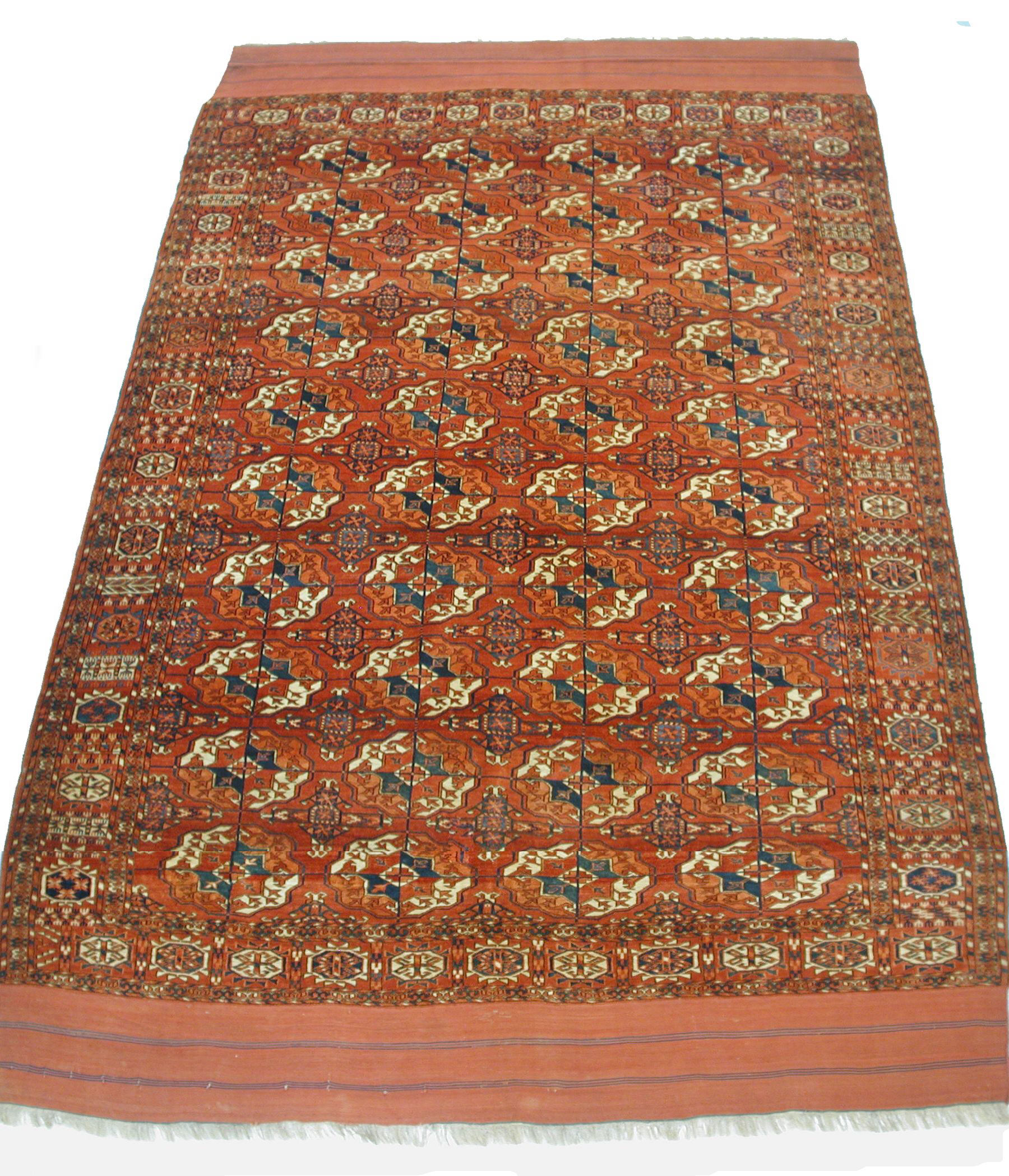
Teppich der Tekke aus Turkmenistan, 19. Jahrhundert, Metropolitan Museum of Art

Erzählungen wie das Dede Korkut bestätigen, dass die Turkmenenstämme in Anatolien Teppiche knüpften. Es ist nicht bekannt, wie diese Teppiche aussahen. Einer der turkmenischen Stämme, die Tekke, siedelten im 11. Jahrhundert in Südwest-Anatolien, zogen aber später zurück in das Gebiet am Kaspischen Meer. Die Tekke-Stämme in Turkmenistan, die im 19. Jahrhundert in der Gegend um Merw und am Amudarja lebten, knüpften einen besonderen Typ Teppich, der durch stilisierte Blumenmotive (göl) gekennzeichnet ist, die in Reihen wiederholt auf dem Innenfeld erscheinen.
Als die politischen und Handelsbeziehungen zwischen Westeuropa und der islamischen Welt intensiver wurden, erlangten anatolische Knüpfteppiche auch in Europa Bekanntheit. Im frühen 14. Jahrhundert schrieb Marco Polo, als er von Sivas nach Kayseri reiste:

„…et ibi fiunt soriani et tapeti pulchriores de mundo et pulchrioris coloris.“

„…und hier stellt man die schönsten Seidenstoffe und Teppiche der Welt her, und in den schönsten Farben.“

Abu’l-Fida zitierte Ibn Sa’id al-Maghribi, der im späten 13. Jahrhundert von Teppichexporten aus anatolischen Städten berichtete: „Hier werden Turkomanische Teppiche gemacht, die in alle anderen Länder gehandelt werden“. Er, wie auch der marokkanische Kaufmann und Reisende Ibn Battūta, nennen Aksaray als großes Zentrum der Teppichknüpferei im frühen bis mittleren 14. Jahrhundert.

### Teppiche des Osmanischen Reichs (15.–19. Jahrhundert)
Mit dem wachsenden politischen und wirtschaftlichen Einfluss des Osmanischen Reiches wurde die Hauptstadt Istanbul zum Treffpunkt von Diplomaten, Händlern und Künstlern. Während der Regierung Süleymans I. arbeiteten Kunsthandwerker und Künstler unterschiedlichster Spezialisierung zusammen in den Hofmanufakturen (Ehl-i Hiref). Kalligraphie und Miniaturmalerei in den Skriptorien (nakkaşhane) übten starken Einfluss auf die Gestaltung der Teppichmuster aus. Im ganzen Reich etablierten sich spezialisierte Hofmanufakturen, die Städte Gördes und Ladik wurden bekannt für ihre Teppiche. Die Region von Uşak produzierte einige der schönsten Teppiche des 16. Jahrhunderts. Sehr wahrscheinlich wurden die Holbein- und Lotto-Teppiche hier geknüpft.

#### Holbein- und Lotto-Teppiche
Anatolische Teppiche vom Holbein- und Lotto-Typ erhielten ihre Bezeichnung von europäischen Kunsthistorikern des 19. Jahrhunderts, weil man die Teppiche dieses Typs zunächst nur von den Gemälden der Renaissancemaler kannte. Aufgrund der Verteilung und Größe der geometrischen Medaillons im Teppichfeld unterscheidet man klein- und großmustrige Holbein-Teppiche.
Die ältesten Lotto-Teppiche haben „pseudo-kufische“ Hauptbordüren. Das Feld hat meist einen roten Grund und ist mit leuchtend gelben Blattornamenten auf zugrundeliegendem Rapportmuster aus geometrischen Arabesken abwechselnd mit kreuzförmigen, oktogonalen oder rautenförmigen Ornamenten bedeckt. Teppiche unterschiedlichen Formats bis zu 6 m² sind erhalten. C. E. Ellis unterschied drei Hauptgruppen des Lotto-Musters: den „anatolischen“, „Kelim“- und den „ornamentalen“ Stil.
Holbein- und Lotto-Teppichmuster haben wenig Gemeinsamkeiten mit den dekorativen Mustern und Ornamenten, die man auf anderen Gegenständen der osmanischen Kunst sieht. Amy Briggs zeigte Ähnlichkeiten zwischen diesen beiden Teppichtypen und solchen, die auf timuridischen Buchilluminationen abgebildet sind. Die Mustertradition der Holbein- und Lotto-Teppiche könnte somit auf die Timuridenzeit zurückgehen.

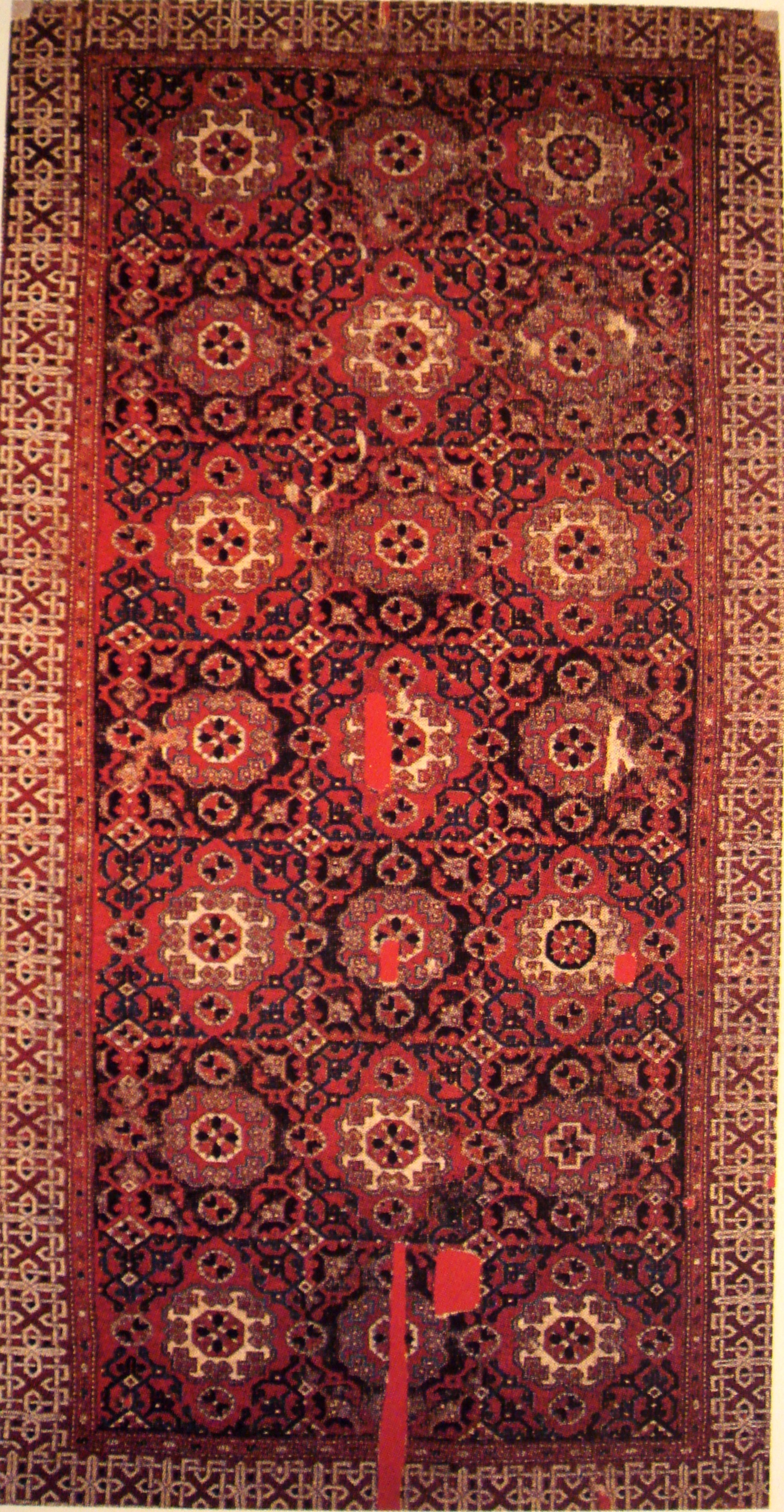
Typ I (kleinmustriger) „Holbein“-Teppich, Anatolien, 16. Jh.
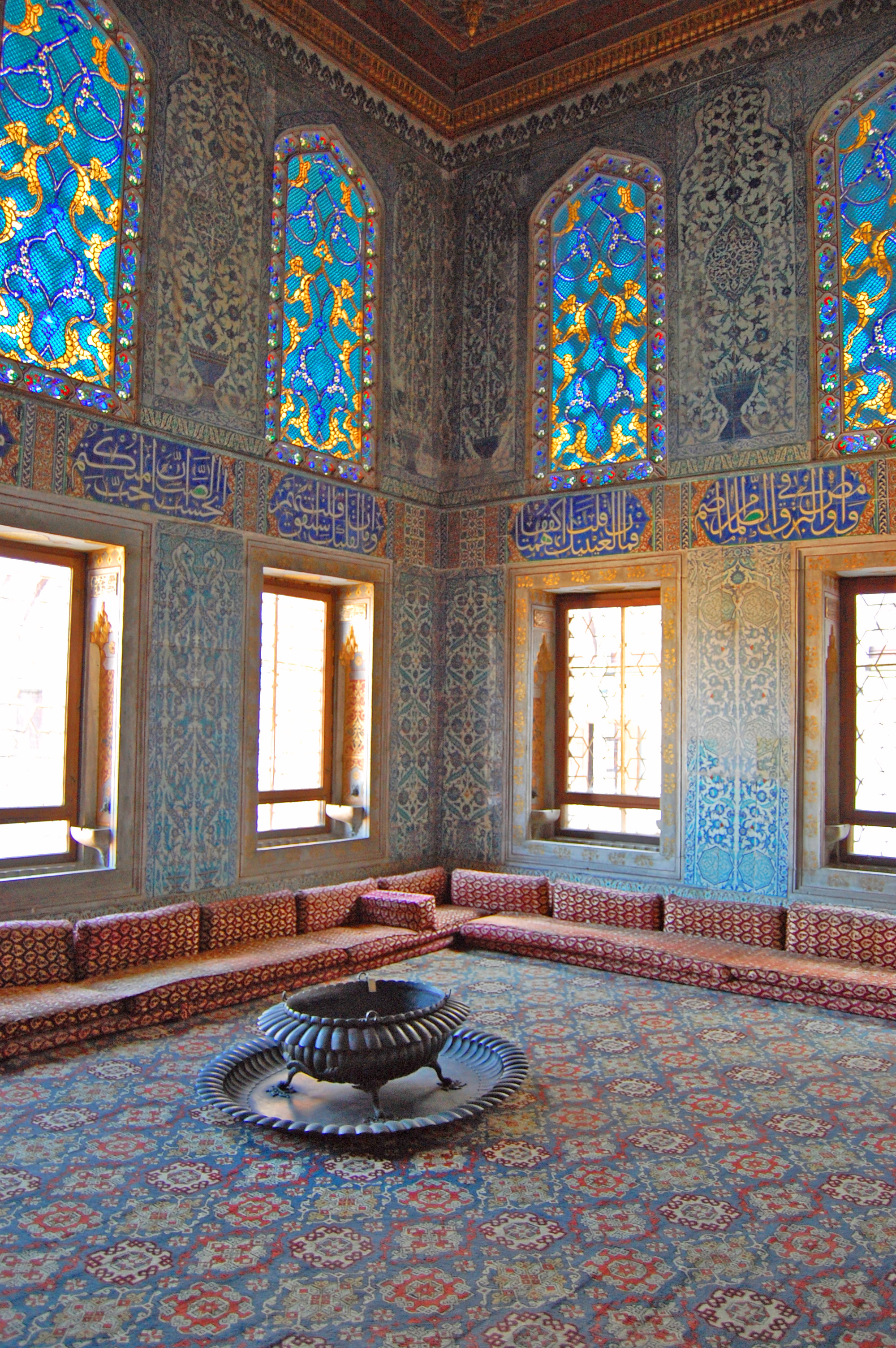
Harem, Topkapi-Palast, Teppich in kleinmustrigem „Holbein“-Design
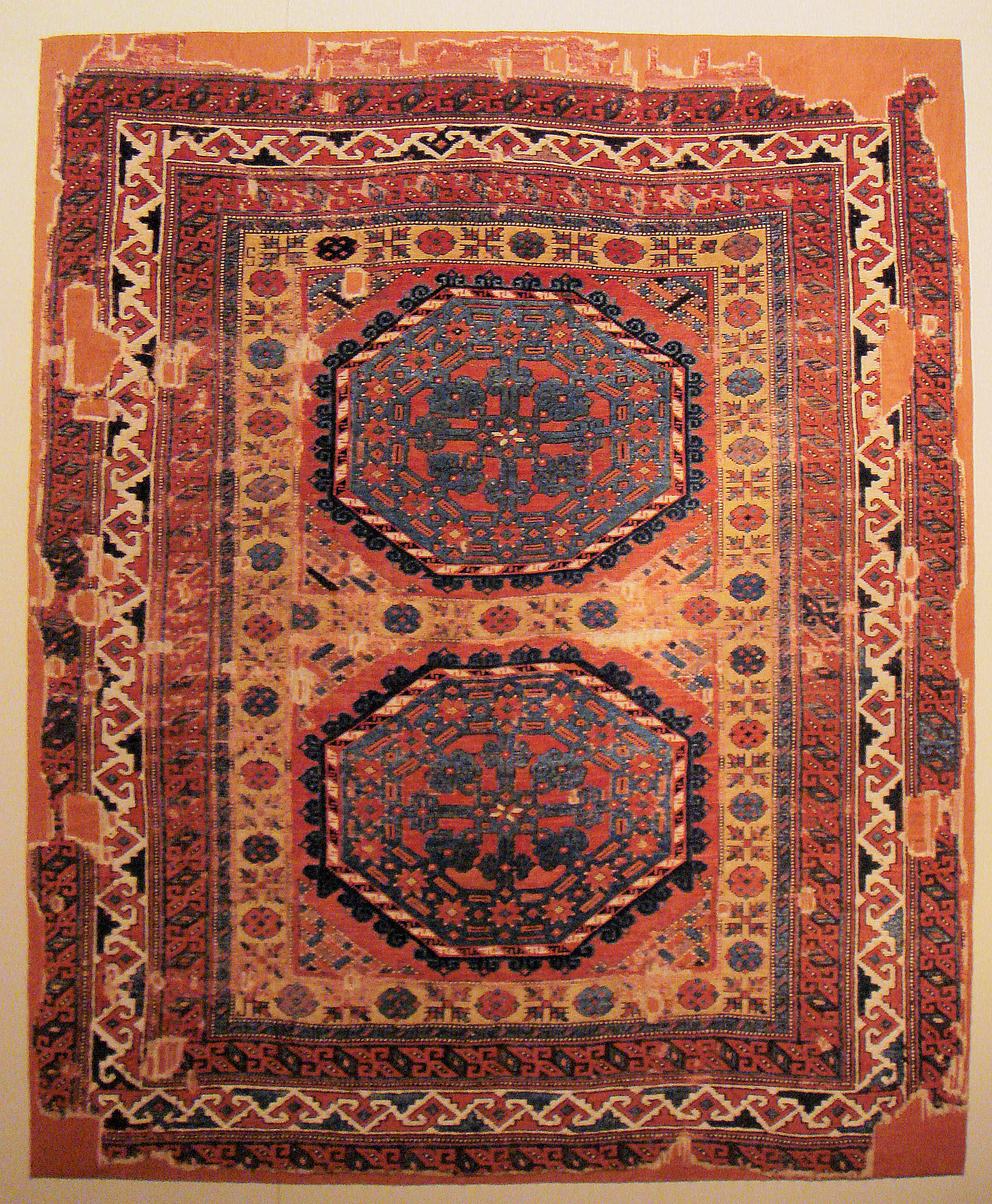
Typ IV (großmustriger) „Holbein“-Teppich, 16. Jh., Anatolien.
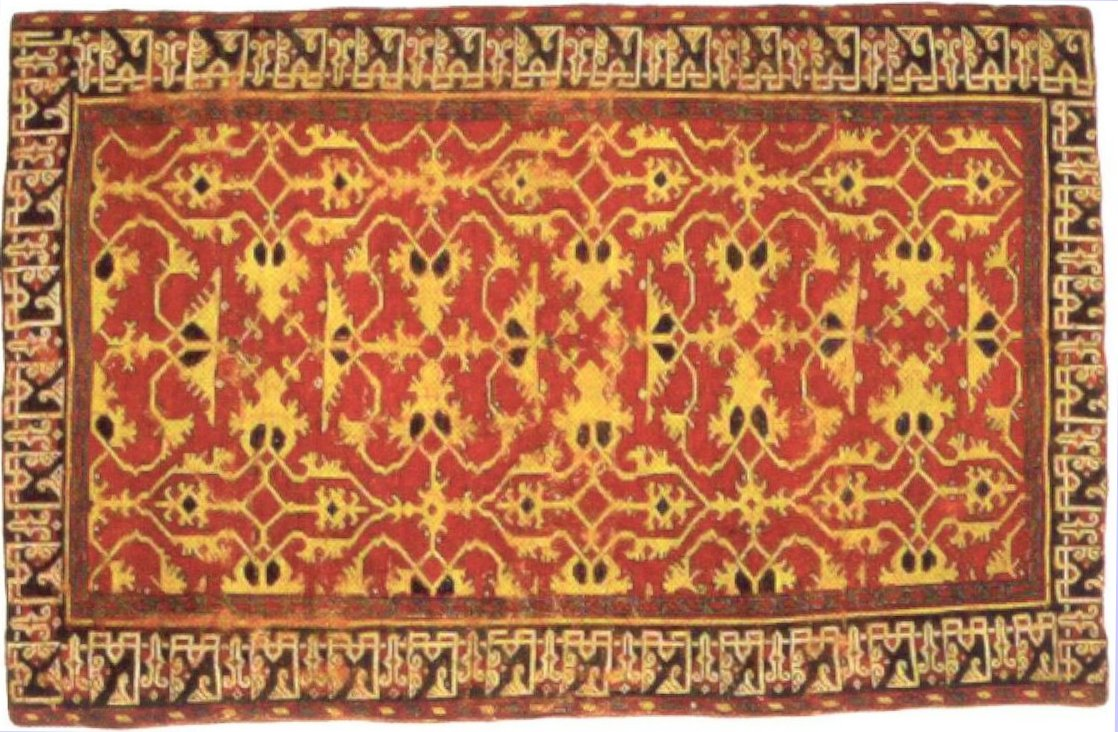
Westanatolischer „Lotto“-Teppich, 16. Jh., Saint Louis Art Museum

#### Uşak-Teppiche
Die Region um die Stadt Uşak wurde schon im Jahr 1671 von Evliya Çelebi als bedeutendes Zentrum der Teppichproduktion erwähnt. Ein Istanbuler Preisregister (narh defter) von 1640 listet bereits zehn verschiedene Typen von Uşak-Teppichen auf. Ein Zollregister aus Caffa auf der Krim für den Zeitraum von 1487 bis 1491 erwähnt ebenfalls Teppiche aus Uşak und erbringt somit den Nachweis für die lange Tradition der Teppichherstellung in dieser Region. Aufzeichnungen belegen, dass Uşak-Teppiche im Auftrag des Sultans zur Ausstattung von Moscheen angefertigt wurden, speziell für die Selimiye-Moschee in Edirne.
Stern-Uşak-Teppiche wurden in verschiedenen, oft sehr großen Formaten hergestellt. Sie sind gekennzeichnet durch große sternförmige Hauptmedaillons in unendlichem Rapport auf rotem Feld mit sekundären floralen Ornamenten. Das Muster ist sehr wahrscheinlich durch die nordwestpersische Buchkunst oder durch persische Medaillonteppiche beeinflusst. Im Vergleich zu den Medaillon-Uşakteppichen erscheint das Konzept des „unendlichen Rapports“ konsequenter verfolgt und eher im Einklang mit der frühen anatolischen Gestaltungstradition.
Medaillon-Uşak-Teppiche haben gewöhnlich ein rotes oder blaues Feld, das mit Blumengittern oder Blattranken, eiförmigen Medaillons abwechselnd mit kleineren achtlappigen Sternen, oder gelappten Medaillons mit eingeflochtenem Blumenschmuck gestaltet ist. Ihre Bordüre weist oft Palmetten auf floralen oder Blattranken und „pseudo-kufischen“ Schriftzeichen auf.
Mit ihrer kurvilinearen Mustergestalt weichen die Medaillon-Uşak-Teppiche deutlich von den Mustern älterer anatolischer Teppiche ab. Ihr Auftreten im 16. Jahrhundert deutet auf einen möglichen Einfluss durch persische Musterbildungen hin. Nachdem die Osmanen in der ersten Hälfte des 16. Jahrhunderts die ehemalige persische Hauptstadt Täbris besetzt hatten, müssen sie persische Medaillonteppiche gekannt haben. Einige Stücke waren schon früh in türkischem Besitz. Kurt Erdmann hat einige persische Exemplare aus dieser Zeit im Topkapı-Palast aufgefunden. Das Medaillon des Uşak-Teppichs, verstanden als Teil eines unendlichen Rapports, repräsentiert eine spezifisch „türkische“ Idee, die sich eindeutig vom persischen Musterverständnis des eigenständigen Zentralmedaillons abhebt.
Stern- und Medaillon-Uşak-Teppiche stellen eine wichtige Innovation dar, denn auf ihnen erschienen zum ersten Mal florale Motive auf türkischen Teppichen. Die Ablösung der geometrischen durch florale Ornamente und die Verwendung großer, zentrierter Musterkompositionen anstelle des herkömmlichen unendlichen Rapports wurde von Kurt Erdmann als „Musterrevolution“ beschrieben.
Eine weitere kleine Gruppe von Uşak-Teppichen wird Doppelnischen-Uşak genannt. Bei deren Gestaltung wurden die Eckmedaillons so eng zusammengerückt, dass sie an beiden Enden des Teppichs eine Nische bilden. Die Doppelnischenteppiche werden als Beispiel für die Integration und Überformung persischer Muster in eine ältere anatolische Mustertradition angesehen.

#### Weißgrundige Selendi-Teppiche
Auf anderen Teppichen aus dem Gebiet um Uşak sind die floralen Musterelemente durch andere Motive wie das sogenannte Cintamani-Motiv ersetzt, das aus drei in Dreieckform angeordneten farbigen Kugeln besteht, die sich in unendlichem Rapport über das Feld verteilen. Dieses Motiv erscheint für gewöhnlich auf weißem Grund. Eine offizielle osmanische Preisliste (narh defter) von 1640 enthält einen „weißen Teppich mit Leopardenmuster“ aus der Stadt Selendi, nahe Uşak. Daher werden die weißgrundigen Teppiche seit diesem Quellenfund als Selendi-Teppiche bezeichnet.

#### Kairener Osmanenteppiche
Nach der Eroberung des Mamlukensultanats in Ägypten durch das Osmanische Reich in der Schlacht von Mardsch Dabiq und der Schlacht von Raydaniyya gingen zwei verschiedene Kulturen ineinander auf, was sich sehr deutlich auch in der lokalen Teppichproduktion abzeichnet. Die frühere traditionelle Knüpfung der mamlukischen Werkstätten verwendete im Uhrzeigersinn („S“-) gesponnene Wolle, die gegen den Uhrzeigersinn („Z“-) gezwirnt war, sowie eine sehr begrenzte Palette von Farben und Farbtönen. Nach der Eroberung fanden osmanische Muster Eingang in die weiter mit in der alten Technik gesponnenen und gezwirnten Wolle geknüpften Teppiche. Die sogenannten Kairener Osmanenteppiche wurden bis ins frühe 17. Jahrhundert weiter sowohl in Ägypten als wahrscheinlich auch in Anatolien hergestellt.

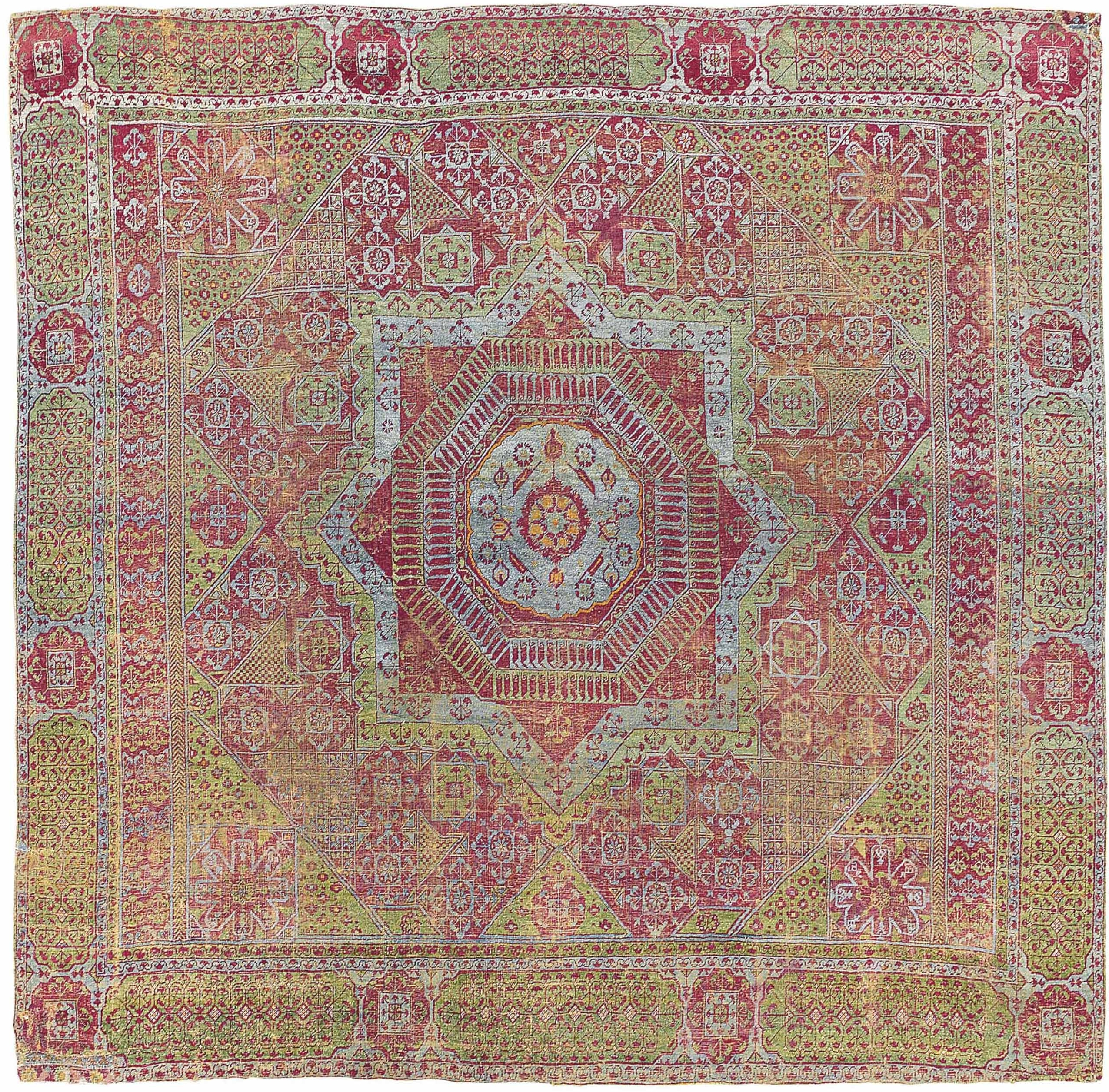
Der „Baillet-Latour“ Mamlukenteppich, Kairo, frühes 16. Jahrhundert
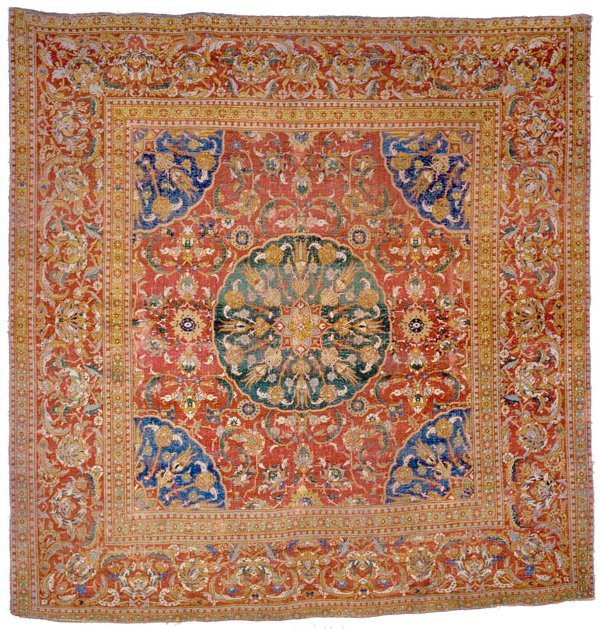
Osmanischer Teppich, wahrscheinlich aus Kairo. 1. Hälfte 17. Jh.
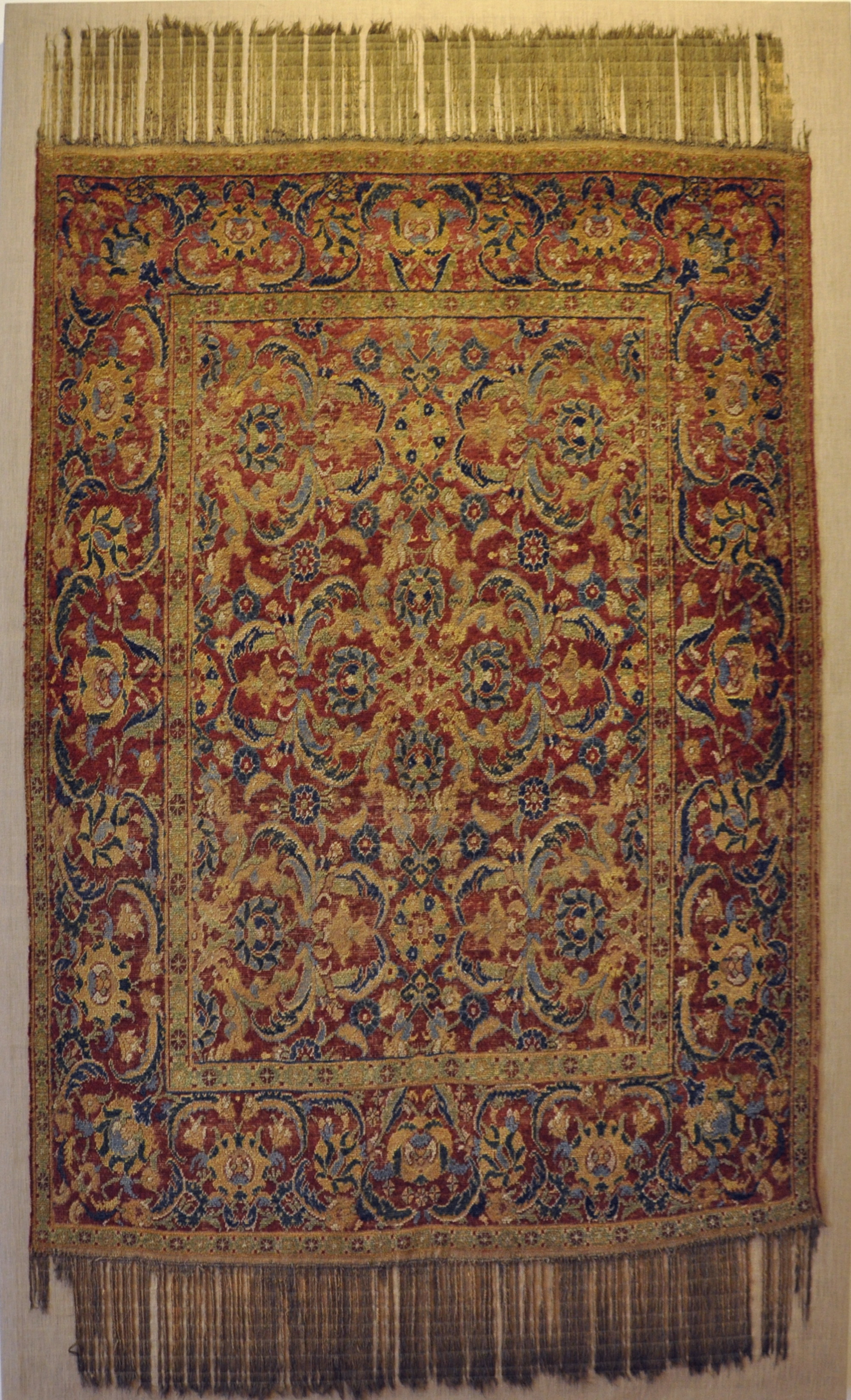
Kairener Osmanenteppich, 16. Jahrhundert Museum für Angewandte Kunst Frankfurt St. 136

#### Schachbrett- oder Kompartment-Teppiche des 17. Jahrhunderts

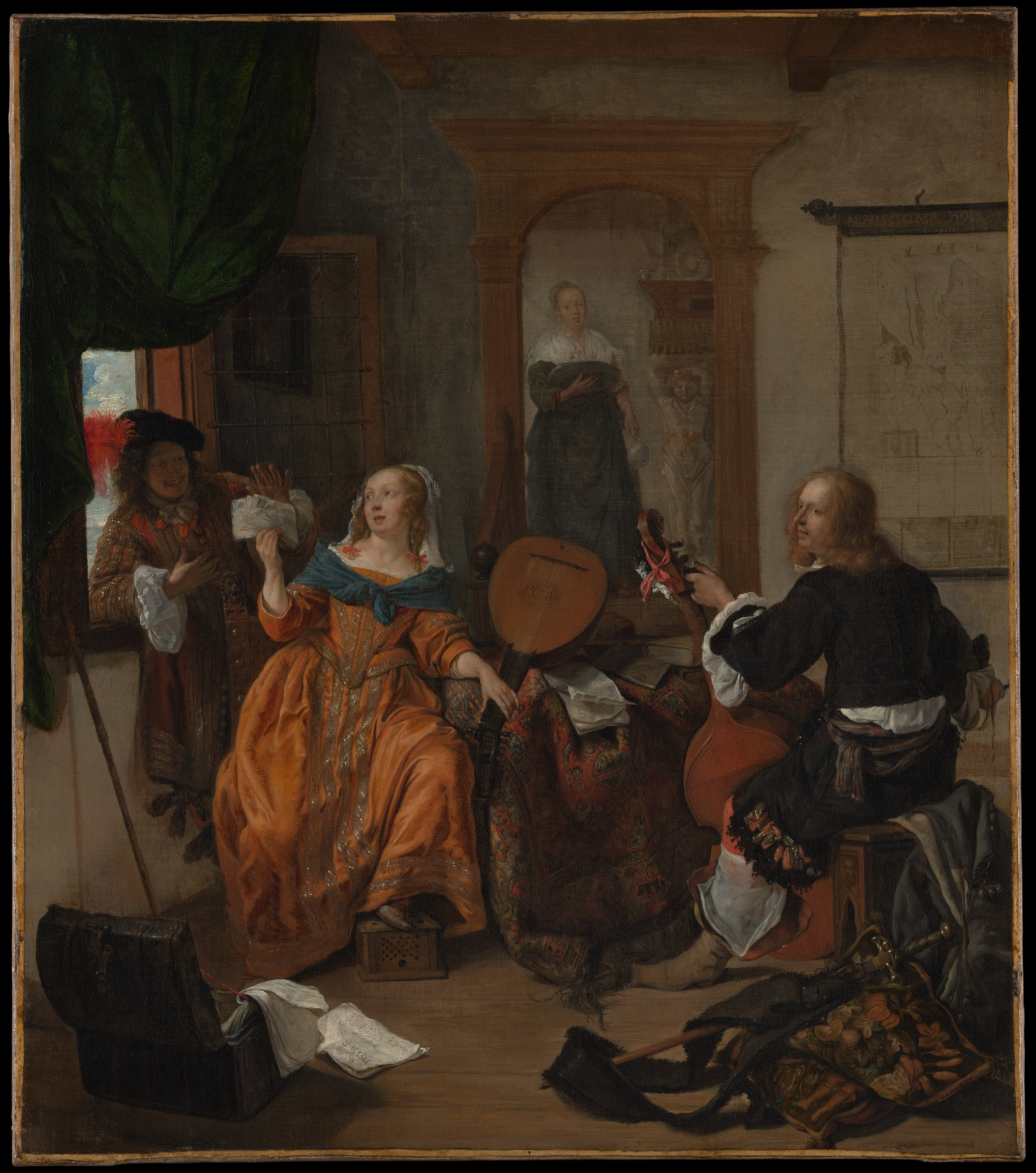
Gabriel Metsu: Die Musikgesellschaft, 1659, Metropolitan Museum of Art.

Eine extrem seltene Gruppe von Teppichen, von denen man früher angenommen hatte, dass sie sich von den Mamluken- und Kairener Osmanenteppichen ableiten, sind die Schachbrett- oder Kompartment-Teppiche. Ihre Herkunft ist nach wie vor umstritten. Farbwahl und Musterung der Teppiche ähneln derjenigen der Mamluken-Teppiche, jedoch sind sie „Z-gesponnen“ und „S-gezwirnt“, in ähnlicher Weise wie die frühen anatolischen und kaukasischen Teppiche. Seit dem frühen 20. Jahrhundert wird mangels genauerer Informationen Damaskus als Produktionsort angenommen. Pinner und Franses argumentieren in diese Richtung, da Syrien früher zunächst Teil des Mamluken-, später des Osmanischen Reiches war, was die Ähnlichkeit von Mustern und Farben mit den Kairener Teppichen erklären könnte. Auch stimmt die Datierung der Schachbrett-Teppiche mit der Registrierung von „Damaszener“ Teppichen in europäischen Sammlerinventaren des frühen 17. Jahrhunderts überein. Teppiche vom Schachbrett-Typ sind auch auf Pietro Paolinis (1603–1681) Selbstbildnis sowie auf Gabriel Metsus Bild Die Musikgesellschaft abgebildet.
Es sind nur ungefähr dreißig dieser Teppiche überhaupt bekannt, die alle eine ähnliche aus Quadraten zusammengesetzte Mustergestalt haben, in deren Ecken sich jeweils Dreiecke befinden, die ein Sternenmuster umschließen. Der Musteraufbau aus diesen Quadraten hat den Teppichen ihren Namen gegeben. Zur Teppichgruppe gehören sowohl große als auch kleine Formate, wobei die großen Formate vielfältigere Muster aufweisen. Die Kleinformate kennt man nur in zwei Mustervarianten: In der einen Variante formen die Dreiecke ein oktogonales Innenfeld für das Sternmuster, in der zweiten Variante, die vielleicht eine Vereinfachung der ersten sein könnte, sind die Dreiecke, die das Innenfeld für das Sternmuster bilden, etwas verlängert und miteinander verbunden. Alle kleinformatigen Schachbrett-Teppiche weisen eine Hauptbordüre mit Kartuschen und gelappten Medaillons auf.

#### Siebenbürger Teppiche des 16.–18. Jahrhunderts
Siebenbürgen gehörte von 1526 bis 1699 zum Osmanischen Reich. Die Region war ein wichtiges Zentrum für den Handel mit Europa. Auch in Siebenbürgen selbst waren türkische Teppiche sehr geschätzt und wurden als Schmuck in wohlhabenden Häusern verwendet, besonders aber zur Ausschmückung der christlichen Kirchen. Auch heute noch findet man Orientteppiche aus der Zeit zwischen dem 16. und 18. Jahrhundert in den Kirchen der Siebenbürger Sachsen. Die wohl bedeutendste Sammlung dieser Siebenbürger Teppiche befindet sich in der Schwarzen Kirche von Brașov. In den oft zur Verteidigung gebauten Kirchenburgen überstanden die Teppiche die wechselvolle Geschichte des Landes. Es finden sich darunter seltene Teppiche vom Holbein-, Lotto- und Selendi-Typ.
Der Begriff Siebenbürger Teppiche stammt aus dem frühen 20. Jahrhundert, als noch nicht geklärt war, dass die Teppiche tatsächlich in Anatolien hergestellt worden waren. Im engeren Sinn versteht man heute darunter eher kleinformatige Teppiche mit Hauptbordüren, die mit Reihen länglicher, eckiger Kartuschen dekoriert sind, deren Inneres mit stilisierten floralen Mustern gefüllt ist, manchmal abwechselnd mit kürzeren Sternenrosetten oder Kartuschen. Das Feld hat oft ein Gebetsnischenmuster, das mit zwei Vasenpaaren mit geblümten Ranken gefüllt ist, die symmetrisch entlang der horizontalen Mittelachse angeordnet sind. In anderen Stücken ist das Feldornament zu Medaillons konzentrischer, abgerundeter Rauten und Blütenreihen verdichtet. Die Zwickel der einzelnen oder doppelten Nischen enthalten steif wirkende Arabesken oder geometrische, rektilineare Rosetten und Blattornamente. Die Grundfarbe ist gelb, rot, oder dunkelblau. Kirchenbücher, Handelsregister und erhaltene Archive einerseits, die Abbildung solcher Teppiche in niederländischen Gemälden des 17. Jahrhunderts andererseits gestatten es, die Teppiche recht genau zu datieren.

#### 19. Jahrhundert: Mecidi-Stil und die Hofmanufaktur von Hereke

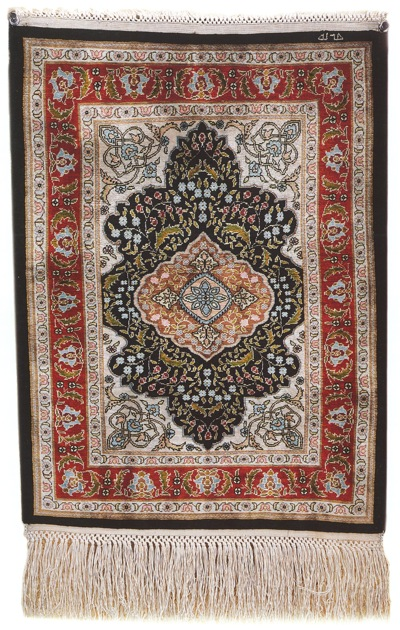
Seidener Hereke-Teppich

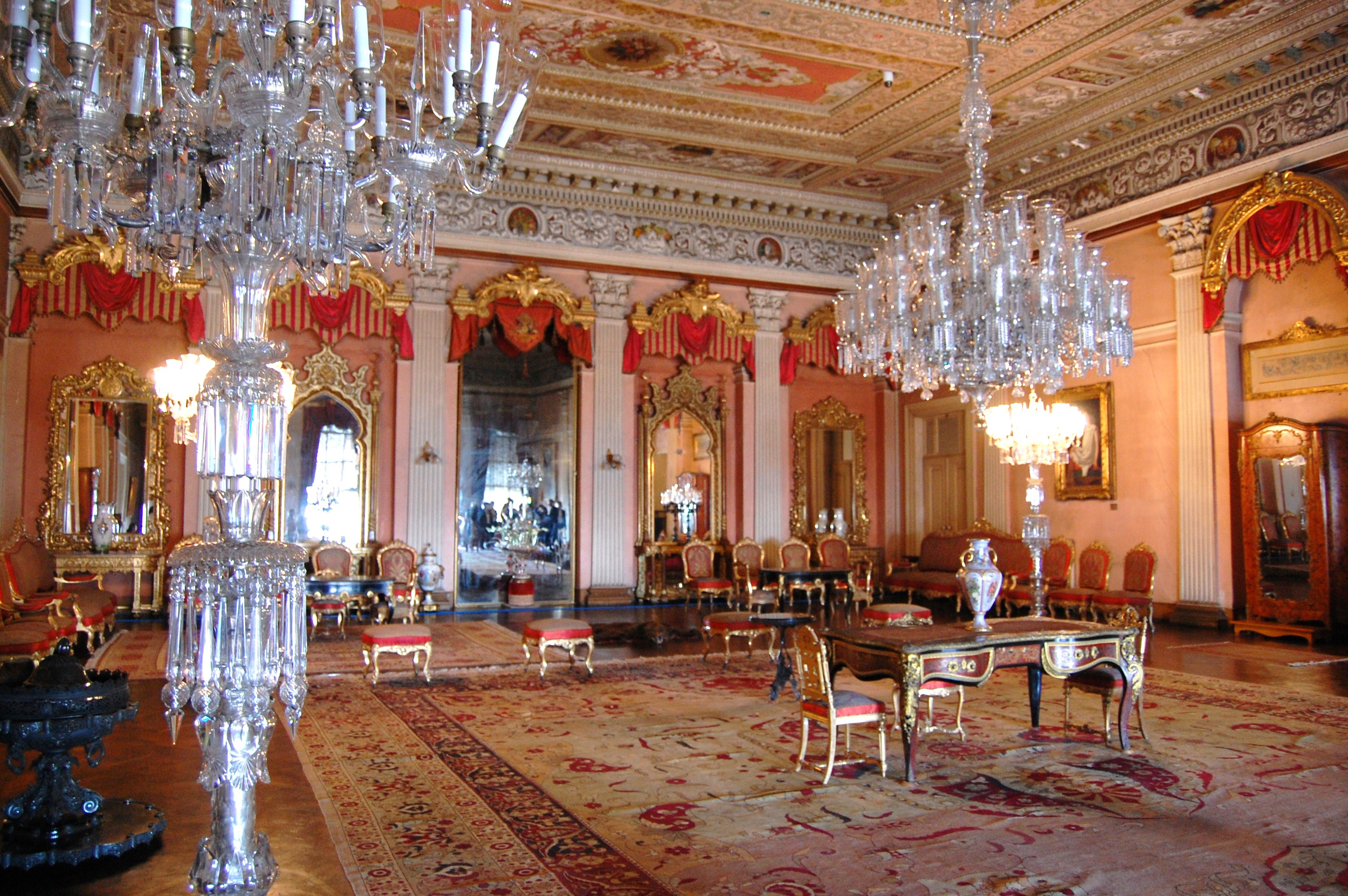
Dolmabahçe-Palast, Rosa Saal, Teppich im typischen Mecidi-Stil

Gegen Ende des 18. Jahrhunderts entwickelte sich der osmanische Barock- oder Mecidi-Stil nach dem Vorbild des französischen Barocks. Teppiche wurden nach Mustern der französischen Savonnerie- und Aubusson-Manufakturen angefertigt. Sultan Abdülmecid I. erbaute den Dolmabahçe-Palast nach dem Vorbild von Schloss Versailles.
1843 wurde eine Weberei in Hereke gegründet, einer Küstenstadt 60 km von Istanbul entfernt in der Bucht von İzmit. Hereke versorgte die königlichen Paläste mit Seidenbrokaten und anderen Geweben. Die Hofmanufaktur von Hereke besaß ursprünglich auch Webstühle für Baumwollgewebe. Seidenbrokate und Samte wurden in einer Werkstatt hergestellt, die als kamhane bekannt war. Im Jahr 1850 wurde die Baumwollweberei nach Bakırköy verlegt, und Jacquardwebstühle in Hereke aufgestellt. Während die Manufaktur in den ersten Jahren ausschließlich für den osmanischen Hof produzierte, waren ihre Erzeugnisse ab der zweiten Hälfte des 19. Jahrhunderts auch auf dem großen Basar, dem Kapalı Çarşı, allgemein erhältlich. 1878 wurde die Manufaktur durch ein Feuer schwer zerstört und erst 1882 wieder eröffnet. Die Teppichherstellung in Hereke begann 1891. Hierfür wurden erfahrene Teppichknüpfer aus den Knüpfzentren Sivas, Manisa und Ladik berufen. Die Teppiche waren handgeknüpft und zunächst nur für den Hof und als diplomatische Geschenke bestimmt. Erst später wurde auch für den Export produziert.
Hereke-Teppiche sind vor allem für ihre sehr feine Knüpfung bekannt. Seiden- und gelegentlich feines Wollgarn, seltener Gold-, Silber- oder Baumwollgarn wurden hierfür benutzt. Die frühesten Hereke-Teppiche, die heute noch im Topkapı und anderen Palastmuseen ausgestellt sind, weisen vielfältige Farben und Muster auf. Der typische „Palastteppich“ hat komplizierte florale Muster. Die Medaillonmuster früherer Ușak-Teppiche wurden sehr häufig verwendet. Gebetsteppich-Muster aus Hereke zeigen geometrische Ornamente, Ranken und Moscheelampen im Feld, und die typische Mihrab-Gebetsnische. Der Begriff Hereke-Teppich ist heute unabhängig vom Herstellungsort zum Handelsnamen für geknüpfte Teppiche höchster Qualität geworden.

### Teppichproduktion in der Moderne: Niedergang und Wiederbelebung
Bis in die 1870er Jahre kam der Großteil der für den Verkauf bestimmten anatolischen Teppiche aus Uşak, Gördes, Kula und Demirci. Im späten 19. Jahrhundert stieg die europäische und amerikanische Nachfrage nach Orientteppichen stark an. Zwischen 1902 und 1908 betrug der Wert der jährlichen Teppichexporte über Izmir, dem Hauptumschlagsplatz, durchschnittlich 326.000 Pfund. In der Absicht, den Herstellungsaufwand zu reduzieren und den Gewinn zu steigern, führten die nun meist ausländischen Unternehmen synthetische Farben, maschinelle Webstühle und standardisierte Muster ein. Vor allem die Einführung von preiswerten Anilinfarben erlaubte europäischen Firmen den osmanischen Textilfärbemarkt zu übernehmen, was den Wissensverlust um das Färben mit Naturfarben beschleunigte. Allein die britische Firma The Oriental Carpet Manufacturers Limited beschäftigte zwischen 1908 und 1914 rund 60.000 in Heimarbeit arbeitende anatolische Teppichknüpferinnen und -knüpfer. Wilhelm von Bode beklagte 1902 einen Niedergang des alten Kunsthandwerks.
Im späten 20. Jahrhundert erkannte man den Verlust des kulturellen Erbes, und es entstanden Initiativen, die dem entgegenwirken und die Traditionen wiederbeleben sollten. Ab den 1980er Jahren bemühte sich die DOBAG-Initiative in Westanatolien, ab den früher 2000er Jahren auch die Turkish Cultural Foundation um die Wiederbelebung der alten Knüpftraditionen mit handgesponnener, mit Naturfarben gefärbter Wolle. Die Rückkehr zum traditionellen Färben und Knüpfen und das wiedererwachte Interesse der Käufer an solchen Teppichen wurde von Eilland als „Teppich-Renaissance“ bezeichnet.

## Materialien, Technik, Abläufe

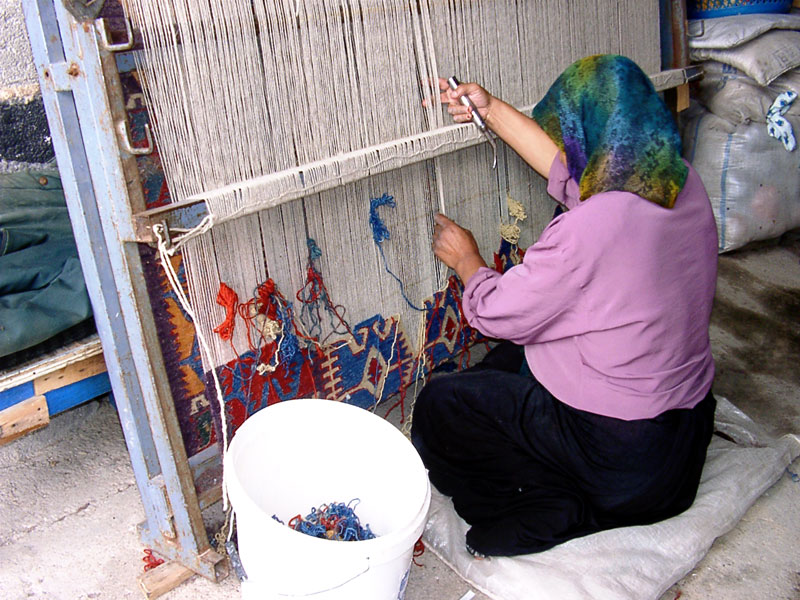
Teppichknüpferin in Konya

Der Herstellung der Teppiche zeichnet sich in Dörfern und Nomadenfamilien dadurch aus, dass alle Arbeitsschritte in einem Haushalt stattfinden, wobei unterschiedliche Aufgaben unterschiedlichen Familienmitgliedern zufallen. Mädchen lernen das Handwerk und die traditionellen Teppichmuster schon in jungen Jahren, Teppiche waren traditionell Teil der Aussteuer.
Das Knüpfen eines Teppichs in traditioneller Handarbeit ist ein zeitaufwändiger Prozess, der je nach Größe und Qualität Wochen bis Monate dauern kann.
In den Fabriken und Manufakturen waren die Aufgaben um 1900 nach Geschlechtern getrennt: Männer wuschen und bleichten die Wolle, (ältere) Frauen sponnen die Wolle in Heimarbeit zusätzlich zur Haus- und Feldarbeit. Das Färben des Garns übernahm in Uşak eine weitere Gruppe Männer, in Kula wurde die Aufgabe von den Knüpferinnen selbst übernommen. In Uşak wurden die Teppiche anschließend ausschließlich von Frauen und Mädchen geknüpft, in Kula und Gördes teilten sich Männer und Frauen diese und weitere Aufgaben. Die Webstühle standen ausschließlich in Privathäusern, wie es im Verlagssystem üblich war.

### Material
Für handgeknüpfte Teppiche werden überwiegend natürliche Fasern verwendet. Die häufigsten Materialien sind heute Wolle, Seide und Baumwolle. Vor allem Nomaden verwenden auch Mohair und (selten in Anatolien) Kamelhaar.
Wolle ist das Material, das am häufigsten zum Teppichknüpfen verwendet wird, weil Wolle weich, haltbar, leicht zu verarbeiten und (wenn aus eigener Gewinnung) nicht zu teuer ist. Wolle nimmt Schmutz nicht so leicht an wie Baumwolle, lädt sich nicht elektrostatisch auf, und isoliert gegen Hitze und Kälte. Diese Eigenschaften sind bei anderen Naturfasern nicht so ausgeprägt. Die natürlichen Farben der Wolle sind weiß, braun, gelblichbraun, gelb und grau. Sie können ungefärbt in Teppiche eingeknüpft werden. Schafwolle nimmt Farbstoffe gut auf. Wolle wird traditionell von Hand versponnen und gezwirnt und mit Naturfarben gefärbt, kann aber auch maschinell zu Garn verarbeitet und mit synthetischen Farben gefärbt werden.
Baumwolle wird überwiegend für die Grundlage des Teppichs verwendet, die Kett- und Schussfäden, in die der Flor eingeknüpft wird. Baumwolle ist zugfester als Wolle und verzieht sich nicht so leicht, deshalb sind Teppiche mit Baumwollgrundlage regelmäßiger und liegen flacher auf dem Boden als solche mit Wollkette und -schuss. In manchen Gebieten wird Baumwolle auch im Flor eingesetzt, meist um weiße Farbakzente zu erzielen. Durch Merzerisation veredelte Baumwolle erhält einen seidigen Glanz.
Wolle auf Wolle (Wollflor auf Wollschuss und -kette): Die traditionelle anatolische Knüpfung außerhalb der Hof- und Stadtmanufakturen verwendet oft diese Struktur. Wolle kann nicht ganz so fein gesponnen werden wie Baumwolle, deshalb ist die Knüpfung nicht so dicht und die Knotenzahl nicht so hoch. Wollfäden können nicht so straff gespannt werden, daher verziehen sich Teppiche auf einer Wollgrundlage leichter.
Wolle auf Baumwolle (Wollflor auf Baumwollschuss und -kette): Baumwolle ist zugfester als Wollgarn und kann dichter gesponnen und gezwirnt werden. Diese Materialkombination erlaubt das Knüpfen feinerer Muster. Ein „Wolle auf Baumwolle“-Teppich zeigt oft eine städtische oder größere Werkstatt an. Da der Flor dichter geknüpft werden kann, sind diese Teppiche auch meist schwerer als reinwollene Gewebe.
Seide auf Seide (Seidenflor auf Seidenschuss und -kette): Die feinen, zugstabilen Seidenfäden erlauben bei dieser Konstruktion eine äußerst feine Knüpfung, deren Knotendichte bis zu 28×28 Knoten/cm² betragen kann. Da Seidengarne nicht so elastisch wie Wollgarne sind, sind reine Seidenteppiche empfindlicher und werden eher als Wandschmuck als auf dem Boden verwendet.

### Spinnen und Zwirnen des Garns

S- und Z-gesponnene Garne

Die Fasern von Wolle, Baumwolle oder Seide werden entweder von Hand mittels Handspindel oder mechanisch mit Hilfe eines Spinnrads oder industrieller Spinnmaschinen zu Garn gesponnen. Mehrere einzelne Garne werden der größeren Dicke und Stabilität wegen meist noch einmal zusammengedreht oder gezwirnt. Die Richtung, in welche das Garn gesponnen und gezwirnt wird, wird entweder als „Z-“ (im Uhrzeigersinn) oder als „S-Spinnung/Zwirnung“ (gegen den Uhrzeigersinn) bezeichnet. Üblicherweise werden handgesponnene einzelne Garne mit Z-Drehung gesponnen und anschließend mit S-Drehung verzwirnt. Dies gilt auch für nahezu alle Orientteppiche einschließlich des Perserteppichs, mit der Ausnahme der S-gesponnenen und Z-gezwirnten Garne der Mamluken- und der aus diesem Teppichtyp entwickelten Kairener Osmanenteppiche.

### Farbstoffe und Färbung

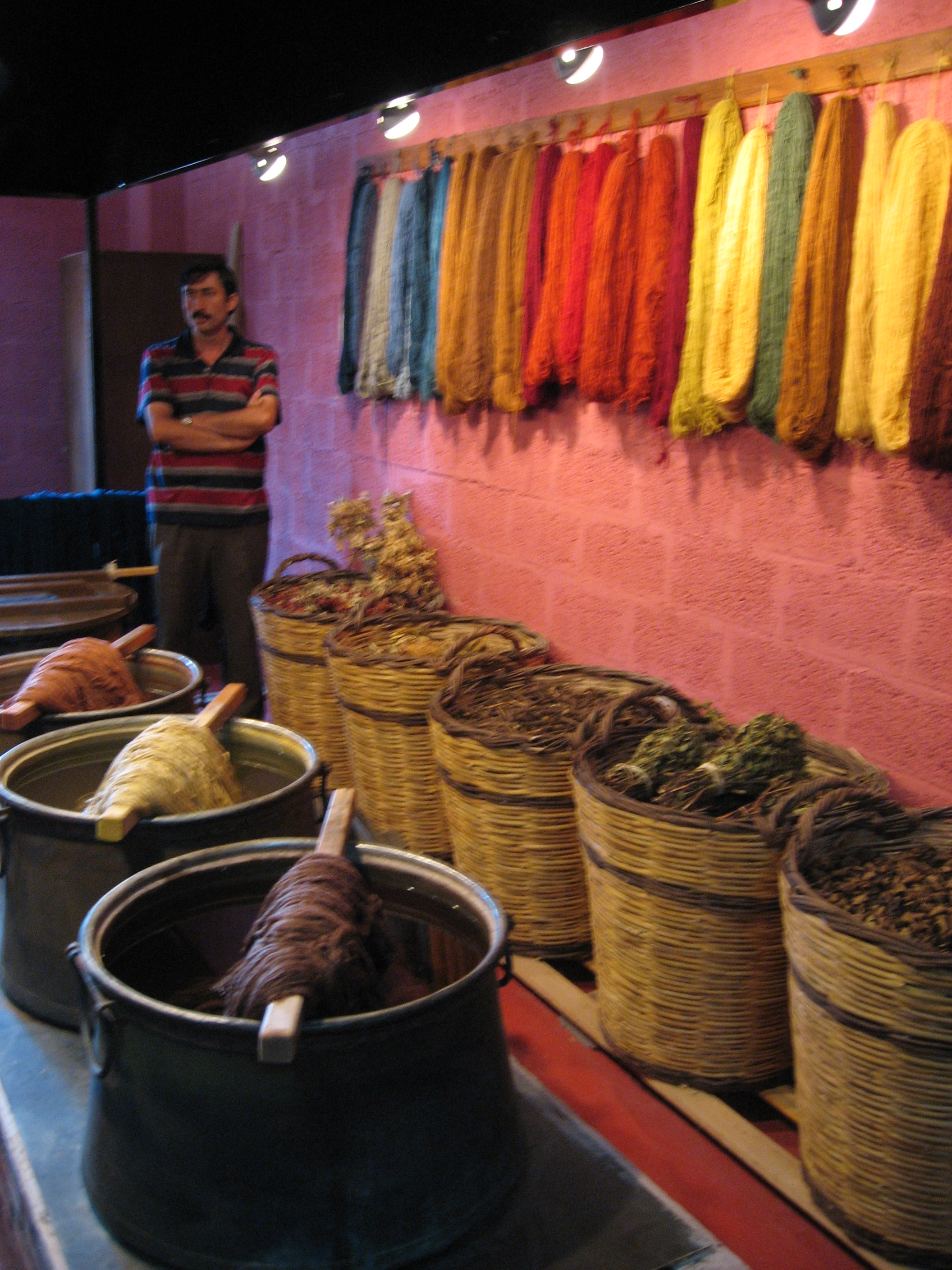
Mit Naturfarben gefärbte Wollgarne in einer türkischen Teppichwerkstatt

Traditionelle Naturfarben werden aus Pflanzen und Insekten gewonnen. Der englische Chemiker William Henry Perkin erfand 1856 das Mauvein, die erste synthetische Farbe. Eine Vielzahl synthetischer Farbstoffe kam in der Folgezeit auf den Markt. Billig, leicht anzusetzen und zu verwenden, wurden sie schon seit Mitte der 1860er Jahre in Ușak-Teppichen verwendet. Die ersten synthetischen Farbstoffe erwiesen sich Licht und Feuchtigkeit gegenüber als äußerst unbeständig. Sie enttäuschten so sehr, dass die persischen Herrscher sogar versuchten, ihre Verbreitung gesetzlich und mit Steuermaßnahmen einzuschränken. Nach ersten Enttäuschungen wurden zu Beginn des 20. Jahrhunderts wieder vermehrt Naturfarben eingesetzt.
In den achtziger Jahren des 20. Jahrhunderts wurden die alten Naturfarben durch chromatografische Farbstoffanalysen aus Wollproben historischer Teppiche wiederbestimmt und der Färbeprozess experimentell rekonstruiert.
Nach diesen Analysen wurden in anatolischen Teppichen folgende Naturfarben verwendet:
- Rot aus den Wurzeln des Färberkrapp,
- Gelb aus lokal unterschiedlichen Pflanzen, darunter Zwiebelschalen, verschiedene Kamillenspecies (Hundskamillen, Echte Kamille), sowie Wolfsmilch,
- Schwarz: Gallapfel, Eicheln, Gerber-Sumach,
- Grün durch Doppelfärbung mit Indigo und gelbem Farbstoff,
- Orange durch Doppelfärbung mit Krapprot und gelbem Farbstoff,
- Blau: aus Indigo, gewonnen aus der Indigopflanze.

Der Färbeprozess beginnt mit der Vorbereitung der Wolle, um sie aufnahmefähig für die Farbstoffe zu machen. Dazu wird die gewaschene Wolle in eine Beizlösung getaucht. Im Anschluss verbleibt sie für eine bestimmte Zeit in der Färbelösung und wird dann an Luft und Sonne getrocknet. Indigoblau gefärbte Wolle kommt gelblich gefärbt aus der Lösung, das Blau entwickelt sich erst durch Oxidation an der Luft. Einige Farben, vor allem Dunkelbraun und Hellgrün, brauchen eisenhaltige Beizen, damit die Färbung gelingt. Diese Beizen greifen die Wollfasern an, so dass der Flor in den mit diesen Farben behandelten Bereichen eines Teppichs sich schneller und stärker abnutzt. Dies kann in älteren anatolischen Teppichen einen Relief-Effekt bewirken, dessen Vorhandensein auf traditionelle Färbung hindeutet.
Im Gegensatz hierzu kann mit modernen synthetischen Farben nahezu jede Farbe und Farbintensität erzielt werden. Bei einem sorgfältig hergestellten modernen Teppich ist es mit bloßem Auge nahezu unmöglich festzustellen, ob natürliche oder künstliche Farben verwendet wurden.

### Knüpfen und Nachbearbeitung

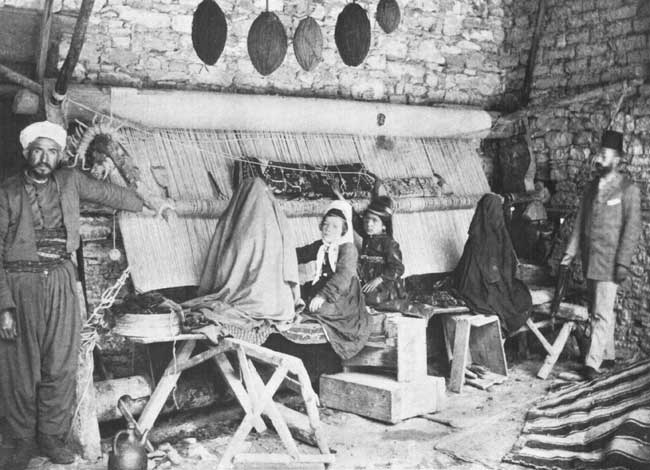
Anatolischer (Rollbalken-) Webstuhl und Knüpfer (1908)

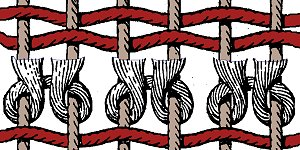
Symmetrischer („türkischer“ oder Gördes-) Knoten

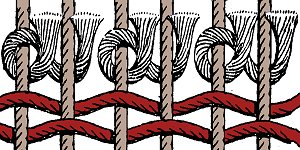
Asymmetrischer („persischer“) Knoten, nach rechts öffnend

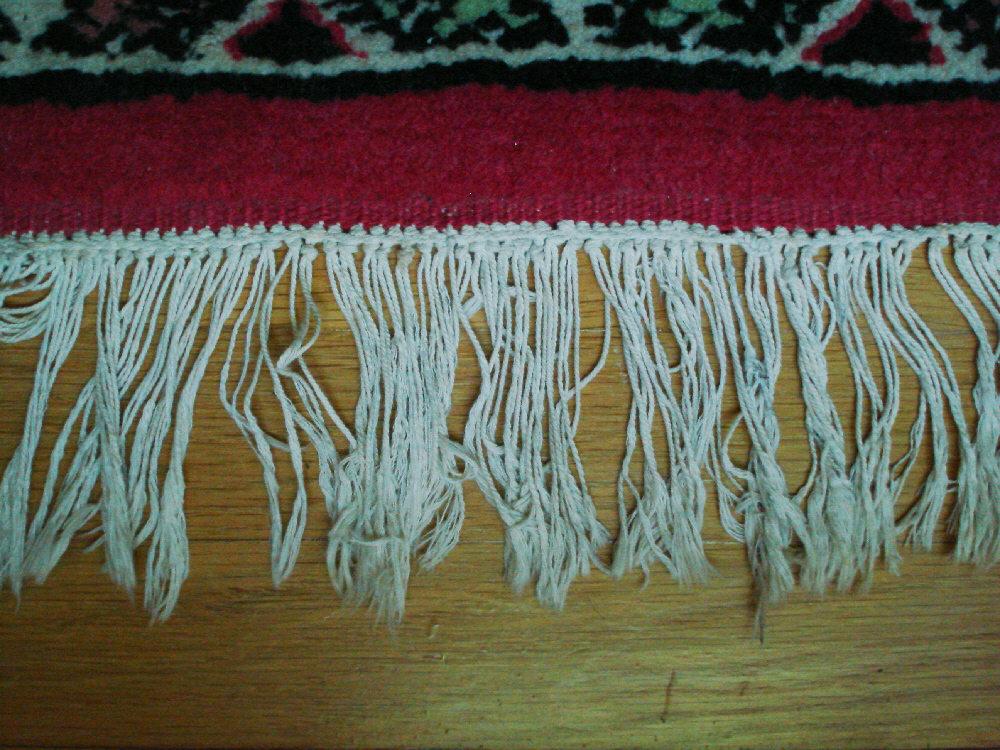
Kelim-Enden und Fransen

Teppiche werden auf einem Webstuhl hergestellt, einem horizontalen oder aufrechten Rahmen. Auf diesem werden Kettfäden aufgespannt, in die im Verlauf abwechselnd Knotenreihen eingeknüpft und Schussfäden eingewoben werden. Die Kettfäden können gefärbt sein, meist in Rot oder Blau.
Das Weben des Teppichs beginnt vom unteren Ende des Webstuhls aus, indem man eine Anzahl horizontaler Schussfäden quer zu den vertikal aufgespannten Kettfäden einbringt. Die Kett- und Schussfäden bilden die Grundlage des Teppichs. Die Ränder an den Schmalseiten bestehen oft aus mehr oder weniger breiten Streifen von Flachgewebe ohne Flor. Knoten aus Woll-, Baumwoll- oder Seidengarnen werden dann einzeln von Hand nebeneinander um die Kettfäden geknüpft. Die meisten Teppiche aus Anatolien verwenden den Gördes-Knoten. Jeder Knoten wird dabei so um zwei Kettfäden geschlungen, dass beide Enden des Florfadens zwischen zwei Kettfäden wieder nach vorne herausgezogen werden. Der Faden wird dann nach unten gezogen und mit einem Messer abgeschnitten.
Wenn eine Reihe Knoten fertiggestellt ist, werden wieder ein oder mehrere Schussfäden eingewoben, um die Knoten zu fixieren. Mit einem schweren kammähnlichen Instrument werden die Schussfäden dann auf die Knotenreihe herabgeklopft und das Gewebe somit verdichtet. Wenn der Flor fertiggestellt ist, wird oft erneut ein Rand aus Flachgewebe eingefügt, bevor der Teppich vom Webstuhl genommen wird. Die überstehenden Enden der Kettfäden bilden die Fransen. Der Flor wird anschließend auf einheitliche Länge geschoren (früher mit einer speziellen Klinge, heute mit einer Maschine, die einer Schleifmaschine ähnlich über den Flor bewegt wird), und der Teppich abschließend gewaschen. Durch das Waschen mit chemischen Lösungen, beispielsweise verdünnter Chlorbleiche, kann die Farbe des Teppichs verändert werden. Ein Teppich kann künstlich gealtert werden, indem man ihn entweder maschinell bearbeitet oder – wie früher – eine Zeit lang auf die Straße oder in die Sonne legt.
Der aufrechte Flor des Teppichs neigt sich für gewöhnlich in Richtung des unteren Teppichrands, weil jeder Knoten nach unten gezogen und gestrafft wird, bevor der Faden abgeschnitten wird. Wenn man mit der Hand über einen Teppich streicht, entsteht ein ähnliches Gefühl, wie wenn man über ein Tierfell streicht: Jeder handgeknüpfte Teppich hat einen „Strich“. Aus der Richtung des Teppichstrichs kann man somit bestimmen, welches der untere Teppichrand ist, beziehungsweise an welchem Ende das Knüpfen begonnen hat.
Der Flor anatolischer Teppiche ist normalerweise zwischen 2 und 4 mm tief. Gröbere Dorf- oder Nomadenteppiche wie diejenigen der Yörüken können bis zu 12 mm tief sein. Schlafteppiche (yatak) haben Flortiefen von 20 bis 25 mm.

## Ursprünge und Traditionen anatolischer Teppichmuster
Die Mustergestaltung anatolischer Teppiche integriert unterschiedlichste Traditionen. Spezifische Musterelemente sind eng verbunden mit der Geschichte der Turkvölker und ihrer Interaktion mit den umgebenden Kulturen sowohl in ihren zentralasiatischen Ursprungsregionen, als auch während ihrer Migration nach und in Anatolien. Die wichtigsten Einflüsse kommen aus der chinesischen Kultur, und aus der Kultur des Islam. Teppiche aus der Region um Bergama und Konya gelten heute als diejenigen, die noch am engsten mit den alten Mustertraditionen in Verbindung stehen. Ihre kunstgeschichtliche Bedeutung wird heute zunehmend besser verstanden.

### Zentralasiatische Traditionen
Die Frühgeschichte der Turkvölker in Zentralasien ist eng verknüpft mit der Geschichte Chinas. Kontakte zwischen den Turkvölkern und der chinesischen Zivilisation sind aus chinesischen Quellen seit der frühen Han-Dynastie belegt. In seinem Aufsatz über „Centralized Designs“ bringt Thompson das Zentralmedaillon-Muster, welches man häufig auf türkischen Teppichen, besonders ausgeprägt bei westanatolischen Teppichen mit Ghirlandaio-Medaillon sieht, in Verbindung mit dem „Lotospiedestal“ und dem „Wolkenkragen (yun chien)“-Motiv der buddhistischen Kunst. Er datiert dieses Muster zurück auf die Yuan-Dynastie. Brüggemann hat diesen Forschungsansatz weiter ausgearbeitet, und führt das Motiv sogar bis in die Zeit der Han-Dynastie zurück. Auch das „Phönix und Drache“-Motiv früher anatolischer Tierteppiche geht auf chinesische Mustertraditionen zurück.

### Römisch-hellenistische Traditionen
Antike griechische Quellen berichten schon von Teppichen. Homer schreibt in der Ilias XVII, 350, dass die Leiche von Patroklos mit einem „prachtvollen Teppich“ bedeckt wurde. In der Odyssee, Buch VII und X, erwähnt er wiederum „Teppiche“. Plinius der Ältere schrieb in seiner Naturalis historia Buch VIII, 48, dass Teppiche („polymita“) in Alexandria erfunden worden seien. Es ist unbekannt, woher die erwähnten Teppiche stammen, und ob es Flachgewebe oder geknüpfte Teppiche waren.
Athenaios von Naucratis beschreibt um 230 n. Chr. luxuriöse Teppiche in seinem Buch Deipnosophistes (dt.: Das Gastmahl der Gelehrten) Die antike Stadt Sardes, deren Teppiche hier erwähnt werden, liegt in Westanatolien in der Nähe von Izmir.

„Und unter diesen waren purpurne Teppiche aus feinster Wolle ausgebreitet, mit dem Muster auf beiden Seiten. Und es gab hübsch bestickte, schön gearbeitete Teppiche darauf.

[…] auf einer Liege mit silbernen Füßen zu liegen, mit einem weichen Teppich aus Sardes darunter ausgebreitet, so kostbar, wie man sich sie nur vorstellen kann.“

Athenaios erwähnt zum ersten Mal die Teppichherstellung in einer anatolischen Stadt. Ihre Beschreibung als kostbare Luxusobjekte setzt eine längere Tradition und Entwicklung des Handwerks voraus.
Anatolien wurde seit dem Jahr 133 v. Chr. vom Römischen Reich beherrscht, später dann vom Byzantinischen Reich. Das oströmische und das Sassanidenreich existieren über 400 Jahre nebeneinander. Auf dem Gebiet der Kunst haben beide Reiche ähnliche Stile und ein vergleichbares dekoratives Vokabular entwickelt, wie beispielsweise in den Mosaiken und der Architektur des römischen Antiochia deutlich wird. Ein anatolisches Teppichmuster, abgebildet auf Jan van Eycks Gemälde Jungfrau mit Kind des Kanonikus van der Paele wurde von Brüggemann auf spätrömische Ursprünge zurückgeführt und in Verbindung gebracht mit sehr frühen islamischen Bodenmosaiken des Umayyaden-Palasts von Chirbat al-Mafdschar. Die Architekturelemente des Chirbat-al-Mafdschar-Baukomplexes werden als beispielhaft angesehen für das Fortbestehen präislamischer, römischer Muster in der frühen islamischen Kunst.

### Einfluss der islamischen Kunst
Als die Turkvölker aus Zentralasien nach Anatolien einwanderten, bewegten sie sich durch Gebiete, die überwiegend schon dem islamischen Glauben anhingen. Nach der strengen Auslegung des islamischen Bilderverbots ist die bildliche Darstellung von Menschen oder Tieren nicht erlaubt. Seit der Kodifizierung des Koran durch ʿUthmān ibn ʿAffān im Jahr 651 AD/AH 19 und den Reformen des Umayyadenkalifen ʿAbd al-Malik hat sich die Islamische Kunst besonders auf die dekorative Schrift und das Ornament konzentriert.

#### Kufische Bordüren

Kufische Schriftzeichen

Die Bordüren anatolischer Teppiche enthalten häufig Ornamente, die aus der islamischen Kalligrafie entlehnt sind. Für gewöhnlich bestehen kufische Teppichbordüren aus verschränkten „lam-alif“- or „alif-lam“-Sequenzen.

#### Geometrische Ornamentreihen

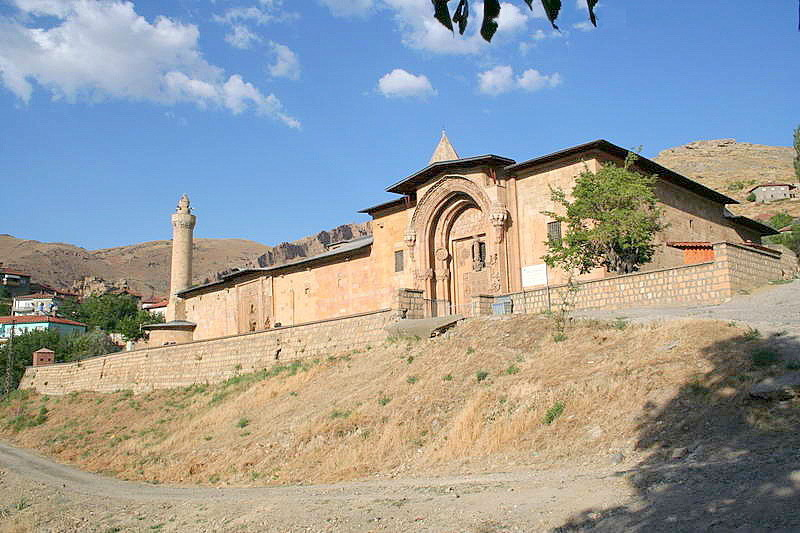
Divriği Ulu Cami

Einige der frühesten bekannten anatolischen Teppiche aus Konya, Beyşehir und Fustāt sowie aus der Divriği-Moschee weisen in ihrem Feld oft Muster aus sich wiederholenden geometrisch konstruierten Ornamenten in unendlichem Rapport auf, beispielsweise Reihen achteckiger Medaillons, die zwischen sich vierstrahlige, achtzackige Sterne einschließen.
Parallelen zu erhaltenen architektonischen Schmuckelementen der Divriği-Moschee und anderer seldschukischer Bauten in Sivas wie der Ulu Cami von 1196, der Mavi Medresesi von 1271, erbaut durch den armenischen Architekten Kaloyan, der Sifaiye Medresesi von 1218 und der Çifte Minare Medresesi von 1271, aber auch armenischer Bauten wie dem armenischen Palast von Ani, sowie ihre Verwendung im Dekor von Fayencen und in Ornamenten der Buchmalerei verweisen auf die universale Bedeutung geometrisch konstruierter Ornamente in der frühen islamischen Kunst. Während ihr Ursprung vielleicht in der byzantinischen Kunst zu suchen ist, wurden sie erst durch islamische Künstler weiter ausgearbeitet und vollendet. Erst in der „Musterrevolution“ des 16. Jahrhunderts verlieren regelmäßige geometrische Muster unter dem Einfluss der timuridischen und persischen Kunst ihre Bedeutung für die Gestaltung der Teppichmuster.

#### Unendlicher Rapport
Die Felder besonders früher türkischer Teppiche sind oft ausgefüllt mit sich wiederholenden, miteinander verbundenen Mustern in „unendlichem Rapport“. Das Teppichfeld bietet also einen Ausschnitt aus einem im Prinzip unter den Bordüren hindurch in die Unendlichkeit fortgesetzten Muster. Anatolische Teppiche vom Lotto- oder Holbein-Typ stellen Beispiele für Feldmuster im „unendlichen Rapport“ dar.

#### Gebetsteppichmuster

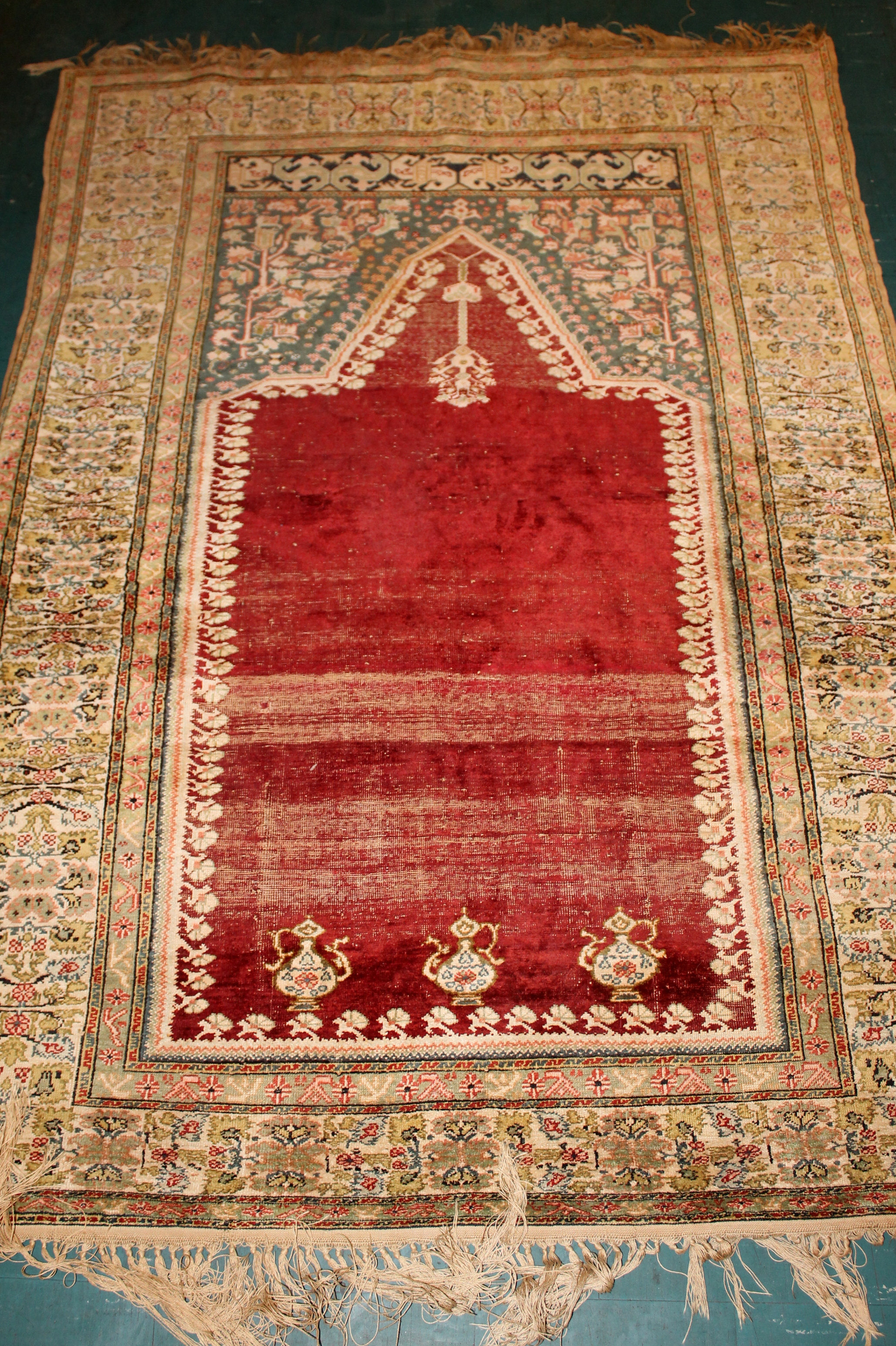
Gebetsteppich aus Kayseri, Anatolien

Ein spezifisch islamisches Muster ist das Mihrabmuster, welches in einem Gebetsteppich die Nische darstellt, die in jeder Moschee dem Betenden die Ausrichtung nach Mekka (Qibla) anzeigt. Das Mihrab-Muster anatolischer Teppiche erscheint häufig abgewandelt und kann eine einzelne, doppelte, oder horizontal oder vertikal vervielfachte Nische aufweisen. Ein Teppich mit mehreren nebeneinander liegenden Nischen heißt Reihengebetsteppich oder Saf.
Die Ausführung des Nischenmusters kann also von einer konkreten, fast architektonischen Auffassung bis hin zu einem eher ornamentalen Verständnis des Musters reichen. Insbesondere im Verlauf der Integration der Nischenmuster der Hof- und Stadtmanufakturen in die dörfliche oder nomadische Mustertradition lässt sich für das Gebetsteppich-Muster ein Prozess der Stilisierung nachweisen.
Gebetsteppiche werden oft von der Spitze der Gebetsnische an zum unteren Ende des Teppichs hin geknüpft. Wenn man mit der Hand über den Teppich streicht, um den Strich des Flors zu bestimmen, lässt sich dies gut erkennen. Wahrscheinlich hat dieses Vorgehen sowohl technische (die Knüpfer können sich zunächst auf das kompliziertere Nischenmuster konzentrieren und die technisch leichter durchführbaren Abschnitte später anpassen) als auch praktische Gründe: Der Flor neigt sich in der Richtung, in der sich der Betende zu Boden wirft, was sich angenehmer anfühlt.

### Andere Einflüsse

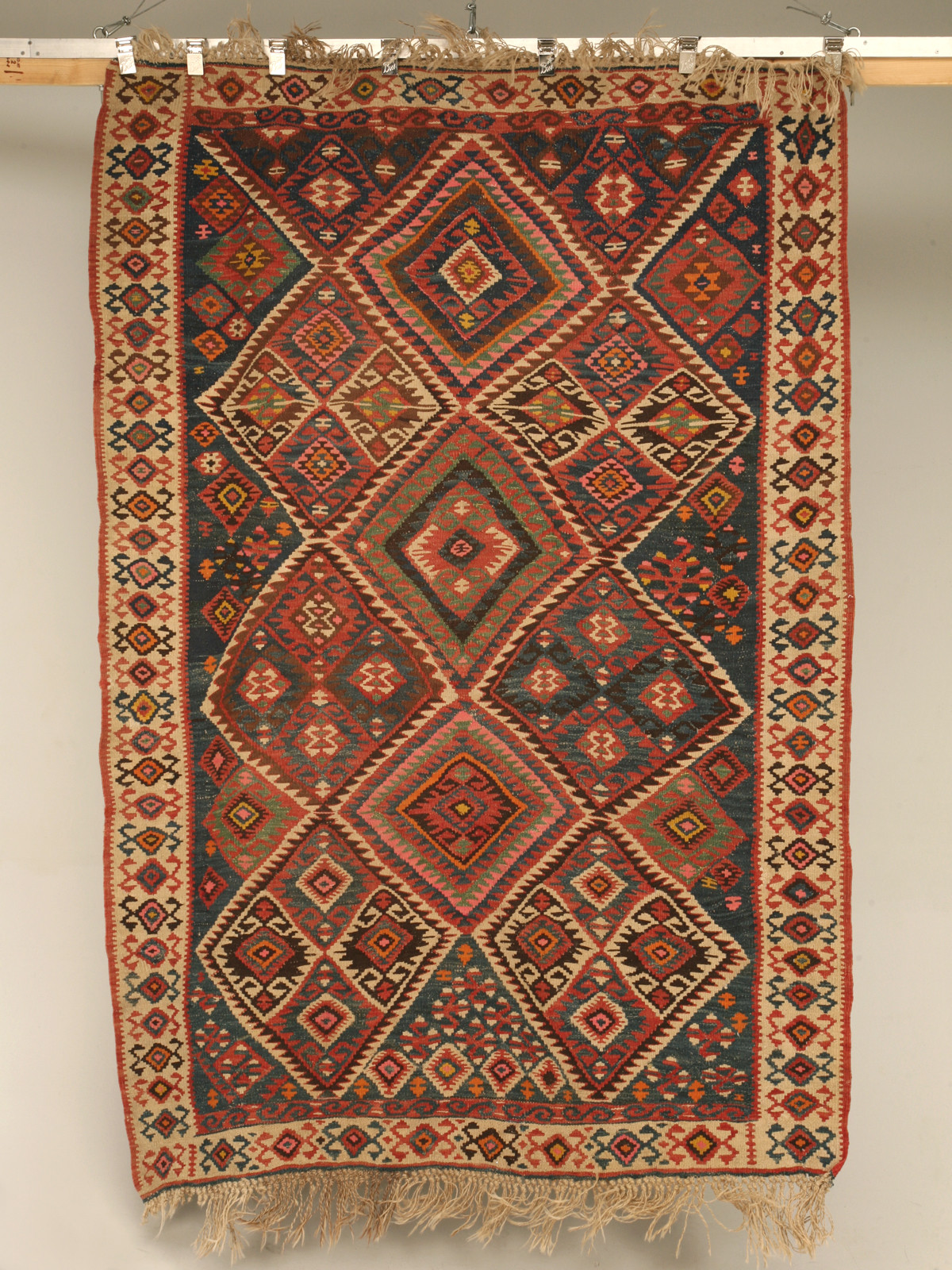
Türkischer Kelim, geometrische Musterung

Große, geometrische Formen entstammen der kaukasischen oder turkmenischen Tradition. Kaukasische Muster könnten entweder durch wandernde türkische Stämme oder aufgrund von Kontakten zu turkmenischen Völkern, die schon in Anatolien lebten, Eingang in das Musterrepertoire gefunden haben.
Ein Zentralmedaillon aus geometrischen, sich konzentrisch immer weiter verkleinernden Rautenformen mit Hakenreihen wird mit den Yörüken-Nomaden Anatoliens in Verbindung gebracht. Der Name Yörük wird üblicherweise denjenigen türkischen Nomaden gegeben, deren Lebensweise sich noch am wenigsten von den zentralasiatischen Bräuchen der Turkvölker unterscheidet, ist aber nicht ethnisch definiert.
In Anatolien haben verschiedene ethnische Minderheiten unter türkischer Regierung ihre kulturellen Besonderheiten bewahrt, beispielsweise die Griechen, Armenier und Kurden. Während Griechen und vor allem Armenier in der Vergangenheit eine wichtige Rolle in der Teppichproduktion spielten, ist es doch zurzeit nicht möglich, bestimmte Teppichmuster mit ihrer eigenständigen, christlich geprägten Tradition in Verbindung zu bringen. Eine detaillierte Analyse der Teppichmuster im Vergleich mit armenischen Buchillustrationen und Ornamenten der armenischen bildenden Kunst wurde 1998 von V. Gantzhorn vorgelegt. Kurdische Teppiche folgen einer eigenständigen Tradition und werden den Perserteppichen zugeordnet.

### Sozialer Kontext: Hof- und Stadtmanufaktur, Dörfer und Nomaden

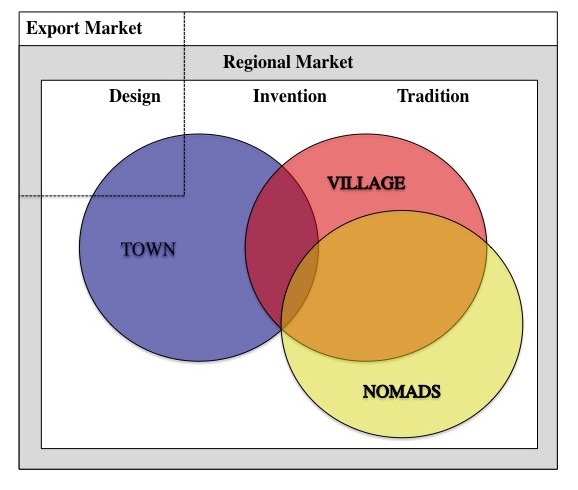
Kultureller und sozialer Kontext der traditionellen Teppichproduktion

Teppiche wurden zur gleichen Zeit von und für die vier unterschiedlichen sozialen Schichten des Herrscherhofs, der Stadt, des ländlichen Dorfs und der Nomadenbevölkerung hergestellt. Elemente städtischer oder der Manufakturmuster wurden oft vom ländlichen Handwerk übernommen und fanden Eingang in die künstlerische Tradition der Dorfknüpfer und Nomaden. Diese Aneignung von Mustern erfolgte in einem aktiven Prozess, der als Stilisierung bezeichnet wird.

#### Hofmanufaktur
Teppiche, die dem Repräsentationsbedürfnis des Herrscherhofs genügen sollten, wurden meist von spezialisierten Manufakturen produziert, die oft vom Souverän gegründet und protegiert wurden. In der Absicht, Macht und Status zu verdeutlichen, haben repräsentative „Hofteppiche“ eine spezielle Gestaltungstradition entwickelt, die von den Mustern benachbarter Länder und ihrer Herrscherhöfe beeinflusst war. Teppiche wurden in den Hofmanufakturen als spezielle Auftragsarbeiten oder als kostbare Geschenke hergestellt. Ihre ausgefeilten Muster setzten eine Arbeitsteilung zwischen einem Künstler voraus, der das Muster entwerfen und auf einem Plan, Karton genannt, vorgeben sollte, und Knüpfern, die den fertigen Karton zur Ausführung auf dem Webstuhl erhielten.

#### Stadt und Dorf
Teppiche wurden auch in kleineren Manufakturen in den Städten des Osmanischen Reiches hergestellt. Für gewöhnlich verfügten die Stadtmanufakturen über ein breiteres Repertoire an Mustern und Ornamenten sowie künstlerisch ausgearbeitete Mustervorlagen, die dann von Knüpfern ausgeführt wurden. Die Farbpalette ist reich, und die Knüpftechnik konnte feiner sein, weil die Stadtmanufakturen Zugang zu Material besserer Qualität hatten und über geschickte, spezialisierte Berufsknüpfer verfügten. Auf den fest montierten, großem Webstühlen können größere Formate produziert werden. Die Teppiche werden nach Kartons geknüpft, oft stellt die Manufaktur auch das professionell gefärbte Material. Stadtmanufakturen waren meist in der Lage, Teppiche auf Bestellung sogar aus anderen Ländern anzufertigen, oder produzierten Teppiche für den Exporthandel.
Die Teppichproduktion in den Dörfern erfolgte meist in Heimarbeit, auch hier manchmal auf Bestellung und unter der Kontrolle von Gilden oder Manufakturen. Heimarbeit muss nicht vollzeitig geschehen, sondern kann immer dann durchgeführt werden, wenn es die Zeit neben den anderen Pflichten erlaubt. Als unentbehrliche Haushaltsgegenstände für den eigenen Gebrauch sind Dorfteppiche Teil einer eigenen Tradition, die zu Zeiten zwar von der Gestaltung der größeren Werkstätten beeinflusst wurde, im Grunde aber eigenständig existierte. Oft wurden Dorfteppiche der örtlichen Moschee als fromme Stiftung übereignet, wo sie die Zeiten überdauerten und heute der Forschung zur Verfügung stehen. Teppiche, die im ländlichen Raum geknüpft wurden, enthalten nur selten Baumwolle für Kett- und Schussfäden, und so gut wie nie Seide, da diese Materialien auf dem Markt erworben werden mussten.
Muster und Ornamente der Hof- und Stadtmanufakturen fanden sehr wohl Eingang in das Repertoire der kleineren Stadt- oder Dorfwerkstätten. Für osmanische Gebetsteppich-Muster ist dieser Prozess sehr gut dokumentiert. Indem ursprüngliche Hofmuster von kleineren Werkstätten übernommen und von einer Generation zur nächsten weitergegeben wurden, war die Gestaltung dem Prozess der Stilisierung unterworfen. Dieser bezeichnet eine Reihe kleiner, schrittweiser Veränderungen sowohl in der Gesamtgestaltung als auch Details kleinerer Muster und Ornamente im Verlauf der Zeit. Im Ergebnis kann sich ein Muster so weit verändern und vom ursprünglichen Vorbild gestalterisch entfernen, dass dieses kaum mehr wiederzuerkennen ist. In der wissenschaftlichen Tradition der Kunstgeschichte der „Wiener Schule“ um Alois Riegl wurde der Prozess der Stilisierung eher als „Degeneration“ eines Musters aufgefasst. Nach heutigem Verständnis bedeutet die Stilisierung eher einen echten kreativen Prozess innerhalb einer gesonderten künstlerischen Tradition.
Stilisierung am Beispiel des anatolischen Gebetsteppichs

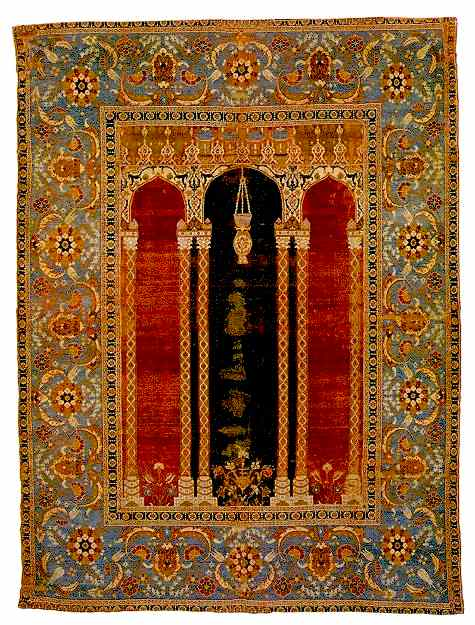
Osmanischer Gebetsteppich der Hofmanufaktur, Bursa, spätes 16. Jh. (Sammlung James Ballard, Metropolitan Museum of Art)
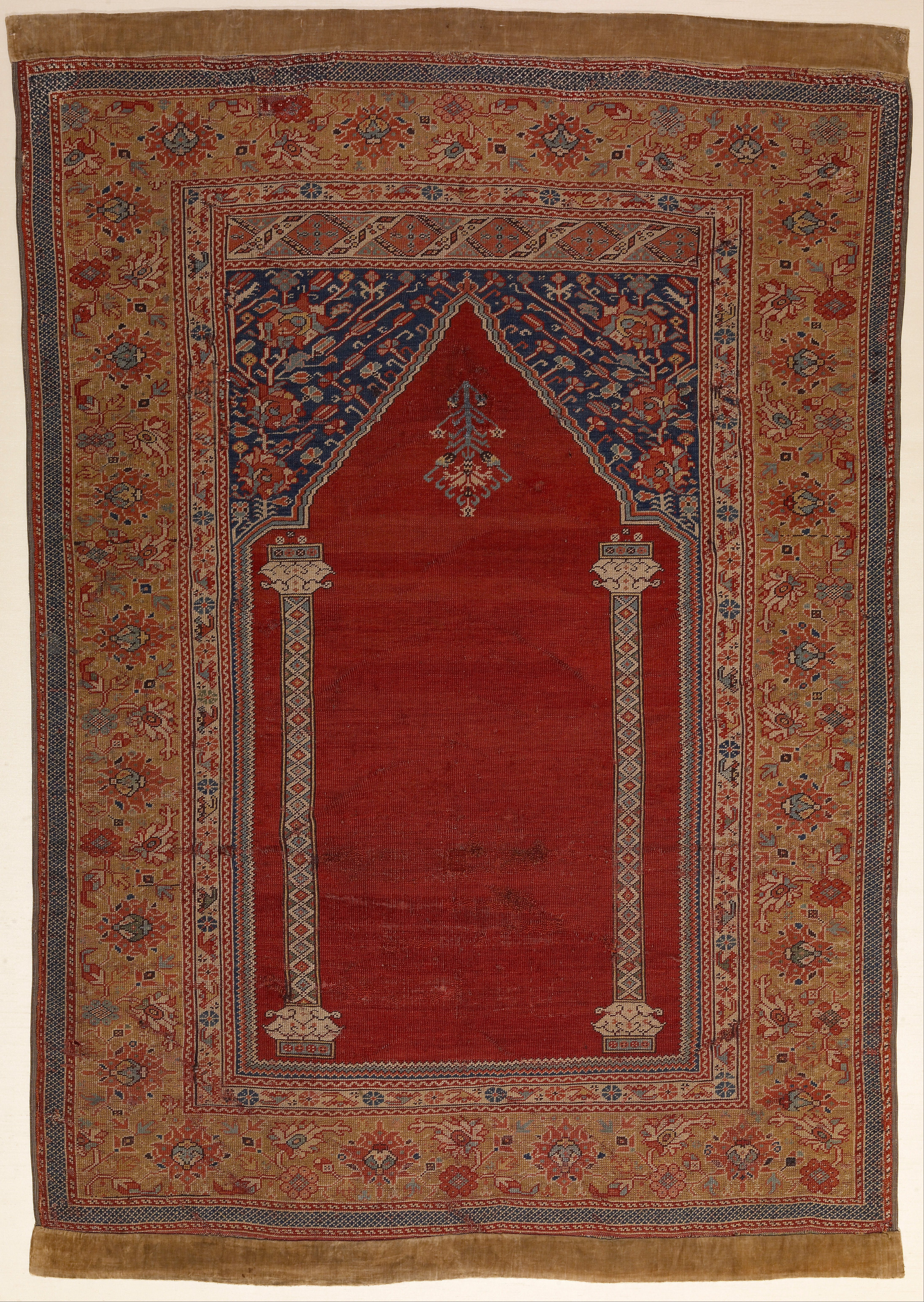
Anatolischer Gebetsteppich
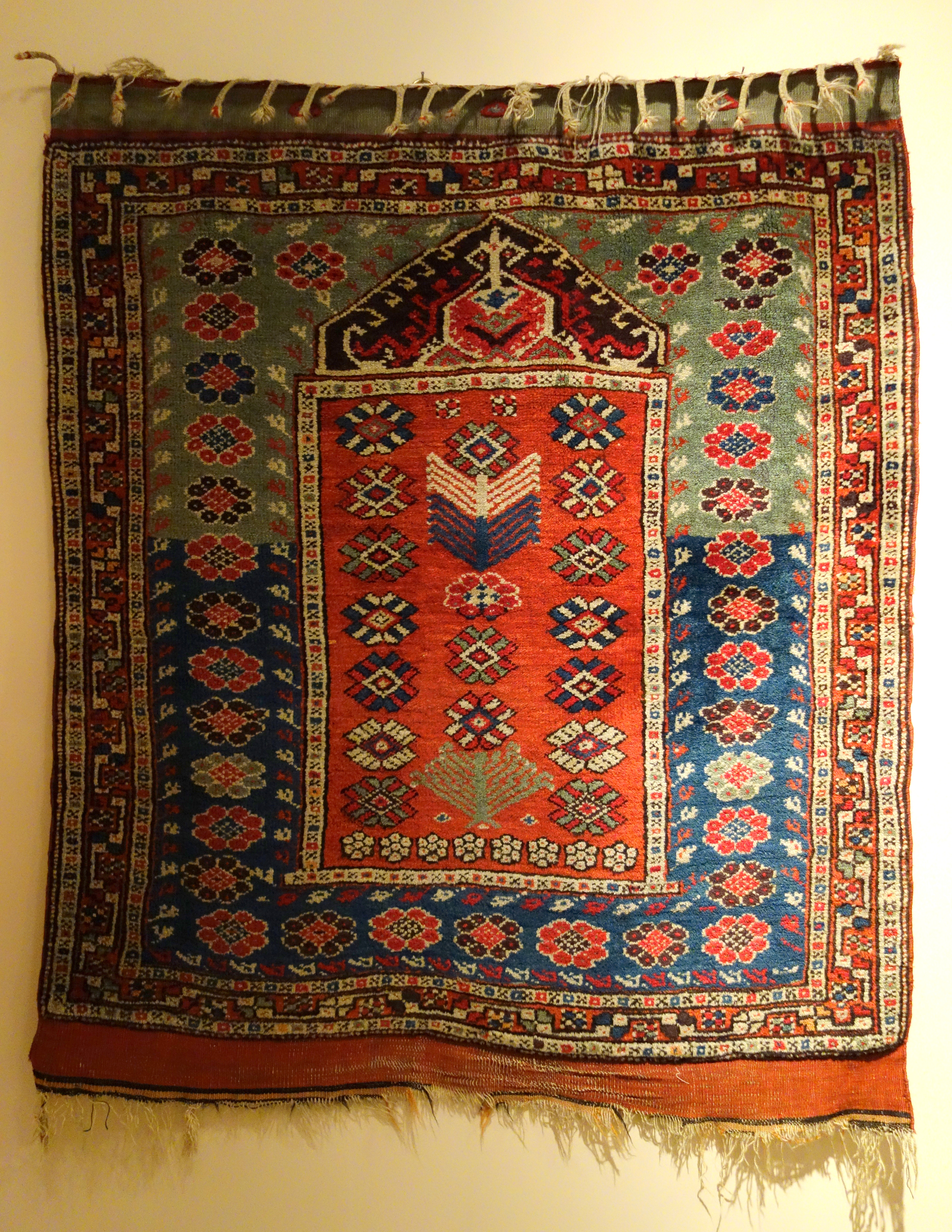
Gebetsteppich aus Bergama, spätes 19. Jh.

#### Volksstämme und Nomaden

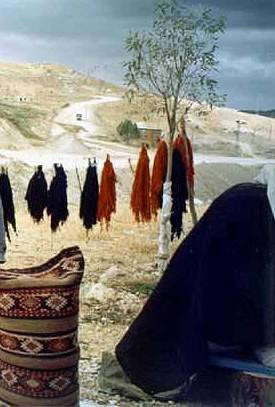
Im Hof einer Yörük-Ansiedlung wird frisch gefärbte Wolle getrocknet

Mit dem weitgehenden Ende der nomadischen Lebensweise in Anatolien im 20. Jahrhundert, und infolge des resultierenden Verlusts spezifisch nomadischer Traditionen ist es schwierig geworden, einen echten „Nomadenteppich“ zu erkennen. Soziale oder ethnische Gruppen wie die Yörük oder Kurden haben in der heutigen Türkei einen weitgehend sesshaften Lebensstil angenommen. Einzelne Aspekte der Tradition wie die Verwendung spezieller Materialien, Farben, Knüpftechniken oder die Behandlung der Kanten und Enden des Teppichs mögen sich erhalten haben und können dann als „nomadisch“ angesehen oder einem bestimmten Volksstamm zugeordnet werden.
Kennzeichen für eine nomadische Herstellung sind:
- Ungewöhnliche Materialien wie Kettfäden aus Ziegenhaar, oder Kamelwolle im Flor
- Wolle hoher Qualität mit langem Flor
- kleines Format, wie es auf einen horizontalen Webstuhl passt
- unregelmäßiges Format aufgrund des häufigen Auf- und Abbaus des Webstuhls, was zu ungleichmäßiger Spannung der Kettfäden führt
- ausgeprägter Abrasch
- längere Flachgewebe als Abschlüsse

Die „authentischsten“ Produkte der Dörfer und Nomaden sind solche, die für den eigenen Gebrauch hergestellt worden sind, und nicht für den Export oder örtlichen Handel gedacht waren. Hierzu zählen auch spezielle Taschen und Polsterbezüge (yastik), deren Muster sich oft aus den ältesten Knüpftraditionen herleiten.

## Regionen

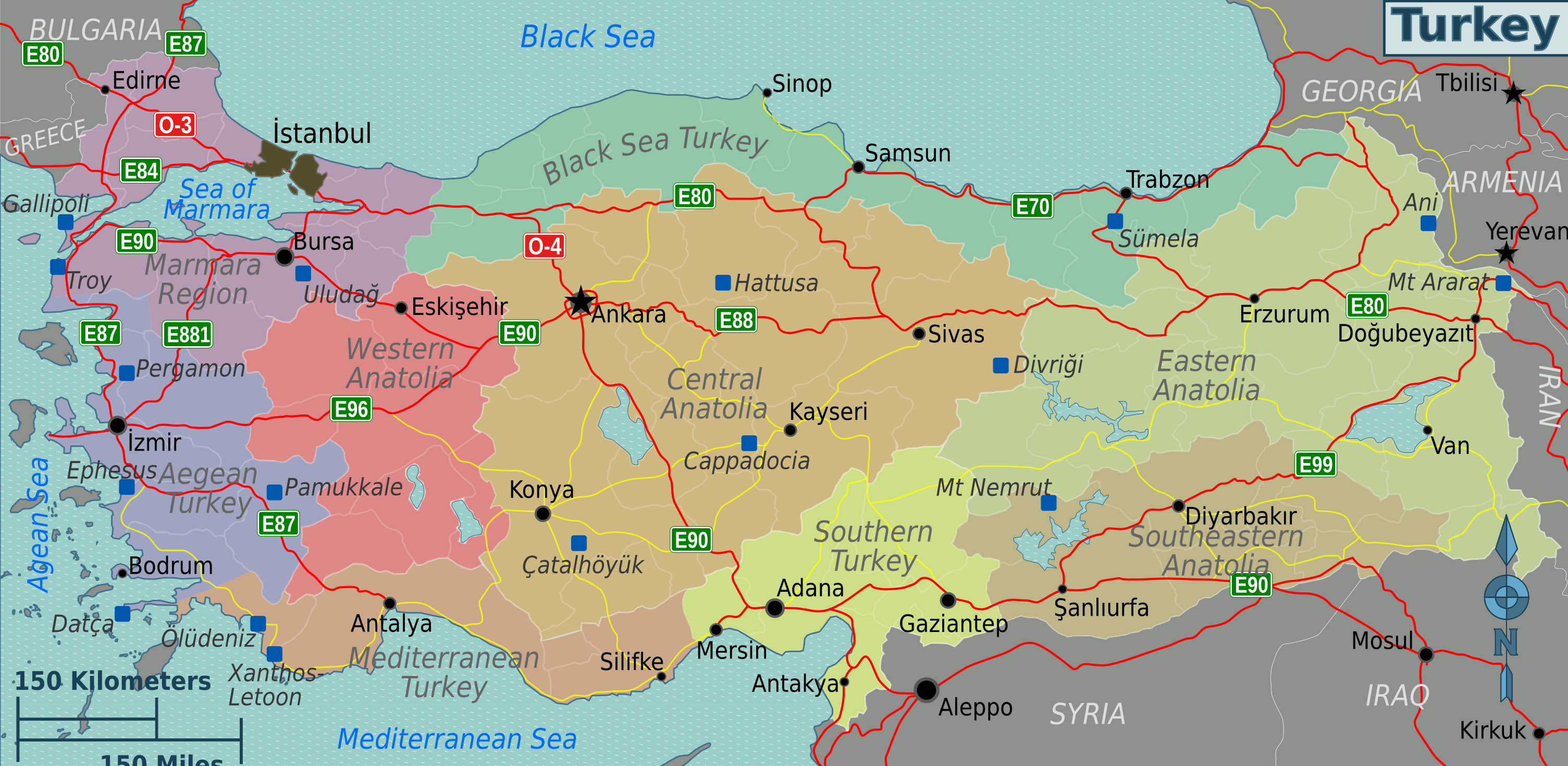
Die Regionen Anatoliens

Anatolien wird in drei große geographische Regionen unterteilt, deren traditionelle Teppichproduktion sich in ihren Merkmalen unterscheidet. Die Teppichknüpferei konzentriert sich um lokale Städte und Handelsplätze, nach denen die in ihrer Umgebung hergestellten Teppiche benannt werden. West-, Zentral- und Ostanatolien sind unterschiedliche technische, Muster- und Farbtraditionen zu eigen. Aufgrund der inneranatolischen Wanderbewegungen und der Übernahme am Markt erfolgreicher Muster und Farben durch die von Traditionen unabhängige kommerzielle Produktion lassen sich moderne Teppiche oft nicht mehr einer bestimmten Stadt oder Region zuordnen, sondern nur grob zu einer der drei geographischen Regionen. Ältere und antike Teppiche können dagegen aufgrund der verwendeten Materialien und Farben, technischer Eigenschaften und einer charakteristischen Mustergestalt oft einem speziellen Knüpfzentrum zugeordnet werden.
Generell unterscheiden sich anatolische Teppiche von anderen Orientteppichen dadurch, dass sie häufiger Primärfarben aufweisen. Die häufigsten in Westanatolien verwendeten Farben sind Blau und Rot, während in Zentralanatolien eher Rot und Gelb verwendet werden. Scharfe Kontraste werden durch Einknüpfen von weißer Wolle erzielt.

### Regionale technische Charakteristika
|                      | Westanatolien                                   | Zentralanatolien                          | Ostanatolien                                                       |
| -------------------- | ----------------------------------------------- | ----------------------------------------- | ------------------------------------------------------------------ |
| Kette                | Wolle, weiß                                     | Wolle, meist weiß, manchmal braun         | Wolle und Ziegenhaar, weiß und braun                               |
| Schuss               | Wolle, rot gefärbt, manchmal braun und weiß     | Wolle, braun, weiß, rot oder gelb gefärbt | Wolle, meist braun, manchmal blau gefärbt                          |
| Zahl der Schussfäden | 2–4 oder mehr                                   | 2–4 oder mehr                             | 2–4 oder mehr                                                      |
| Kette geschichtet    | nein                                            | manchmal                                  | nein                                                               |
| Seitenränder         | Schussumkehr, meist rot, manchmal andere Farben | Schussumkehr, rot, gelb, andere Farben    | Schussumkehr, polychrome, „Reissverschluss“-artige Randbefestigung |
| Abschlüsse           | Kelimabschlüsse, rot, oder polychrome Streifen  | Kelim, rot, gelb, polychrom               | Kelim, braun, rot, blau gestreift                                  |
| Farben               | Verwendung von Karminrot, blau, weiße Akzente   | kein Karminrot, gelb                      | Karminrot                                                          |

### Westanatolien

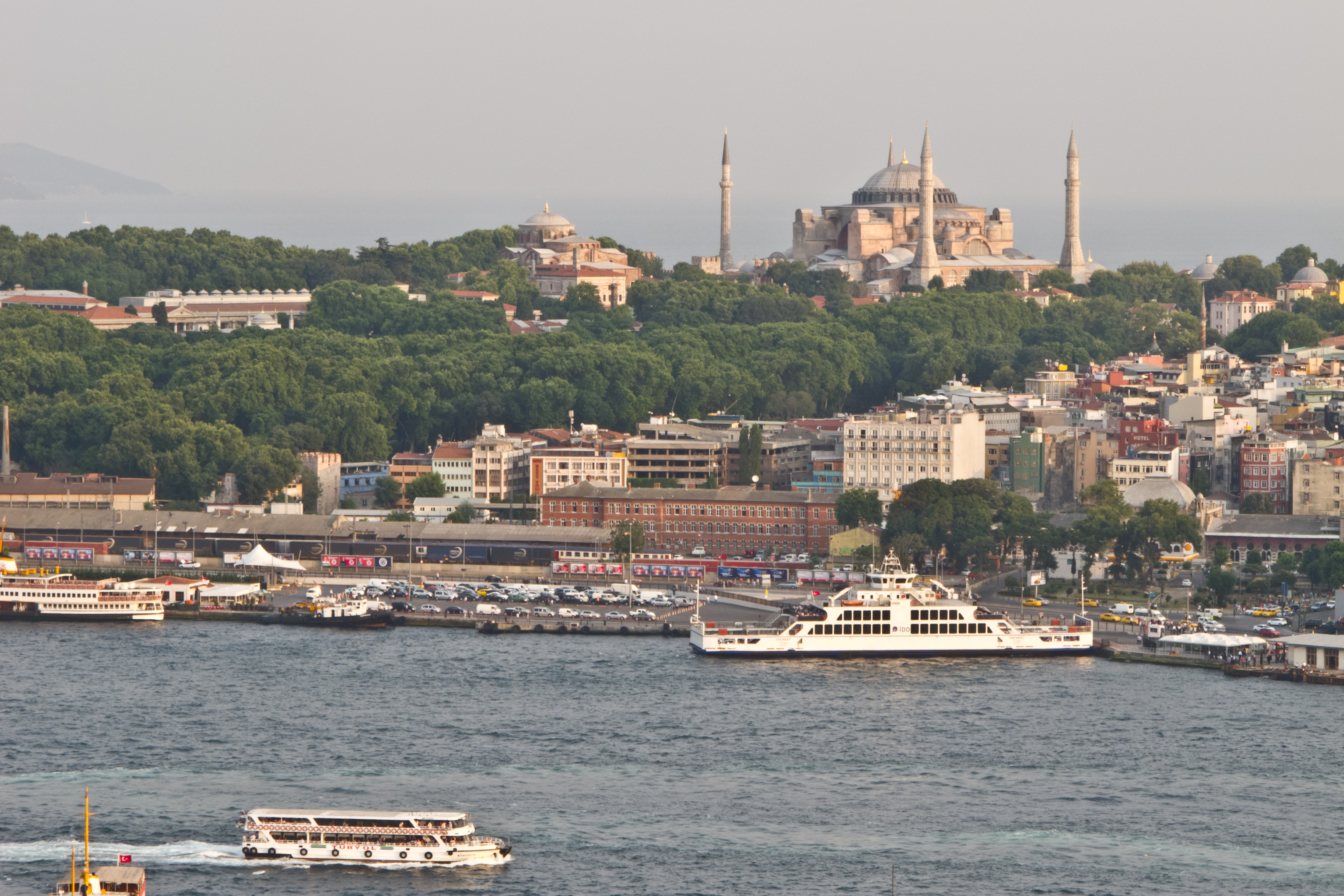
Hagia Sofia und Topkapı-Palast

Typisch westanatolische Teppiche weisen ein helles Ziegelrot und hellere rote Farbtöne auf. Weiße Akzente sind häufig, Grün und Gelb werden öfter als in anderen anatolischen Regionen verwendet. Die Kettfäden sind oft rot gefärbt. Die Seiten sind über drei bis vier Kettfäden verstärkt. Die Abschlüsse sind häufig durch breite Bänder aus Flachgewebe geschützt, in die manchmal ein kleines Ornament aus Flor eingeknüpft wird.
- Istanbul ist die größte Stadt der Türkei. Während des 19. Jahrhunderts erzeugten die Hofmanufakturen von Topkapı, Üsküdar, und Kum Kapı seidene Teppiche mit „osmanisch-safawidischen“ Mustern nach dem Modell der persischen Teppiche des 16. Jahrhunderts. Oft waren hierbei persische und armenische Knüpfer (aus den Gebieten um Kayseri und Sivas) beteiligt. Kum Kapı war im 19. Jahrhundert das Viertel der Armenier in Istanbul. Asymmetrische Knoten wurden benutzt, die Seidenteppiche weisen oft eingewobene Silber- und Goldfäden auf. Die beiden berühmtesten Entwerfer von Teppichmustern waren Zareh Penyamian und Tossounian. Zareh ist für seine Gebetsteppiche bekannt, deren Mihrābnischen oft die „Sultanskopf“-Form aufweisen, Wolkenbänder im Feld, sowie Palmetten, Arabesken und Koraninschriften. Zareh hat seine Teppiche häufig auch signiert. Tossounian stellte Seidenteppiche mit hohem Flor her, mit glänzenden Farben und roten Flachgewebe-Enden. Die Muster seiner Teppiche sind von den persischen „Sanguszko“-Teppichen inspiriert. Die Farben sind sehr gewählt, Karminrot, Jadegrün, gelb, und ein intensiv leuchtendes dunkles Indigo.[74]
- Hereke ist eine Küstenstadt 60 km von Istanbul entfernt an der Bucht von İzmit. Eine Knüpfwerkstatt wurde hier 1843 von Sultan Abdülmecid I. errichtet. Ursprünglich produzierte sie nur für den osmanischen Hof, welcher Teppiche für den neu errichteten Dolmabahçe-Palast in Auftrag gab. Die Teppichherstellung wurde 1891 aufgenommen, Meisterknüpfer aus Sivas, Manisa und Ladik wurden hierfür eingestellt. Hereke-Teppiche sind vor allem wegen ihrer feinen Knüpfung bekannt. Seiden- und feine Wollgarne wurden verwendet, gelegentlich auch Gold-, Silber- oder Baumwollfäden. Hereke-Hofteppiche zeigen vielfältige Farben und Muster. Die Medaillon-Muster der älteren Uşak-Teppiche wurden wieder verwendet. Ursprünglich bezog sich der Begriff „Hereke“-Teppich nur auf die Erzeugnisse der Hofmanufaktur, ist aber heute eher zu einem Handelsnamen für luxuriöse Teppiche dieser Art geworden.[74][75]
- Bergama ist die Hauptstadt des gleichnamigen Distrikts in der Provinz Izmir in der nordwestlichen Türkei. Als Marktplatz für die umliegenden Ortschaften wird der Name Bergama auch als Handelsname verwendet. Die Geschichte der Teppichknüpferei in Bergama geht wahrscheinlich bis ins 11. Jahrhundert zurück. Es sind Bergama-Teppiche aus dem 15. Jahrhundert erhalten, deren Muster mit geringen Veränderungen bis ins 19. Jahrhundert geknüpft wurden und den Teppichen einen besonders archaischen Charakter verleihen.[76] Der bekannteste Teppichtyp, der in Bergama für den Export geknüpft wurde[77] ist der sogenannte großmustrige Holbein-Teppich, oder Holbein-Typ III. Ein in späterer Zeit hiervon abgeleitetes Muster ist das 4+1- oder Quincunx-Muster, mit einem großen quadratischen Zentralmedaillon umgeben von kleineren quadratischen Medaillons an den Ecken. Auch die antiken anatolioschen Teppiche vom Siebenbürgener Typ sind mindestens zum Teil in der Bergama-Region hergestellt worden.[78] Bergama-Teppiche weisen für gewöhnlich große geometrische („kaukasische“) Muster auf, oder eher florale Muster in rektilinearer Ausführung (der „türkische“ Typ). Teppiche aus der Bergama-Region verwenden die typisch westanatolischen Farbschemata mit dunklem Rot und Blau sowie weißen Akzenten. Die so genannten Brautteppiche (Kiz Bergama) weisen oft in Rautenform arrangierte Rosettenmuster im Feld auf.[74] Dorf- und Bauernteppiche aus der Bergama-Region sind oft in gröberer Knüpfung mit kräftigen, stark stilisierten Mustern in hellem Blau, Rot, und weißen Farbtönen in scharfem Kontrast geknüpft.[74][75]
- Das Dorf Kozak liegt nördlich von Bergama in der Provinz Izmir in der nordwestlichen Türkei. Ihrer Struktur und Farben nach gehören sie zur Gruppe der Bergama-Teppiche. Teppiche eher kleinen Formats zeigen geometrische Muster, oft mit Hakenreihen, die kaukasischen Mustern ähnlich sind.[74]
- Yagcibedir ist kein Name eines Ortes, sondern ein Markenname für einen Teppichtyp, der in der Provinz Balıkesir in der Marmararegion geknüpft wird. Charakteristisch für diese Teppiche sind ihre hohe Knotendichte (1000–1400/m²), und die gedämpften Farben. Geometrische Muster in Dunkelrot, Braun und Schwarzblau ähneln denen kaukasischer Teppiche. Tatsächlich werden Yagcibedir-Teppiche meist von Menschen turkmenischer oder tscherkessischer Abstammung geknüpft, die vor langer Zeit in dieses Gebiet eingewandert sind.[74]
- Çanakkale liegt am Ostufer der Dardanellen nahe dem antiken Troja. Teppiche werden überwiegend in kleinen Dörfern südlich von Çanakkale hergestellt. Sie zeigen große quadratische, rautenförmige oder polygonale Musterelemente in kraftvollen Farben wie Ziegelrot, leuchtendes Dunkelblau, Safrangelb und Weiß. Ayvacık ist eine Kleinstadt südlich von Çanakkale und Ezine, nahe den Ruinen von Assos und Troja. Die Teppiche sind ebenfalls vom Bergama-Typ. Seit 1981 unterhält die DOBAG-Initiative Werkstätten in den kleinen Weilern um Ayvacık und stellt dort Teppiche mit traditionellen Mustern mit natürlich gefärbter, handversponnener Wolle her. Die Initiative hat auch eine Produktion im Yuntdağ-Gebiet nahe Bergama. Dort knüpfen von Turkmenen abstammende Menschen robuste, dicke Teppiche überwiegend mit geometrischen Mustern. Florale oder Gebetsteppichmuster sind eher selten zu finden.[74]
- Das Gebiet um Balıkesir und Eskişehir wird überwiegend von einem türkischen Stamm, den Karakecili, bewohnt. Deren Teppiche sind oft klein, mit einem fröhlichen hellrot, hellblau, weiß und blassgrün. Die Verwendung von Ziegenhaar in den Kettfäden weist auf ursprünglich nomadische Tradition hin. Die Muster sind meist geometrisch und oft mit stilisierten floralen Motiven kombiniert. Die Bordüren weisen manchmal Reihen rautenförmiger Kartuschen auf, die denen in den feiner ausgearbeiteten „Siebenbürger Teppichen“ ähnlich sind.[74]
- Bandırma ist die Hauptstadt der gleichnamigen Provinz an der Marmaraküste. Seit dem 19. Jahrhundert werden dort fein geknüpfte Teppiche, überwiegend im Gebetsteppich-Muster hergestellt. Der Baumwollgrund und die feine Knüpfung aus Wolle und Seide kennzeichnet die Teppiche aus Bandırma als Erzeugnisse der Stadtmanufaktur. Im Verlauf des 19. Jahrhunderts ließ die Produktion wieder nach, und es wurde häufiger Seide geringerer Qualität, Kunstseide, oder merzerisierte Baumwolle verwendet. Der Name der Stadt und Region wird heute oft verwendet, um billige Imitationen zu bezeichnen, die nicht unbedingt aus der Gegend stammen müssen.[74]
- Gördes liegt etwa 100 km nordöstlich von Izmir. Dort wurden schon im 16. Jahrhundert Teppiche geknüpft, die wertvollsten stammen aus dem 18. Jahrhundert. Die im 19. Jahrhundert einsetzende Massenproduktion ist ohne künstlerischen Wert.[76] Ihre überwiegend floralen, stilisierten Muster gehen zurück auf osmanische Muster des 16. und 17. Jahrhunderts. Die Hauptbordüre weist oft aufgereihte Dreierbündel von Granatäpfeln auf, die an ihren Stängeln gebündelt erscheinen. Typisch ist auch eine breite, aus sieben Streifen (sobokli) zusammengesetzte Bordüre. Gördes ist besonders für seine Braut- und Gebetsteppiche bekannt. Die Form der Mihrabnische variiert von einfachen getreppten Bögen bis hin zu künstlerisch ausgefeilten architektonischen Pfeilern und Bögen, oft mit einem horizontalen rechteckigen Balken oberhalb der Nische. Die Spitze des Geibels wird oft durch eine stilisierte Staude betont. Typische Farben sind Kirschrot, Pastellrosa, Blau und Grün zusammen mit dunklem Indigoblau. Ältere Gördes-Teppiche weisen lebhaftere Farben auf. Ab dem 19. Jahrhundert finden sich auch größere Akzente in weißer Baumwolle, und die Farben werden insgesamt gedämpfter.[79][74] In der 2. Hälfte des 19. Jahrhunderts waren die Muster aus Gördes beliebte Vorlagen für die Manufakturen von Bursa und Hereke, oft in Seide geknüpft, in späten Stücken wird großflächig Baumwolle eingesetzt. Nachahmungen der Gördes-Muster finden sich auch in Teppichen aus Täbris.[76]
- Kula ist eine Stadtgemeinde in der Provinz Manisa und liegt etwa 100 km östlich von Izmir an der Straße nach Ușak. Zusammen mit Ușak, Gördes, Lâdik und Bergama gehört Kula zu den wichtigsten Zentren der Teppichproduktion Anatoliens. Häufig kommen Gebetsteppich-Muster vor, mit geradlinigen Mihrabnischen. Ein weiteres spezielles regionales Muster ist das mazarlik- oder Friedhofsmuster, ein spezieller Typ Gartenmuster. Sein besonders dunkles, aber intensives Farbschema verlieh einem Teppichtyp aus der Region den Namen „Kömürcü (Köhler) Kula“. Charakteristisch für Kula-Teppiche ist die Kombination mit überwiegend gelben Bordüren.[79] Ganz unüblich für anatolische, sogar für Orientteppiche generell, werden für Kette und Schuss des „Kendirli“-Kula Flachsfasern verwendet.[78][74]
- Uşak liegt nördlich von Denizli in der Ägäisregion. Die Region ist eines der berühmtesten und wichtigsten Teppichzentren. Nach Struktur und Muster unterscheidet man verschiedene Typen wie die Stern- und Medaillon-Ușaks sowie die „weißgrundigen“ Teppiche aus dem nahen Selendi. Teppiche aus Ușak wurden häufig in der Renaissancemalerei abgebildet und wurden früher oft nach den Malern benannt, die sie auf ihren Bildern abbildeten. Die bekanntesten sind die Teppiche vom Holbein- und Lotto-Typ.[74]
- Smyrna-Teppiche werden in der Umgebung der Stadt geknüpft, die heute Izmir heißt. Die Produkte aus Smyrna unterscheiden sich von anderen anatolischen Teppichen durch ihr fein ausgearbeitetes, kurvilineares „städtisches Manufakturmuster“. Einzelne Ornamente weisen eine direkte Verwandtschaft zu den osmanischen „Hofmanufakturteppichen“ auf. Insbesondere die Hauptbordüre weist oft die länglichen Kartuschen auf, die von Siebenbürger Teppichen bekannt sind.[79][74]

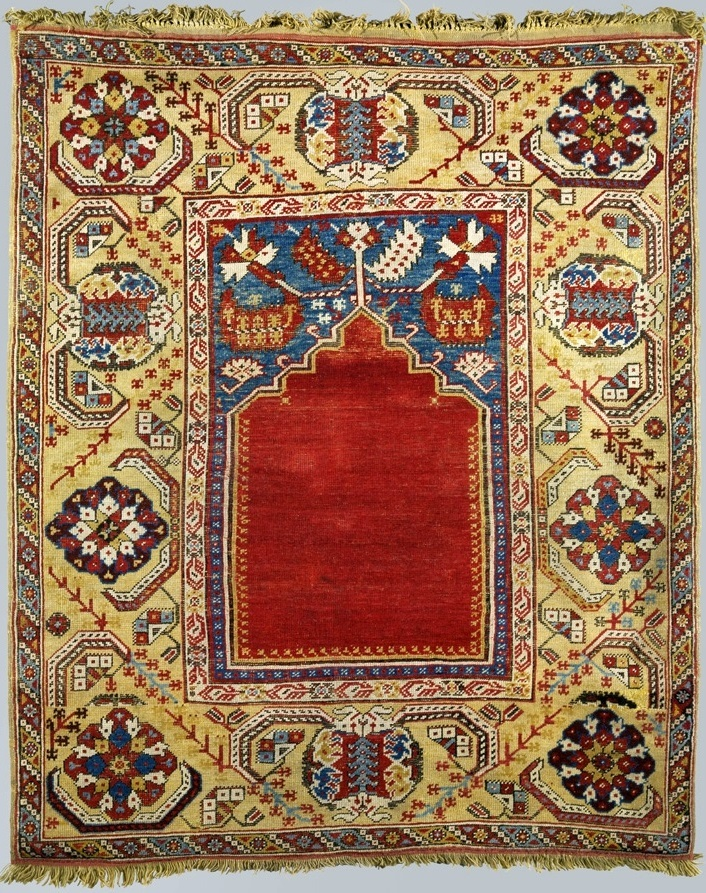
Gebetsteppich, Milas, 17. Jh., Nationalmuseum (Warschau)

- Milas liegt an der südwestlichen Ägäisküste. Schon seit dem 18. Jahrhundert werden hier Gebetsteppichmuster mit charakteristischen eingebuchteten Mihrabs, meist mit einfarbig ziegelrotem Grund, geknüpft. Das Zwickelfeld ist meist in einem Beigeton gehalten. Die meisten Teppiche aus dieser Zeit weisen eine breite Bordüre auf, in der sich auf hellgelbem Grund achtpässige Rosetten mit symmetrischen, stilisierten Palmetten abwechseln, die von Lanzettblättern umrahmt sind.[76] Andere Teppiche aus der Region sind die so genannten Ada- (Insel-) Milasteppiche aus der Gegend um Karaova, mit vertikal verzogenen Polygonen im Feld, und die seltenen Medaillon-Milas-Teppiche mit einem meist goldgelben Medaillon auf rotem Grund. In den Bordüren sieht man oft kristallartige Sternmuster, die aus pfeilähnlichen Ornamente zusammengesetzt sind, welche zum Zentrum hin zeigen, ähnlich wie in kaukasischen Teppichen. Häufige Farben sind Blassviolett, ein warmes Gelb und Blassgrün. Das Feld ist oft in ziegelroter Farbe gehalten.[79]
- Megri liegt an der türkischen Südküste gegenüber der Insel Rhodos. 1923 wurde der Name der Stadt zu Fethiye geändert. Das Feld der Megri-Teppiche ist häufig in drei unterschiedliche, lange Felder aufgeteilt, mit floralen Mustern darin. Gebetsteppichmuster mit abgestuften Giebelbändern kommen vor. Typische Farben sind Gelb, Hellrot, Hell- und Dunkelblau sowie Weiß. Megri-Teppiche werden auch unter dem Handelsnamen Milas verkauft. Manchmal ist es schwierig, diese beiden Produkte der Stdtmanufakturen zu unterscheiden.[74]
- Stadt und Provinz Isparta haben keine sehr lange Knüpftradition. Teppiche aus der Region neigen dazu, persische Muster nachzuahmen. Ihr hoher Flor und die solide Knüpfung machen die Teppiche besonders geeignet für den Gebrauch im Haushalt, daher kommen sie selten zum Export.[75]

### Zentralanatolien

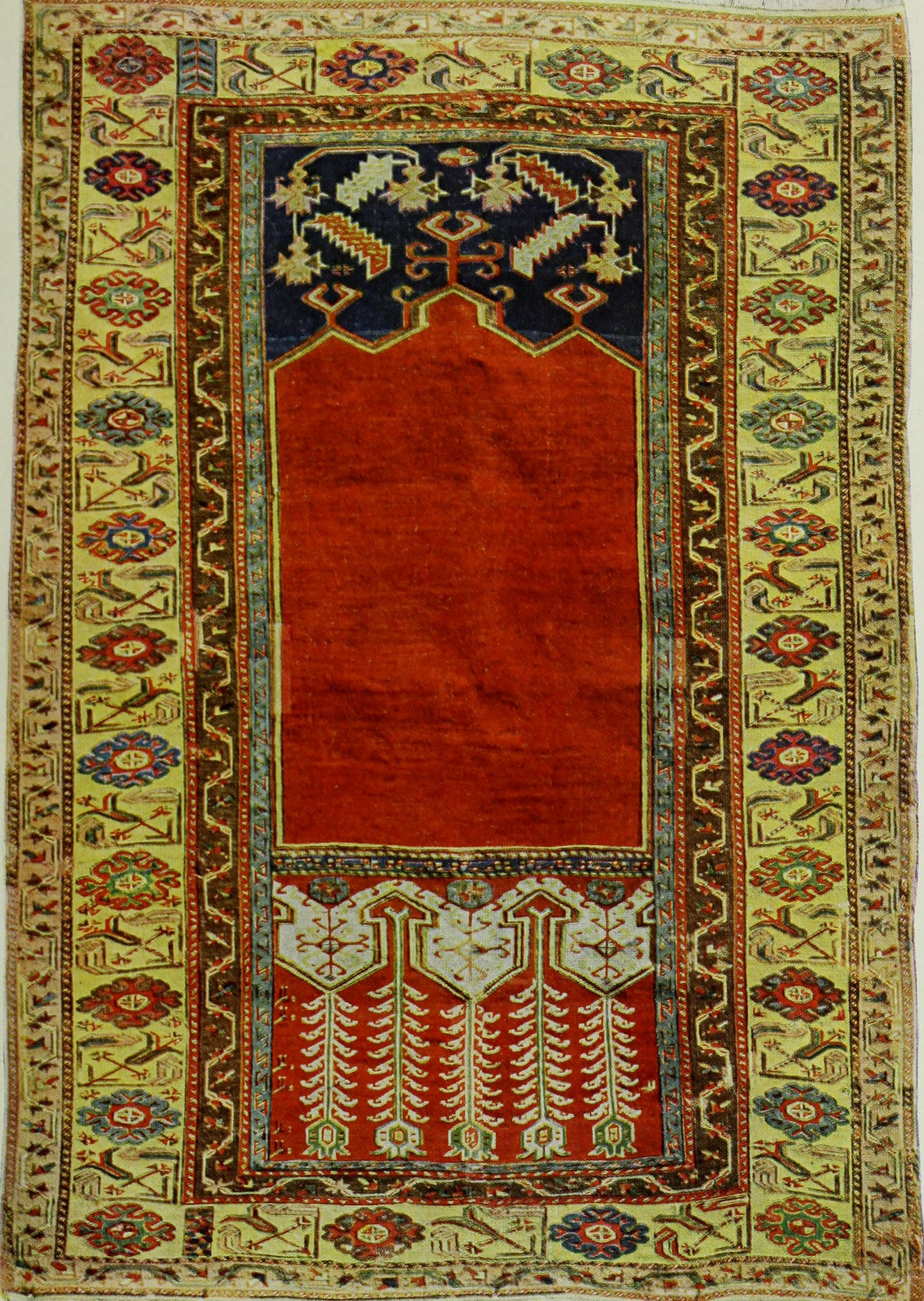
Gebetsteppich aus Ladik

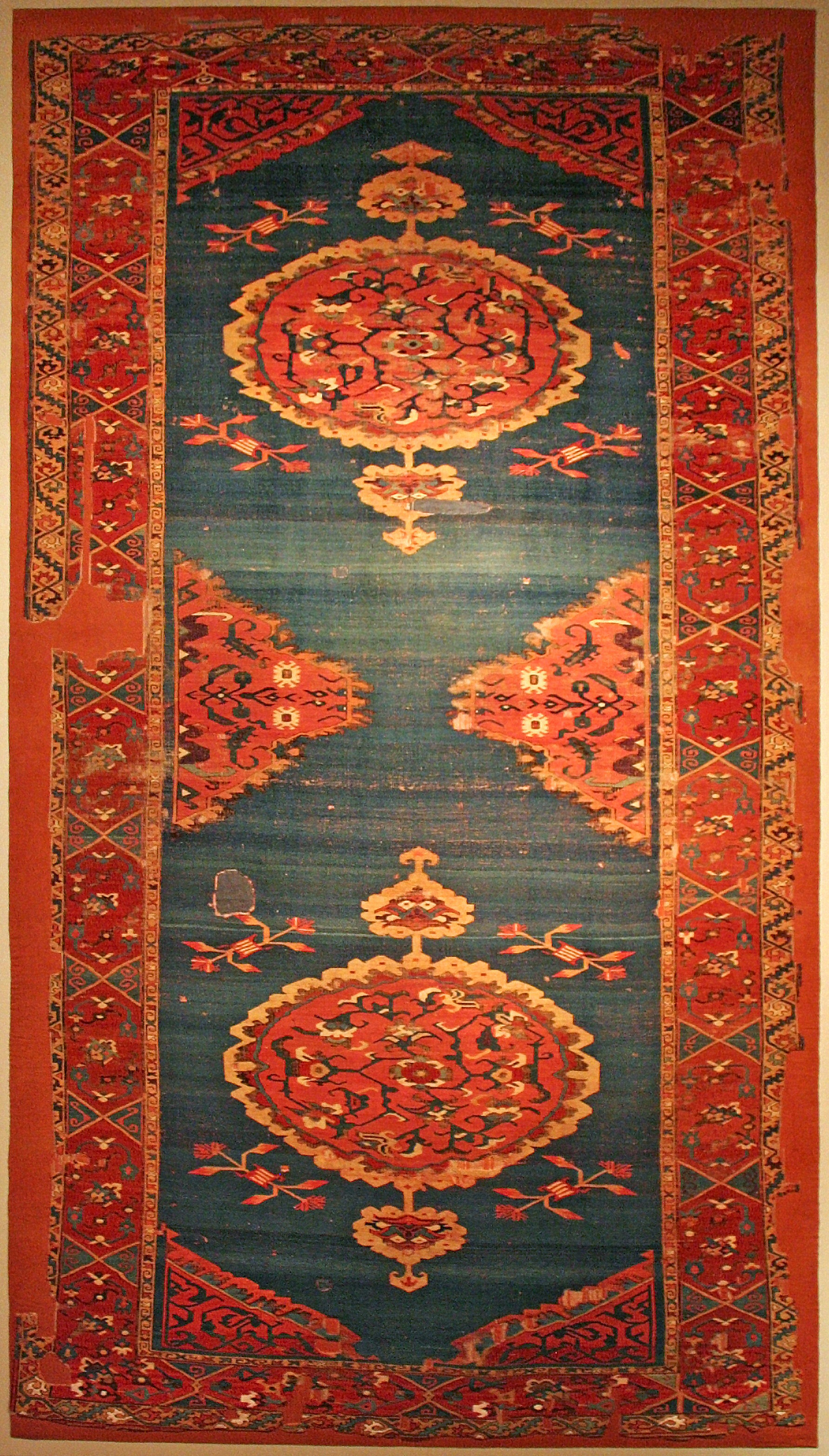
Teppich mit Doppelmedaillon, Zentralanatolien (Konya – Karapınar), 16./17. Jh. Museum für türkische und islamische Kunst

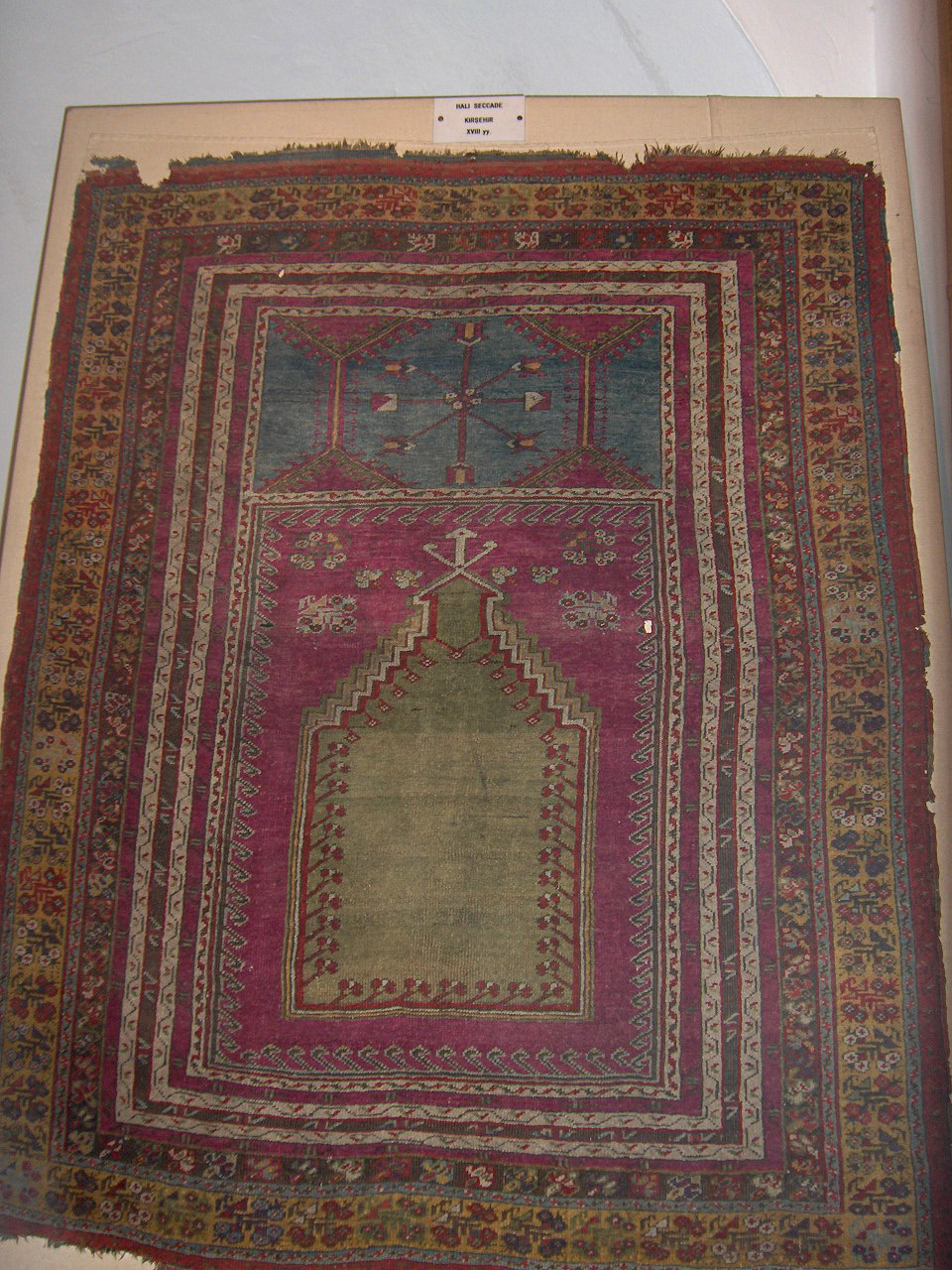
Teppich aus Kırşehir, 18. Jh., Mevlânâ-Museum, Konya

Zentralanatolien ist eine der wichtigsten Regionen der Teppichherstellung in Anatolien. Regionale Knüpfzentren mit spezifischen Mustern und Traditionen sind:
- Konya (Konya, Konya-Derbent, Selçuk, Keçimuslu, Ladik, Innice, Obruk)

Die Stadt Konya ist die alte Hauptstadt des Seldschukenreichs. Das Mevlana-Museum in Konya besitzt eine reiche Sammlung anatolischer Teppiche, darunter die Teppichfragmente aus der Alaaddin- und der Eşrefoğlu-Moschee. Teppiche aus Konya weisen oft ein fein ausgearbeitetes Gebetsteppich-Muster auf, mit einem monochromen Feld in leuchtendem Krapprot. Teppiche aus Konya-Derbent weisen oft zwei florale Medaillons im Feld unterhalb der Mihrabnische auf. Das traditionelle Muster aus Konya-Selçuk verwendet schmale oktogonale Medaillons in der Mitte des Feldes, mit drei gegenüberstehenden geometrischen Formen, die von Tulpen gekrönt sind. Typisch ist auch eine breite ornamentale Hauptbordüre mit detailliert ausgearbeiteten, filigranen Mustern, die von zwei Nebenbordüren flankiert werden, die das sehr alte Muster der mäandernden Ranken und Blumen zeigen. Teppiche aus Keçimuslu werden meist unter dem Handelsnamen Konya verkauft und zeigen auch ein ähnlich leuchtend krapprotes Feld, die Farbe der Hauptbordüre ist aber meist grün.
Konya-Ladik-Teppiche weisen ebenfalls oft das Gebetsteppich-Muster auf. Das Feld ist meist in hellem Krapprot gehalten, die Mihrabnische ist abgetreppt. Gegenüber, manchmal auch direkt über der Nische finden sich kleinere Giebelmuster. Diese sind oft in Dreiergruppen angeordnet, wobei jeder Giebel mit stilisierten, geometrischen Tulpenornamenten verziert ist. Häufig sind die Tulpen verkehrt herum am unteren Rand der Mihrabnische angeordnet. Die Giebelbögen der Nische sind oft goldgelb gefärbt und zeigen Wasserkannen- (ibrik-) Ornamente. Typisch für die Region Ladik sind auch die Ladik sinekli-Muster: Auf weißem oder cremeweißem Feld finden sich viele kleine schwarze Ornamente, die in ihrer Form an Fliegen (türk.: sinek) erinnern. Teppiche aus Innice sind mit ihren Tulpenornamenten und dem kräftigen roten Feld mit komplementären grünen Bogen den Ladik-Teppichen sehr ähnlich. Obruk-Teppiche weisen die für Konya typischen Muster und Farben auf, die Ornamentierung ist aber gröber und stärker stilisiert und weisen so auf die yörükische Tradition der Dorfbewohner hin. Obrukteppiche kommen manchmal auch in Kayseri auf den Markt.
- Kayseri (Kayseri, Avanos, Ürgüp, Kırşehir, Mucur, Ortaköy, İncesu)

Teppiche aus Kayseri zeichnen sich durch ihre feine Knüpfung aus, Kennzeichen der Manufakturproduktion, die in dieser Gegend häufig ist. Teppiche werden überwiegend für den Export geknüpft, und ahmen häufig Muster aus anderen Regionen nach. Wolle, Seide und Kunstseide werden verwendet. Die Spitzenprodukte aus Kayseri kommen häufig denen aus Hereke und Kum-Kapı nahe. Ürgüp, Avanos und İncesu sind Städte in Kappadokien.
Avanos-Teppiche, oft mit Gebetsteppich-Muster, sind durch ihre dichte Knüpfung gekennzeichnet. Das Feld ist oft mit einem sehr fein gezeichneten Ornament in Form einer Moscheelampe oder eines dreieckigen Schutzamuletts (mosca) verziert, die vom Scheitel der Nische herabhängen. Die Gebetsnische selbst ist oft abgestuft, oder seitlich in der klassischen Kopf-und-Schulter-Form eingezogen. Oft ist das Feld leuchtend rot und von goldgelben Giebelfeldern und Bordüren umgeben. Die feine bis sehr feine Knüpfung erlaubt eine sehr ausgefeilte Mustergestaltung, anhand derer Avanos-Teppiche einfach erkannt werden können.
Ürgüp-Teppiche weisen eine besondere Farbgebung auf. Goldbraun dominiert oft, ein helles Orange und Gelb sieht man häufig. Ein Medaillon im Medaillon befindet sich oft im Feld. Dieses ist in typischem „Ürgüprot“ gehalten und mit floralen Motiven verziert. Palmetten füllen die Eckmedaillons und Bordüren. Die äußerste Nebenbordüre weist oft ein reziprokes Zinnenmuster auf.
Teppiche aus Kırşehir, Mucur und Ortaköy sind eng verwandt und nicht leicht voneinander zu unterscheiden. Sowohl Gebetsnischen- als auch Medaillonmuster kommen vor, ebenso Garten- (mazarlik- oder Friedhofs-) Muster. Blasses Türkisblau, Blassgrün und Rosa sind die vorwiegend verwendeten Farben. Teppiche aus Ortaköy zeigen ein hexagonales Zentralornament, das häufig ein kreuzförmiges Muster umschließt. In den Bordüren sieht man stilisierte Nelken, die in einer Reihe quadratischer Rahmen angeordnet sind. Teppiche aus Mucur, das erst im 19. Jahrhundert als Knüpfzentrum Bedeutung erlangte, weisen ein getrepptes, ungemustertes „Gebetsnische in der Gebetsnische“-Muster in kontrastierendem leuchtendem Krapprot und hellem Indigoblau, voneinander durch gelbe Umrisslinien abgesetzt. Das charakteristische Bordürenmuster von Mucur besteht aus fliesenartig aufgereihten Quadraten, deren Einzelmotiv eine auf der Spitze stehende Raute mit zentraler achtblättriger Rosette ist. Je zwei V-förmige Füllmotive in jeder Ecke ergänzen die Fläche um die Raute zum Quadrat. Die Farben des Mucur-Teppichs sind intensiv, aber kühler und können in der häufig verwendeten Kombination von Mittelblau, Grün, Schmutziggelb und Violett der Bordüre unruhig wirken. Mucur und Kırşehir sind auch für ihre Reihengebetsteppiche (saph) bekannt.
- Niğde (Niğde, Taşpınar, Fertek, Maden, Yahyalı, Yeşilhisar, Karapinar, Karaman)

Niğde ist das Marktzentrum für die Umgebung. Falls ein Gebetsnischen-Muster verwendet wird, sind Nischen und Bögen typischerweise sehr schmal. Auch das Feld ist oft nicht viel breiter als die Hauptbordüre. Im Feld von Taşpınar-Teppichen sieht man sehr häufig ein längliches, fast ovales Zentralmedaillon. Die dominanten Farben sind ein warmes Rot, Blau, und Hellgrün. Fertek-Teppiche zeichnen sich durch ihre einfachen floralen Ornamente aus. Das Feld ist oft nicht, wie sonst üblich, mittels einer schmalen Nebenbordüre von der Hauptbordüre abgegrenzt. Die äußerste Nebenbordüre weist häufig ein reziprokes Zinnenmuster auf. Die Farben sind aus weichem Rot, Dunkelolivgrün und Blau zusammengestellt. Teppiche aus Maden verwenden Cochenillerot in den auch für Niğde-Teppiche charakteristischen schmalen Feldern. Als Grundfarbe der Hauptbordüre wird gerne ein korrosives Braun genommen, das mit der Zeit die Wolle des Flors angreift und durch die stärkere Abnutzung der so gefärbten Bereiche einen Reliefeffekt hervorruft. Yahali ist ebenfalls ein regionales Zentrum und Marktplatz für die Umgebung. Teppiche von hier zeigen hexagonale Medaillons mit Doppelhaken-Ornamenten in den Feldern und Nelkenornamenten in der Hauptbordüre.
Karapinar und Karaman gehören geographisch zum Konya-Gebiet, die Teppichmuster sind aber der Region von Niğde näher verwandt. Das Muster der Karapinar-Teppiche weist Ähnlichkeiten zu turkmenischen Türteppichen (ensi) auf, stammt aber aus einer anderen Tradition. Drei von Doppelhaken (kotchak) bekrönte Säulen bilden die Gebetsnische. Gegenübergestellte „Doppelhaken“-Ornamente füllen in Karapinar- und Karaman-Teppichen die Säulen aus. Ein weiterer Mustertyp, der oft in Läufern aus Karapinar auftritt, ist aus übereinander angeordneten geometrischen hexagonalen Primärmotiven zusammengesetzt, in gedämpftem Rot, Gelb, Grün und Weiß.
- Sivas (Sivas, Zara, Kangal)

Werkstätten unter staatlicher Leitung, einige davon als Teppichknüpfschulen ausgebaut, produzieren die Teppiche aus Sivas. Die Muster ahmen solche aus anderen Regionen nach, hier besonders persische Muster. Traditionelle Sivas-Teppiche zeichneten sich aus durch ihren dichten, kurz geschorenen, samtartigen Flor in der ausgefeilten Mustergestaltung der „Stadtmanufaktur“. Die Hauptbordüre zeigt oft gereihte Ornamente aus drei Nelkenblüten an verbundenen Stänglen. Zara, 70 km östlich von Sivas, besitzt armenische Siedlungen, welche Teppiche mit einem Muster aus mehreren Reihen vertikaler Streifen herstellen, die sich über das gesamte Feld erstrecken. Jeder Streifen ist mit fein ausgearbeiteten floralen Arabesken dekoriert. Der Flor wird sehr kurz geschoren, damit das detaillierte Muster gut erkennbar ist.

### Ostanatolien

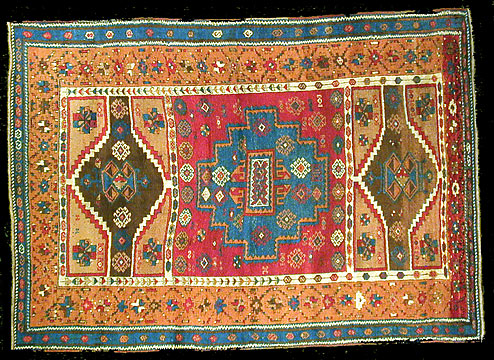
Yörük-Teppich, Ostanatolien, ca. 1880

Spezifisch ostanatolische Muster sind nicht bekannt. Bis zum Völkermord an den Armeniern 1915 hatte Ostanatolien eine große armenische Bevölkerung. Gelegentlich ist es möglich, einen Teppich anhand einer eingeknüpften Inschrift als armenisch zu erkennen. Leider gibt es auch keine genauen Informationen zur kurdischen und türkischen Teppichknüpferei in der Region. Forschungsarbeiten aus den 1980er Jahren kamen zu dem Schluss, dass die Tradition der Teppichknüpferei in Ostanatolien fast erloschen sei, und genauere Informationen über die ostanatolischen Mustertraditionen wahrscheinlich verloren seien.
- Kars ist die Hauptstadt der gleichnamigen Provinz in Nordost-Anatolien. In der Umgebung der Stadt werden Teppiche produziert, die den kaukasischen sehr ähnlich sind, mit etwas gedämpfteren Farben. Der Name „Kars“ dient auch als Handelsname und bezieht sich dann auf die Qualität der Knüpfung. Teppiche geringerer Qualität aus der Region werden manchmal als Hudut- (wörtlich „Grenz-“) Teppiche bezeichnet. Diese sind meist in der Grenzregion zwischen der Türkei, dem Iran, Armenien und Georgien hergestellt worden. Kars-Teppiche weisen oft „Kasak“-Muster auf, wie man sie in den kaukasischen Fachralo-, Gendsche- und Akstafa-Teppichen sieht, aber ihre Struktur und die verwendeten Materialien sind unterschiedlich. Kars- oder Hudut-Teppiche enthalten oft Ziegenhaar in Flor und Grundgewebe.[75]

Andere ostanatolische Teppiche werden für gewöhnlich keiner speziellen Region zugeordnet, sondern nach dem Volksstamm klassifiziert, der sie geknüpft hat. Kurden und Yörük-Stämme hatten fast während ihrer ganzen Geschichte als Nomaden gelebt und neigten deshalb eher dazu, stammesspezifische Muster zu knüpfen und nicht regionale. Für den Fall, dass ein Teppich mit generell yörükischem Muster einer bestimmten Region zugeordnet werden kann (Yörük leben auch in anderen Regionen Anatoliens), wird dem Namen der Region oft der Stammesname vorangestellt. In den Gebieten um Diyarbakır, Hakkâri, und in der Provinz Van lebt eine große kurdische Bevölkerung. Die Städte Hakkâri und Erzurum waren Marktzentren für kurdische Kelims, Teppiche und kleinformatige Knüpfungen wie Wiegen, Taschen (heybe) und Zeltschmuck.

## Galerien

### Muster zentralasiatischer Herkunft: Wolkenband, Lotossitz, Wolkenkragen

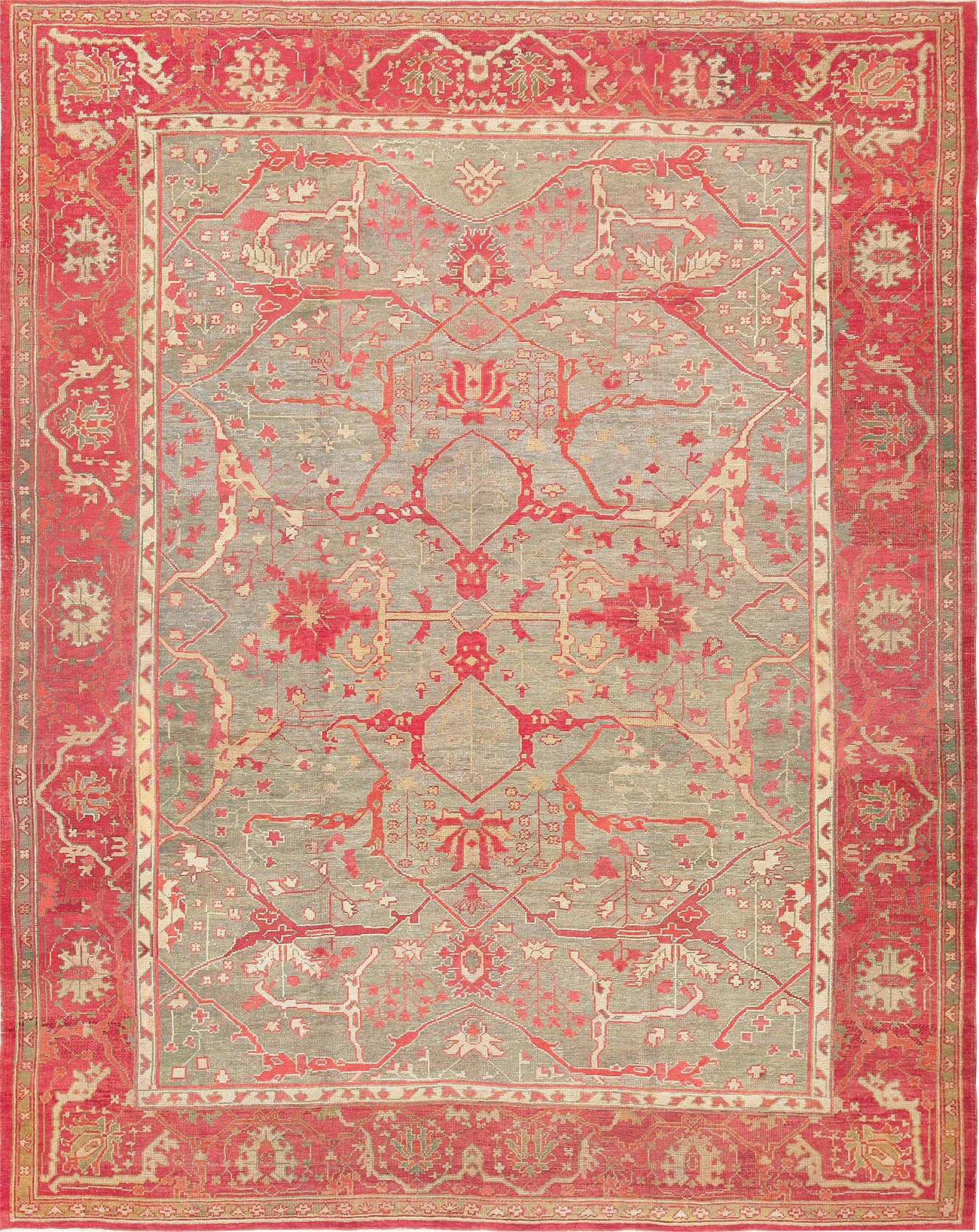
Ușak-Teppich mit Wolkenband-Bordüre, Mecidi-Stil
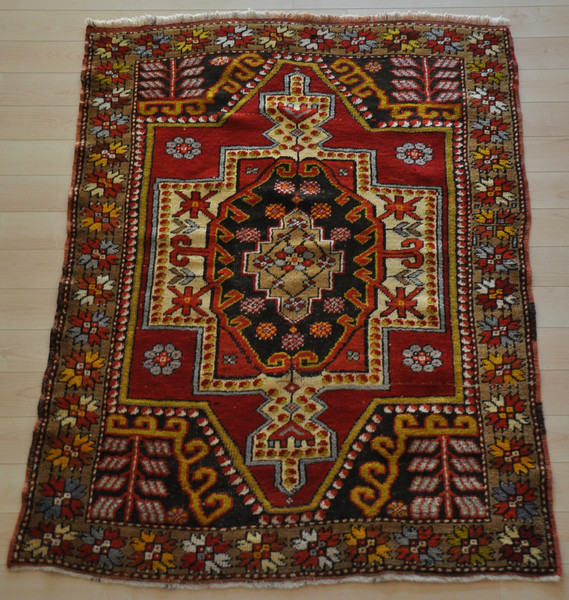
Zentralanatolischer Teppich, Region Ortaköy. Sammlung CL Lane

### Islamisch geprägte Muster: kalligraphische Bordüren, unendlicher Rapport, Gebetsteppich

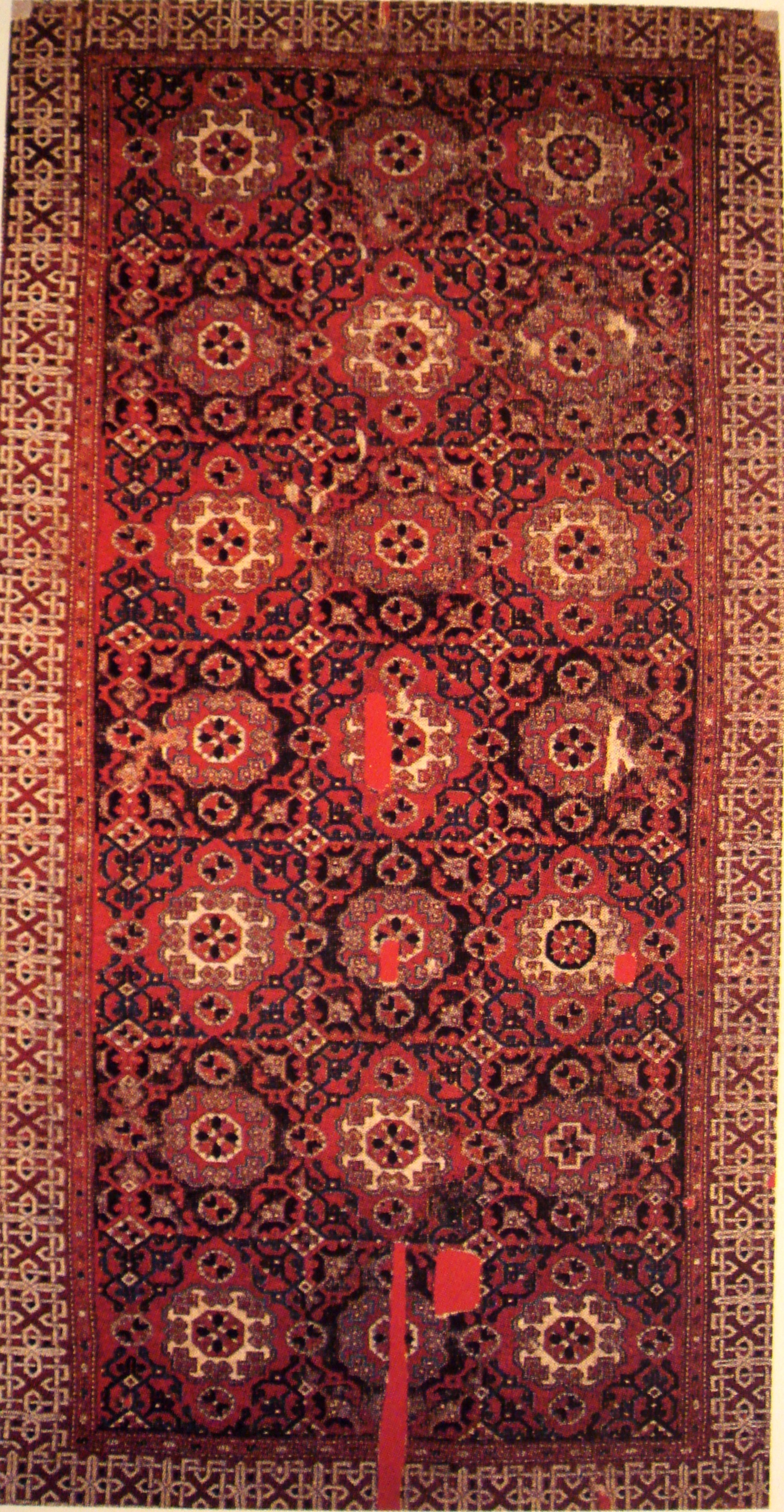
Kleinmustriger (Typ I)-Holbein-Teppich mit „pseudo-kufischer“ Hauptbordüre und Feldmuster im „unendlichen Rapport“, 16. Jh.
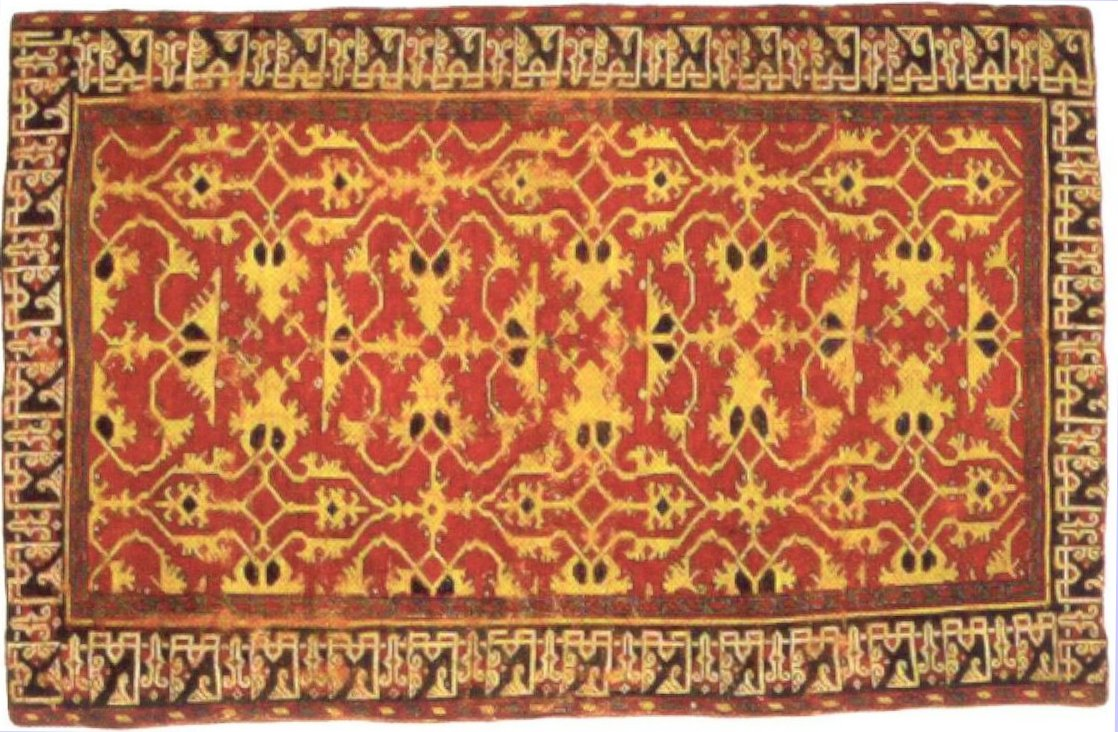
Westanatolischer Lotto-Teppich, 16. Jh., Saint Louis Art Museum
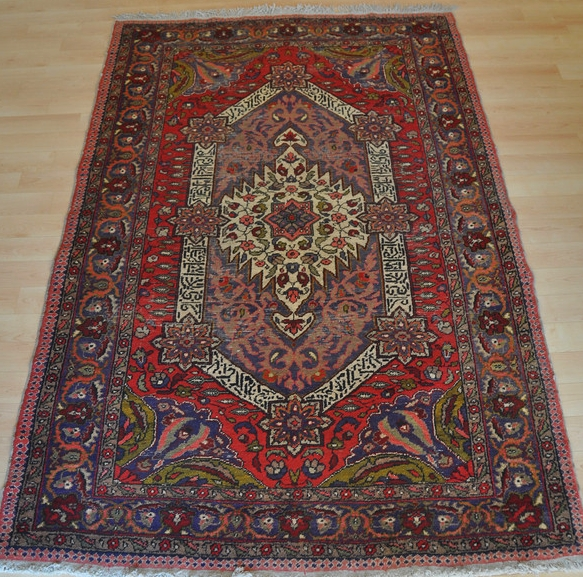
Ürgüp-Teppich mit „kufischer“ Innenbordüre
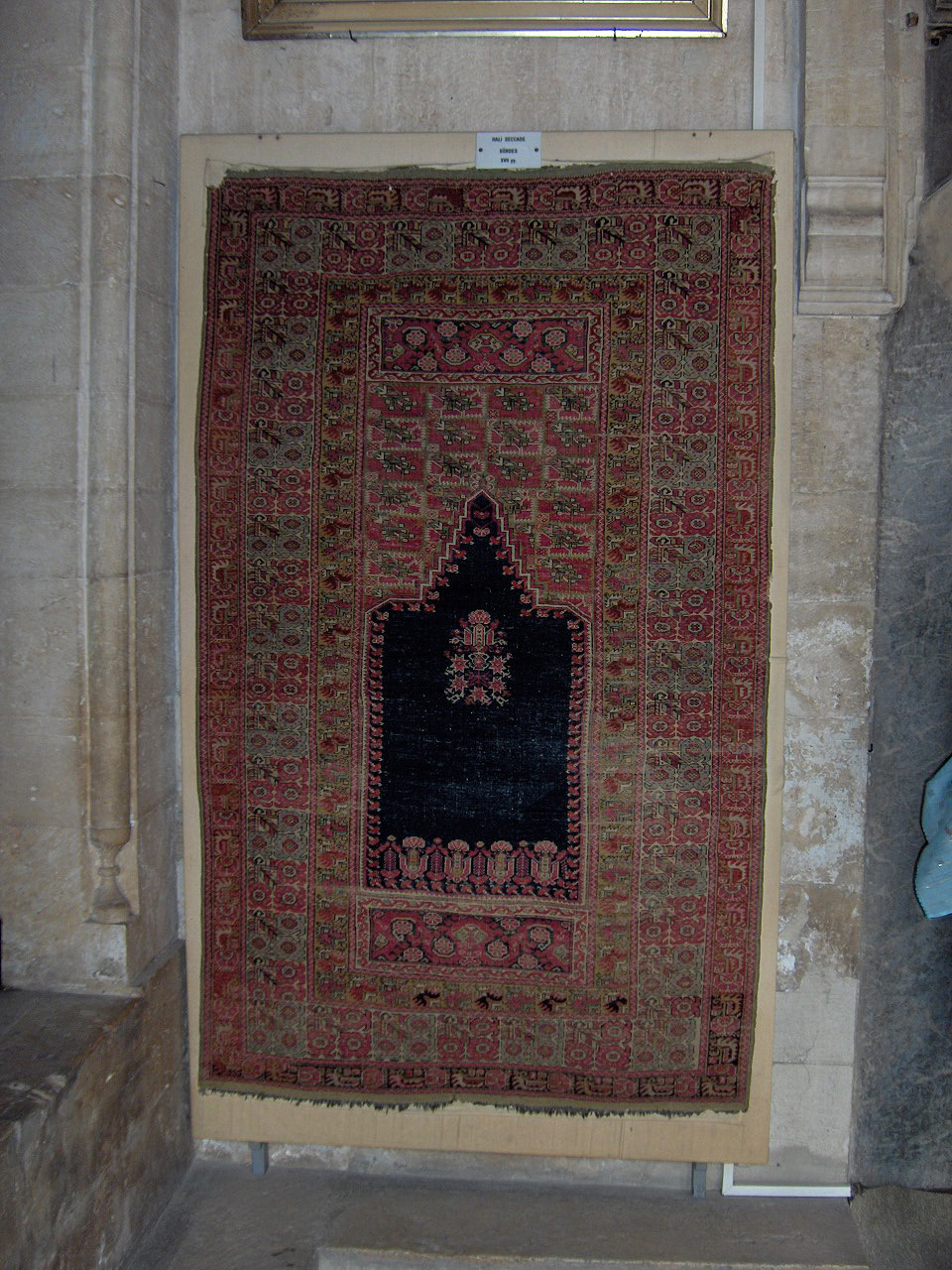
Gebetsteppich aus Kirşehir mit Einzelnische, Tilavet-Raum, Mevlâna-Mausoleum, Konya
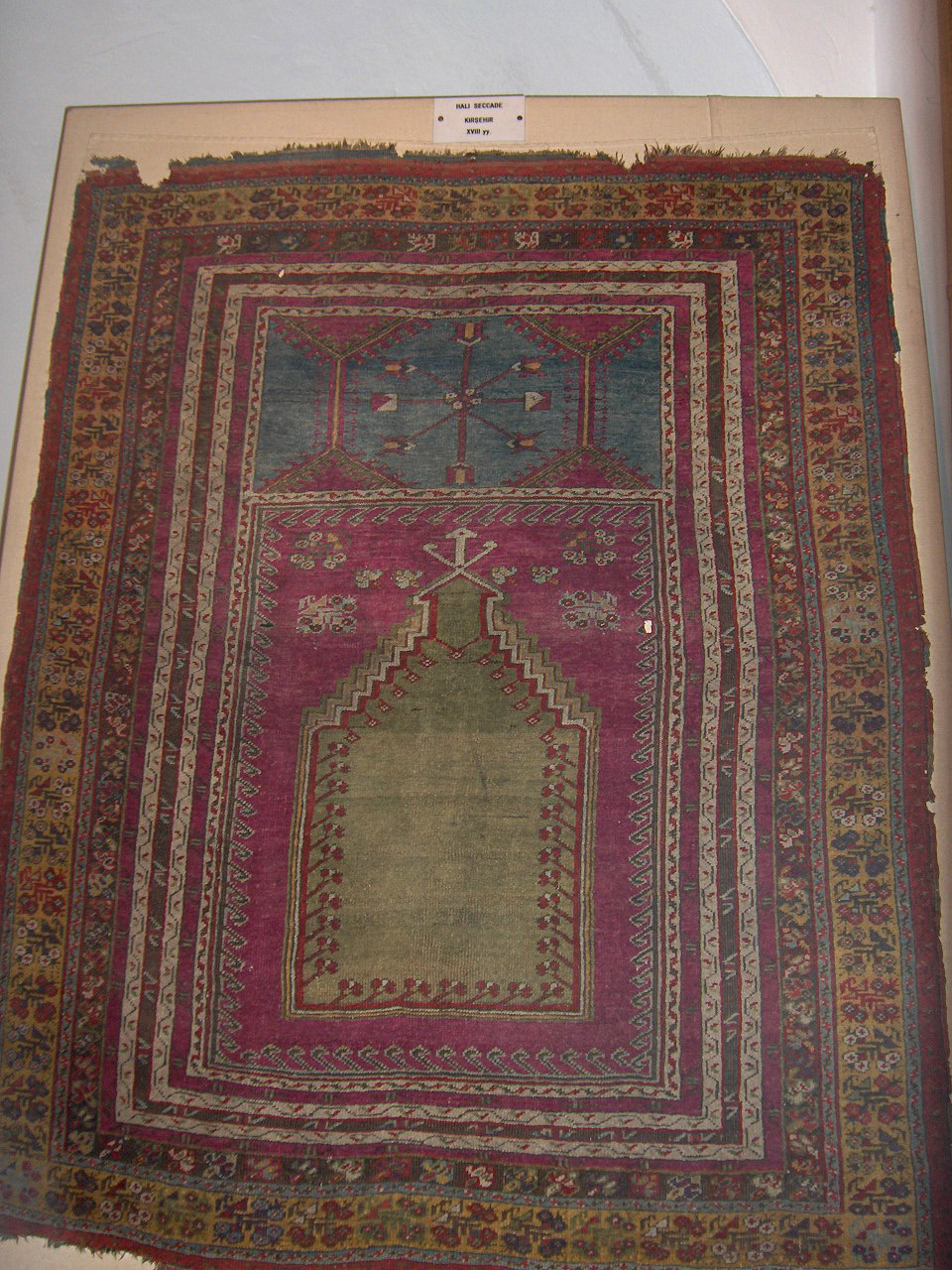
Gebetsteppich aus Kirşehir mit Einzelnische, 18. Jh., Mevlâna Mausoleum, Konya
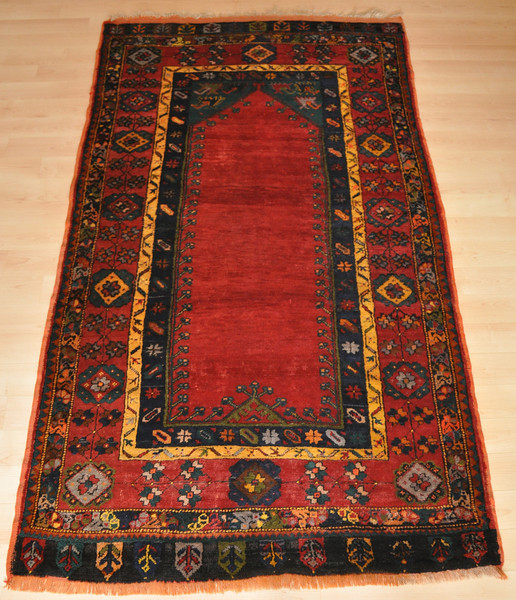
Konya-Gebetsteppich mit Einzelnische
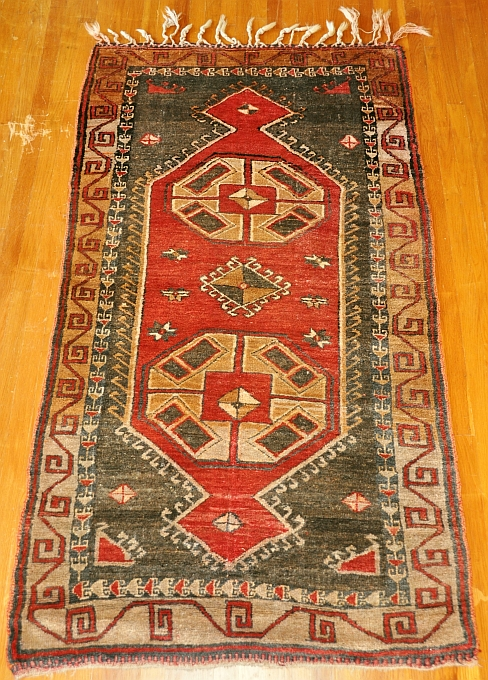
Gaziantep-Gebetsteppich mit Doppelnische
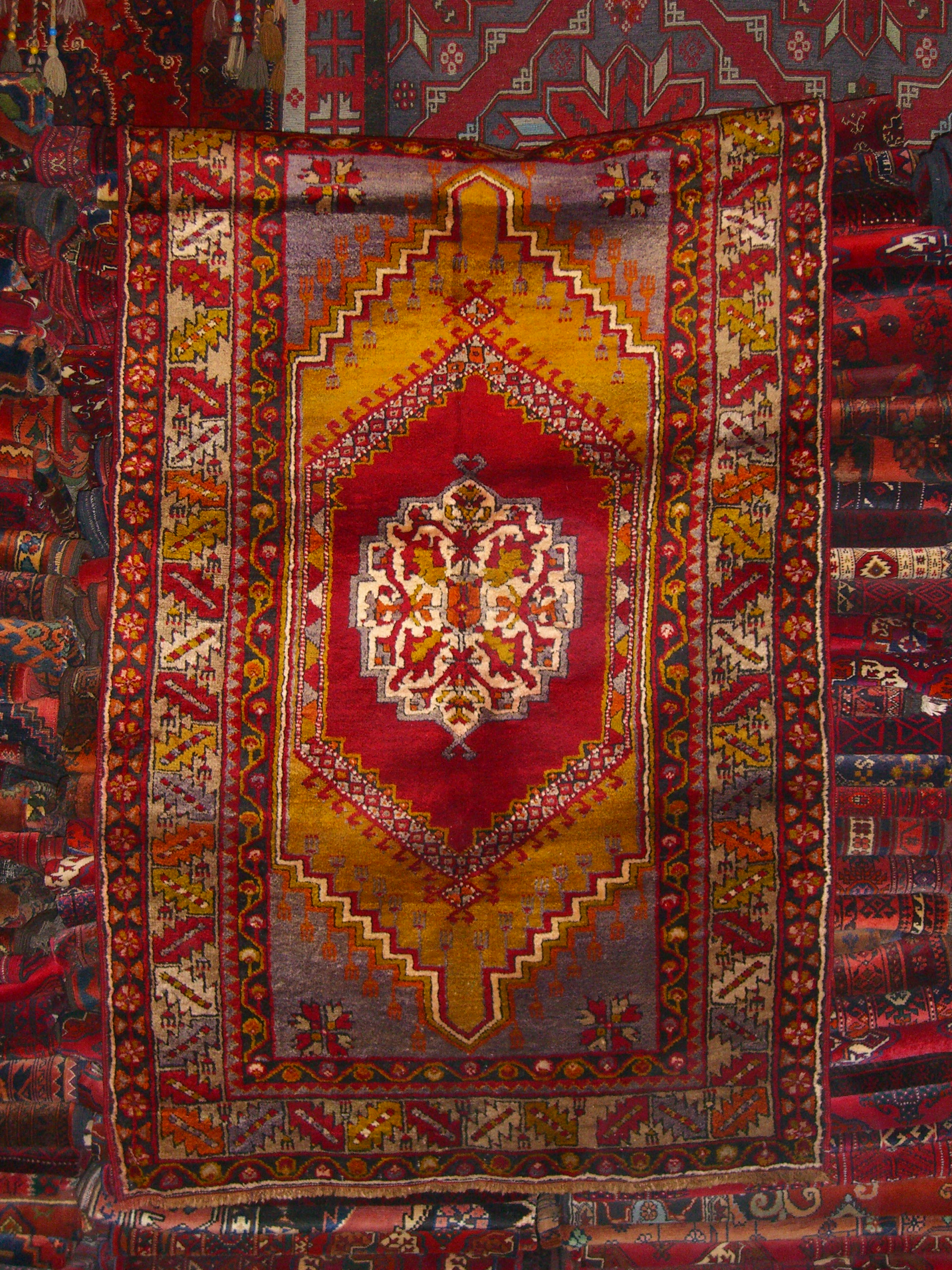
Zentralanatolischer Gebetsteppich mit Doppelnische
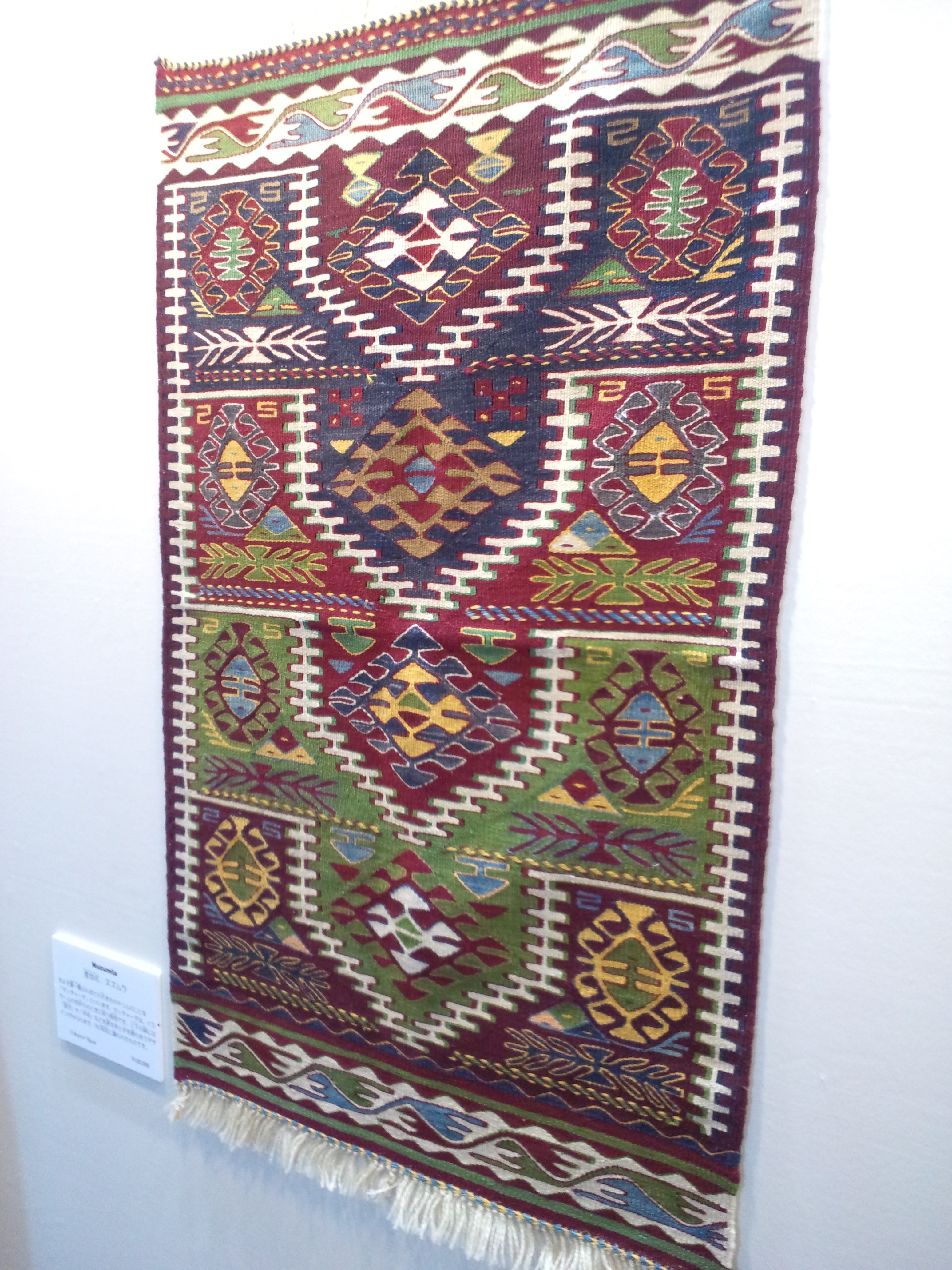
Gebetsteppich mit Gestaffelter Nische
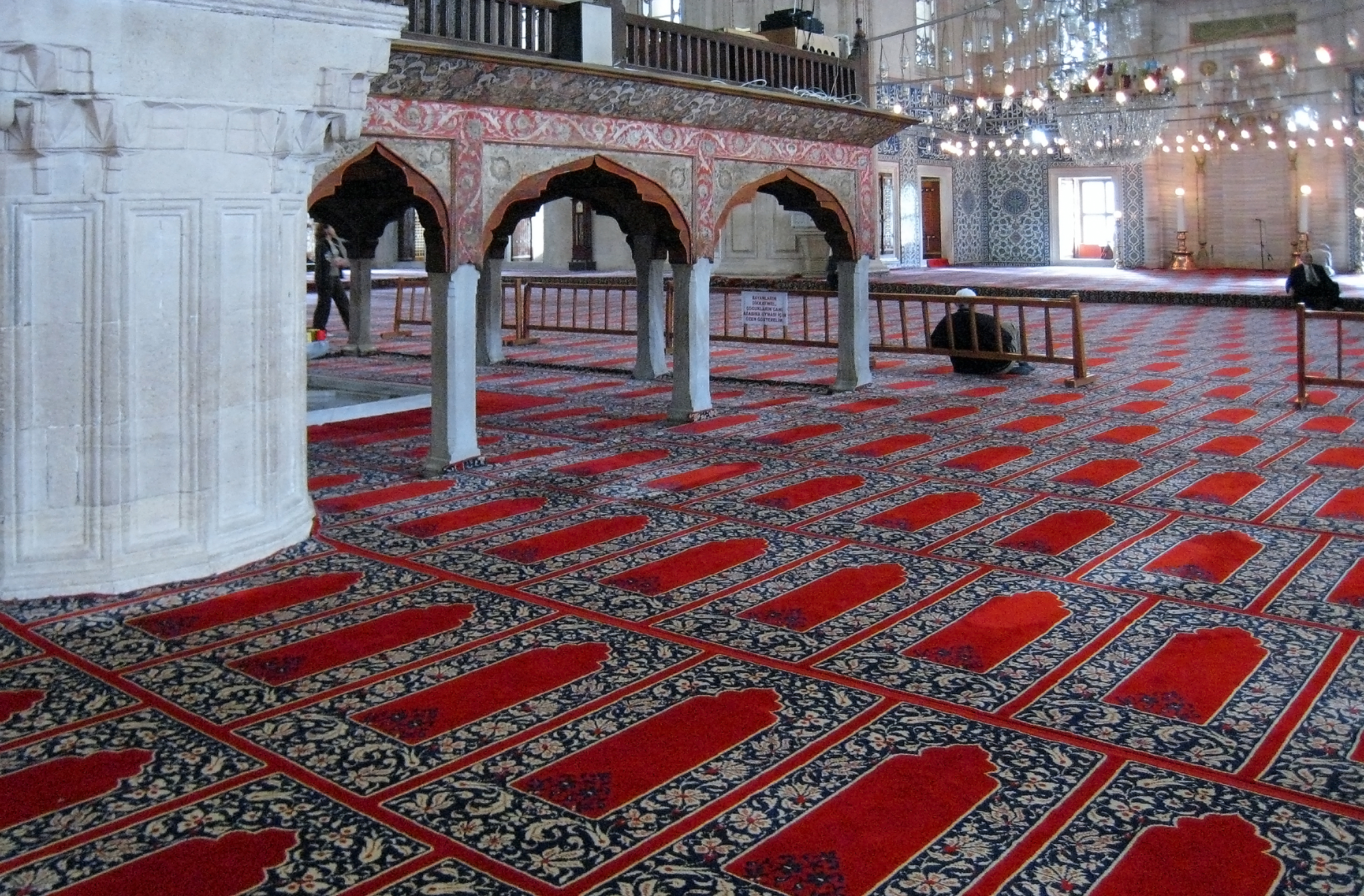
Reihennischen-Gebetsteppich (saph) in der Selimiye-Moschee, Edirne
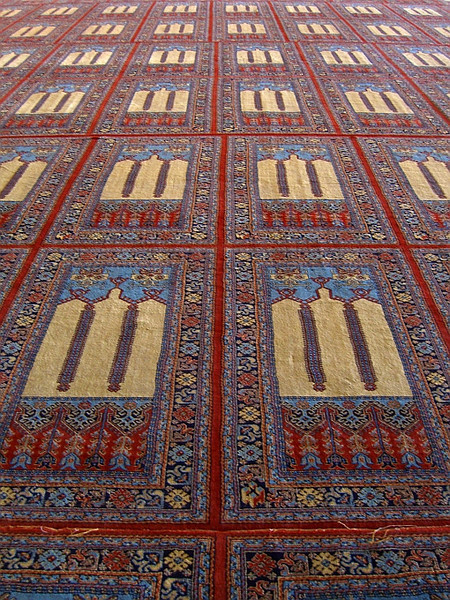
Reihennischen-Gebetsteppich (saph) in der Sultan-Ahmed-Moschee, Istanbul